# Sainte Anne, la Vierge et l'Enfant Jésus jouant avec un agneau
La Vierge, l'Enfant Jésus et sainte Anne
Vous lisez un « article de qualité » labellisé en 2021.  Il fait partie d'un « thème de qualité ».
Sainte Anne, la Vierge et l'Enfant Jésus jouant avec un agneau, anciennement appelé La Vierge, l’Enfant Jésus et sainte Anne, est un tableau de Léonard de Vinci peint à l'huile sur un panneau de peuplier et conservé au musée du Louvre à Paris.
Il a été réalisé dans le cadre de la création d'une « Sainte Anne trinitaire » : sa lente et complexe genèse remonterait à l'extrême fin du XVe siècle pour ses premières études et deux premiers cartons — celui de Burlington House entre 1499 et début 1501 et celui de Fra Pietro entre 1500 et avril 1501, finalement écartés —, puis à 1503 pour les débuts de sa mise en peinture. Après l'avoir plus ou moins abandonnée entre 1504 et 1507 en raison d'autres commandes, Léonard de Vinci ne cesse plus de perfectionner cette œuvre ambitieuse, qu’il laisse pourtant inachevée à sa mort en 1519.
Le tableau met en scène certains des principaux personnages du christianisme. Il s'agit du portrait en pied d'un groupe formé par Marie assise sur les genoux de sa mère Anne et tendant les bras vers son fils Jésus qui, à ses pieds, chevauche un agneau. La composition évoque le moment où Marie vient d'accepter la future Passion de son fils, sous le regard satisfait de sa propre mère. Dans son récit, le peintre use de symboles transparents pour ses contemporains : le groupe, incluant notamment Anne qui symbolise l'Église et l'agneau figurant le sacrifice du Christ, est installé au sein d'un paysage stérile, comme l'est Anne, et où ne pousse qu'un arbre feuillu représentant la fertilité de Marie.
Le tableau est pour Léonard de Vinci l'occasion d'innovations formelles, comme l'ajout d'une quatrième figure, le déplacement de Jésus au sol et la quasi fusion des corps des protagonistes, qui toutes trois induisent de nouveaux équilibres et connaîtront d'ailleurs un grand succès auprès de nombreux artistes contemporains et de suiveurs. De même, autour de la création du tableau, Léonard de Vinci signe une gestion novatrice des copies produites dans son atelier, puisque celles-ci sont considérées comme autant de prototypes permettant de tester des propositions adoptées ou écartées ensuite.
L'identité du destinataire de l'œuvre fait l'objet d'un débat entre les chercheurs : ce pourrait être aussi bien le roi de France Louis XII que les moines servites de Florence ou la république de Florence elle-même. L'hypothèse la plus récente est que l'œuvre émanerait d'une initiative personnelle du peintre puis aurait été proposée par la suite à Louis XII lorsque celui-ci devient son mécène.
Le tableau est vu au manoir du Cloux en 1517. Son cheminement après la mort de Léonard de Vinci jusqu'à l'inventaire de Charles Le Brun, en 1683, a donné lieu à plusieurs hypothèses.

## L'œuvre

### Description

#### Le support

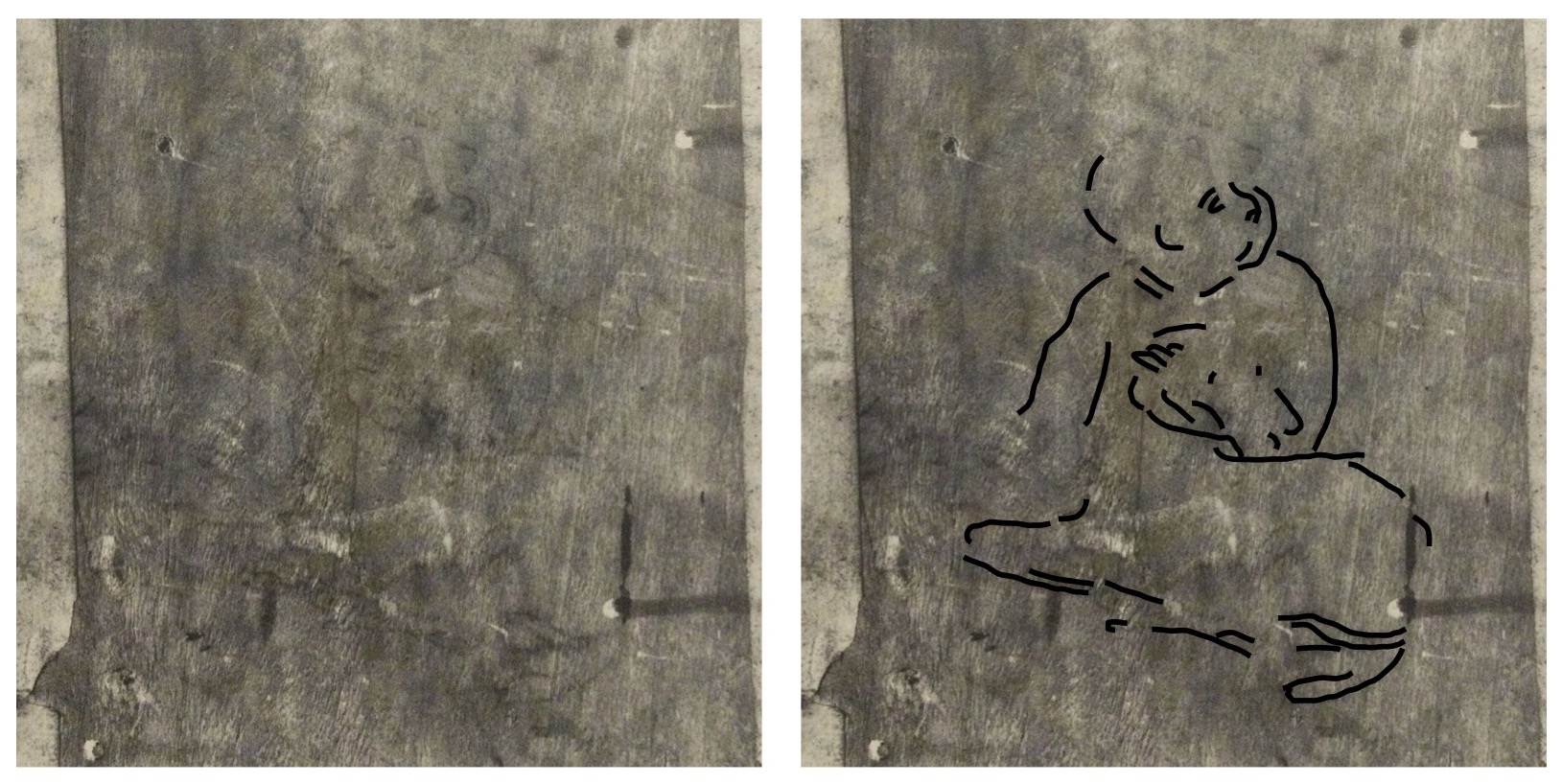
Léonard de Vinci ou un membre de son atelier, Enfant à l'agneau, revers du panneau de la Sainte Anne, Paris, musée du Louvre. À gauche, réflectographie infrarouge et, à droite, schéma renforçant le tracé.

Le tableau Sainte Anne, la Vierge et l'Enfant Jésus jouant avec un agneau a pour support un panneau composé de quatre planches de bois de peuplier de dimensions régulières et identiques, disposées verticalement et renforcées horizontalement par deux baguettes en bois résineux. Il mesure 168,4 × 130 cm et présente une épaisseur de 22  à   23 mm.
La recherche historique montre que ces dimensions ont évolué depuis la création de l'œuvre puisqu'elles étaient de 176 × 113 cm dans l'inventaire des collections royales réalisé par Charles Le Brun en 1683. Le panneau a ainsi perdu 7,6 cm de hauteur : la répartition de ce retrait est estimée, par comparaison avec une copie très proche conservée à Los Angeles, à un peu moins de 3 cm sur le bord supérieur et un peu moins de 5 cm sur le bord inférieur. En outre, une mesure réalisée en 1752 par François-Bernard Lépicié, qui indique une dimension identique à l'actuelle, prouve que cette réduction remonte à la première moitié du XVIIIe siècle. Le panneau a également subi un élargissement au début du XIXe siècle, sous la supervision de François-Toussaint Hacquin : deux alèses de chêne, larges chacune en partie haute de 8,5 cm, ont été fixées de part et d'autre des deux bords latéraux du panneau et ont bénéficié d'une mise en peinture qui correspond aux couleurs des parties adjacentes. L'œuvre est toutefois exposée avec un cadre qui dissimule les deux bandes ainsi formées.
Enfin, trois dessins d'une hauteur de 5  à   20 cm sont portés au revers du tableau. Réalisés avec un fusain ou une pierre noire, ils représentent une tête de cheval, la moitié droite d'un crâne humain et un enfant jouant avec un agneau. Ils comportent certaines hachures qui semblent être tracées par un gaucher mais sans qu'il soit possible d'affirmer que Léonard de Vinci en soit l'auteur. Le dessin le plus à droite — l'enfant et l'agneau — est le plus effacé des trois.

#### La scène
La scène se déroule au sein d'un panorama volontiers qualifié de « grandiose », dans le tiers supérieur du panneau. Vers la gauche, un grand cours d'eau s'écoule en plusieurs cascades. Vers le milieu et sur la droite s'étend un paysage de hautes montagnes. Au second plan à droite, derrière les personnages, s'élève un arbre feuillu dont la présence est incongrue à l'altitude que semble avoir choisie le peintre. Enfin, complétant ce paysage minéral, des galets au premier plan paraissent baigner dans une eau évoquée par un voile transparent.
Le dessin représente un groupe de trois personnages : deux femmes et un bébé. L'une d'elles, identifiée avec la Vierge Marie, est assise sur le genou gauche de l'autre, identifiée avec sa mère, sainte Anne, elle-même assise. Elles ont un aspect juvénile et, bien que mère et fille, semblent avoir le même âge. Toutes deux sourient et leur regard contemplatif est porté sur un enfant posé au sol. Celui-ci, identifié avec l'Enfant Jésus, joue avec un agneau : il l'enjambe, et, lui ayant saisi la tête, lui tord le cou. Marie est vêtue d'une robe rouge dont n'est visible que le haut car un ample manteau à la couleur mariale, le bleu, lui recouvre les jambes ; du vêtement d'Anne se voient une manche gris bleuté et, sur ses jambes, un drapé de couleur brune ; Jésus, enfin, est nu.
Sainte Anne est en position supérieure par rapport à sa fille qu'elle regarde tandis que cette dernière est penchée en avant vers l'enfant. Leur épaules gauches sont pratiquement superposées, si bien que les « figures s’emboîtent les unes dans les autres : le bras droit d’Anne se confond avec celui de Marie, dont la tête recouvre l’épaule de sa mère, le bras gauche de Marie est prolongé par celui du Christ » selon une orientation vers la droite.
Malgré la très longue période à laquelle s'y est consacré son auteur, le tableau présente certaines zones inachevées, notamment au niveau du second plan (entre la zone de galets et les montagnes, qui offrent le plus grand degré de finition) et dans certaines parties des personnages : ainsi manque-t-il les couches finales qui auraient conféré plus de relief au visage ainsi qu'au manteau drapé de la Vierge.

### Sujet

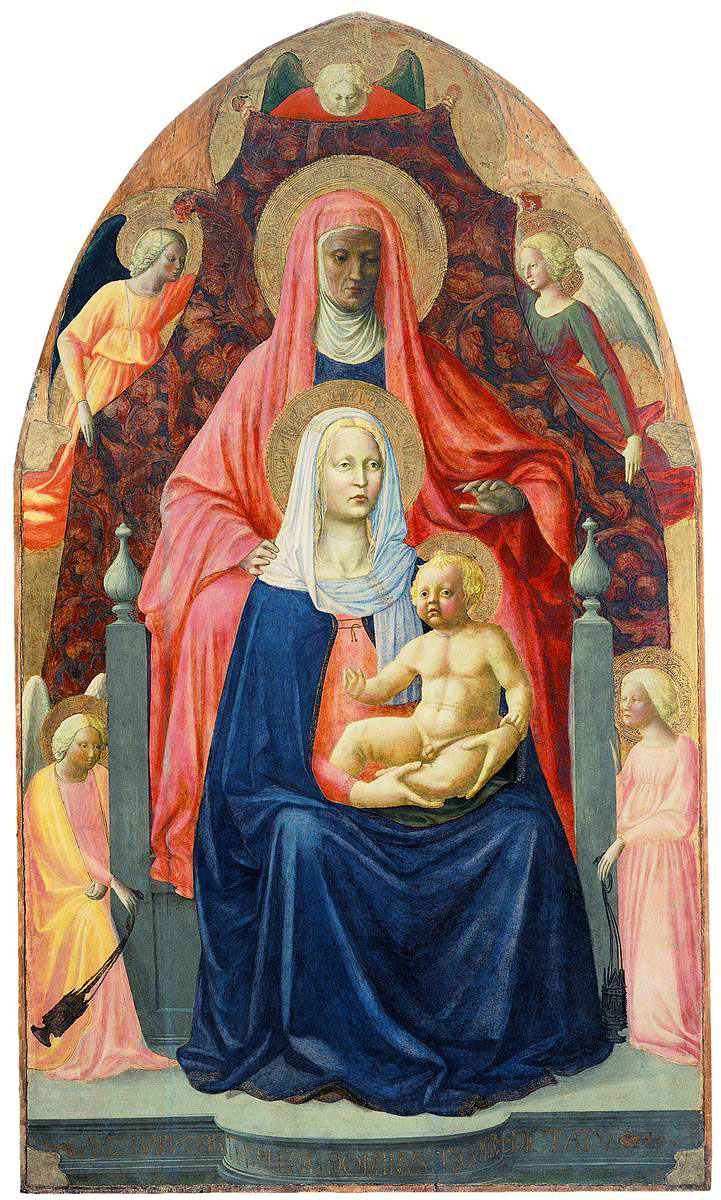
La composition verticale traditionnelle permet d'exprimer l'idée de succession des générations issues d'Anne (Masaccio et Masolino da Panicale, Sant'Anna Metterza, 1424-1425, Florence, galerie des Offices, n° inv. 8386).

Le tableau Sainte Anne, la Vierge et l'Enfant Jésus jouant avec un agneau constitue l'ultime étape d'une réflexion conduite près de vingt ans par Léonard de Vinci sur le thème iconographique chrétien de la « Sainte Anne trinitaire », dans lequel sont représentés ensemble l'Enfant Jésus, sa mère Marie et sa grand-mère Anne.
Ce sujet a été intégré au culte marial afin notamment de justifier le dogme de l'Immaculée Conception,, selon lequel Marie, recevant par anticipation les fruits de la résurrection de son fils Jésus-Christ, aurait été conçue exempte du péché originel. Or, ce miracle implique que sa propre mère, Anne, gagne en importance théologique. Dès lors le culte de sainte Anne se développe, si bien que la « Sainte Anne trinitaire » constitue une trinité terrestre en référence à la Trinité céleste.
Peu de temps avant la période d'activité de Léonard de Vinci, le pape Sixte IV favorise ce culte par la mise en place d'une indulgence qui promet la remise des péchés à quiconque prononce une prière devant l'image de Anna metterza (sainte Anne, la Vierge et l'Enfant). On voit ainsi quelques exemples de la triade de sainte Anne, la Vierge et l'Enfant aux XIIIe et XIVe siècles ; puis ce thème iconographique prend de l'ampleur à la fin du XVe siècle, principalement sous forme de sculptures et de peintures.
Historiquement, la représentation italienne de la Sainte Anne trinitaire suit la forme picturale byzantine, proposant à l'origine une structure strictement verticale, où les personnages sont situés les uns au-dessus des autres avec sainte Anne en position supérieure,.
Après être passé par une représentation plus horizontale dans le Carton de Burlington House, qui introduisait une véritable narration grâce à l'interaction entre l'Enfant Jésus, Marie et Anne, Léonard de Vinci retourne avec le tableau Sainte Anne, la Vierge et l'Enfant Jésus jouant avec un agneau à un rythme plus vertical où Marie est résolument assise sur les genoux de sa mère : il retrouve donc l'idée de succession des générations que permet seule la verticalité, tout en parvenant à conserver, grâce à la présence de l'agneau, la narration propre à la composition horizontale.

## Historique de l'œuvre

### Contexte de création

Deux précédentes propositions de Léonard de Vinci pour représenter le thème
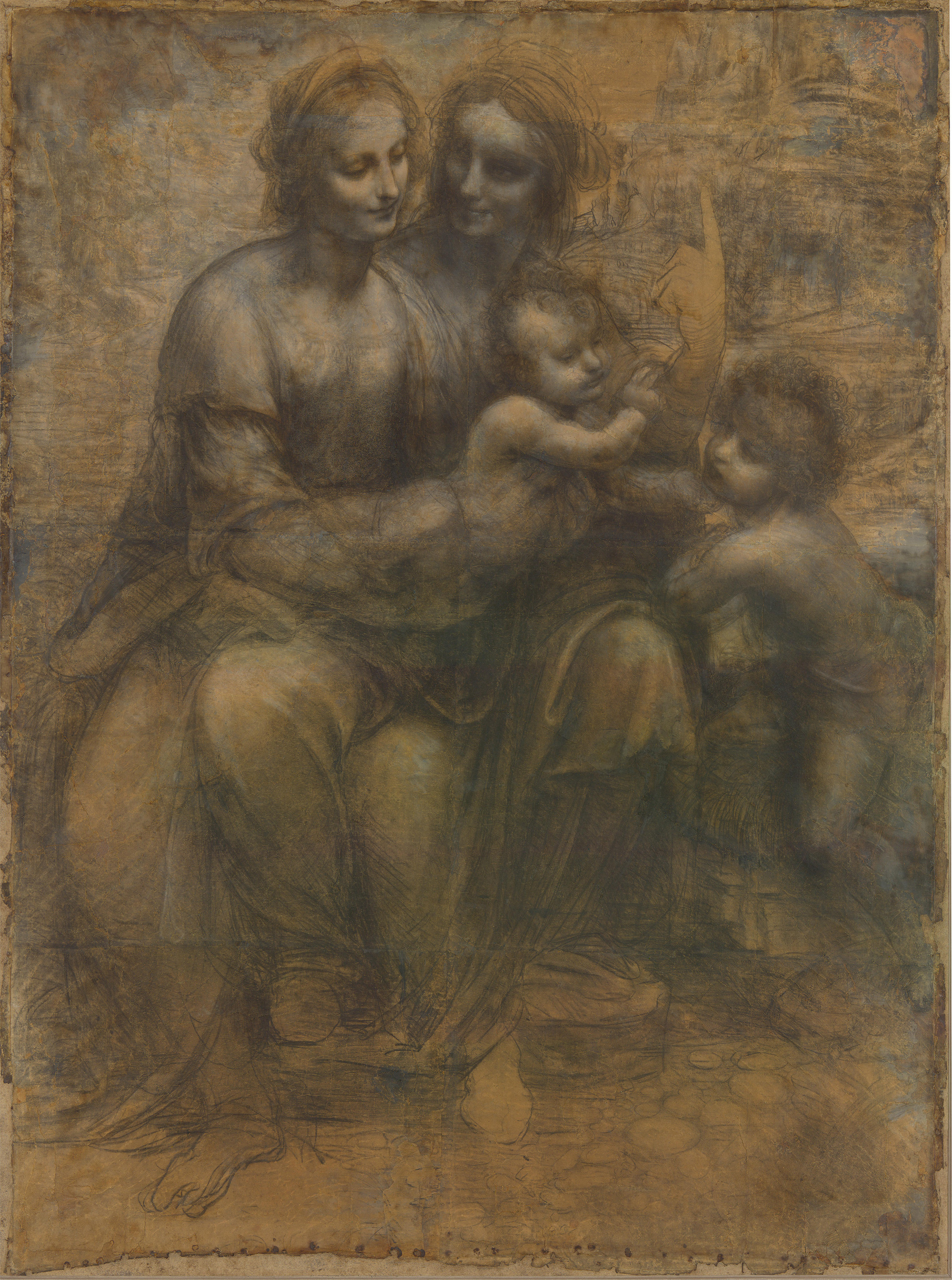
Léonard de Vinci, Sainte Anne, la Vierge, l’Enfant Jésus et saint Jean-Baptiste enfant dit « carton de Burlington House », entre 1499 et début 1501 ou entre 1506 et 1513, Londres, National Gallery, inv. NG6337.
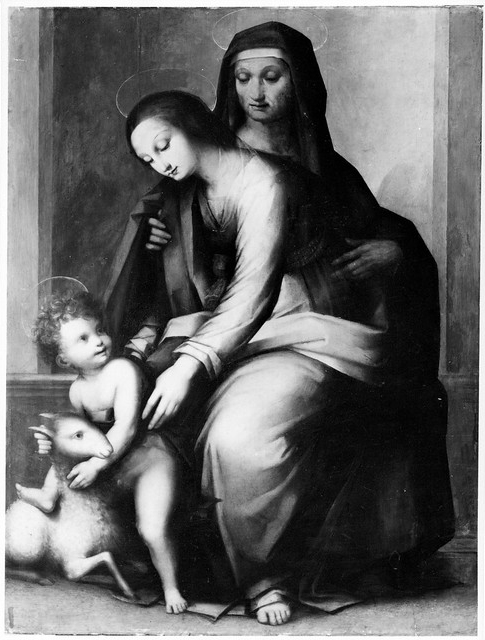
Tableau issu du « carton de Fra Pietro » de Léonard de Vinci daté entre 1500 et avril 1501 (Andrea Piccinelli, Sainte Anne, 1515-1517, perdu, Berlin, Kaiser-Friedrich Museum).

La création du tableau de Sainte Anne, la Vierge et l'Enfant Jésus jouant avec un agneau recouvre les 16 dernières années de la vie de Léonard de Vinci : après la prise en 1499, par les troupes de Louis XII, du duché de Milan où il est en activité, le peintre entame une vie errante qui le conduit d'abord à Mantoue, puis à Venise et enfin à Florence, où il se fixe jusqu'en 1508, date à laquelle il retourne à Milan au service des Français. Par la suite, un séjour malheureux à Rome entre 1513 et 1516 le pousse à partir travailler en France en 1516 : c'est, après ce séjour romain, un vieillard amer, et amoindri physiquement qui entre sous la protection bienveillante de son nouveau mécène et protecteur, le roi François Ier (roi de France de 1515 à 1547), qui l’installe au manoir du Cloux — actuel château du Clos Lucé — où il meurt le 2 mai 1519.
Selon une chronologie assez répandue au sein de la communauté scientifique, Léonard de Vinci reçoit commande d'une Sainte Anne vers 1499-1500, par un commanditaire indéterminé. Il élabore alors, au tout début des années 1500, un premier carton — le Carton de Burlington House — en tant que première idée de composition. Abandonnant cette proposition, il crée très rapidement après un second carton, dans lequel il écarte le petit Jean-Baptiste au profit d'un agneau : le carton dit « de Fra Pietro », exposé en avril 1501 à Florence, repris par Raphaël et aujourd'hui perdu. En outre, bien que très peu probable, l'existence d'un troisième carton — décrit par Giorgio Vasari et présentant à la fois un agneau et saint Jean-Baptiste — n'est pas à exclure tout à fait. Rejetant une nouvelle fois sa composition, le peintre crée enfin vers 1502-1503 un dernier carton dont sera issu le tableau Sainte Anne, la Vierge et l'Enfant Jésus jouant avec un agneau conservé au Louvre.
En définitive, si ce projet d'une « sainte Anne trinitaire » semble prendre corps vers 1499-1500 et si la mise en peinture du tableau du Louvre commence aux alentours de 1503, la réflexion s'avère beaucoup plus longue, puisqu'elle couvre les vingt dernières années de la vie du peintre selon « un processus de création sans fin », Léonard de Vinci ne « cessant de perfectionner l'attitude des figures, le détail de leur coiffure ou de leur vêtement ». Il se penche dessus jusqu'à sa mort en 1519 pour le laisser inachevé : la peinture de Sainte Anne, la Vierge et l'Enfant Jésus jouant avec un agneau représente donc un condensé de toute l'expérience artistique et de toutes les réflexions thématiques de Léonard de Vinci.

### Attribution et datation
Jusqu'à la fin du XIXe siècle, l'attribution du tableau à Léonard de Vinci est très fortement mise en doute. Les critiques s'appuient principalement sur une argumentation artistique et stylistique : volontiers décrite comme « certainement pas un meilleur ouvrage du maître », de peu « de hauteur de style », marquée par « la bizarre afféterie des poses et de l'arrangement » et aux sourires « maniéré[s] et exagéré[s] », l'œuvre est alors fréquemment considérée « comme une version d'atelier, seulement conçue ou au mieux retouchée par le maître ». L'existence d'un tableau peint est même contestée. De leur côté, les défenseurs de l'attribution à Léonard de Vinci expliquent les doutes de leurs contradicteurs par le mauvais état général de l'œuvre ainsi que par l'inachèvement de certaines de ses parties.
Néanmoins, certains documents historiques vont assoir définitivement le caractère autographe de l'œuvre. Ainsi est découvert en 1876 le journal de voyage d'Antonio de Beatis, où ce secrétaire du cardinal d'Aragon déclare avoir pu observer dans l'atelier du maître, en octobre 1517, une Sainte Anne, ce qui atteste l'existence du tableau. De même, en 1887, une lettre adressée le 3 avril 1501 à Isabelle d'Este par le moine carme Fra Pietro da Novellara est retrouvée dans les archives de Mantoue, entretenant toutefois une confusion entre le tableau et un carton précédent. Les historiens de l'art sont alors poussés à réévaluer les sources, les études, les cartons et le tableau lui-même, et confirment l'attribution de ce dernier au maître, si bien qu'il est désormais unanimement considéré comme étant de sa main par l'ensemble de la communauté scientifique : Vincent Delieuvin, Renaud Temperini, Frank Zöllner, Daniel Arasse, Peter Hohenstatt, Séverine Laborie, Bernard Jesatz, Serge Bramly, François Viatte, Pietro C. Marani, Alessandro Vezzosi et Carlo Pedretti. Quelques chercheurs continuent à voir la main d'un membre de l'atelier dans certaines parties de l'arrière-plan, mais sans remettre en cause l'attribution au peintre florentin.

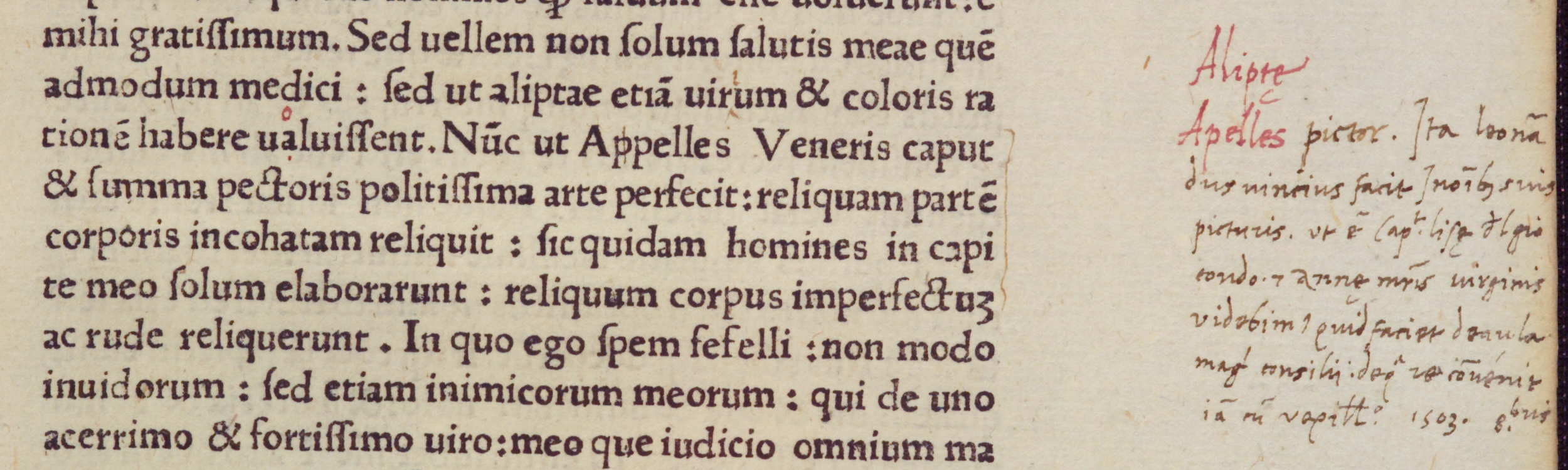
Un élément clef permettant de situer le début de mise en peinture du tableau : une note d'Agostino Vespucci écrite en octobre 1503 en marge des Epistulae ad familiares de Cicéron (Document conservé à l'Université de Heidelberg).

Selon l'hypothèse la plus récente et la plus vraisemblable, il semble possible de dater le début de création du tableau entre avril 1501 et octobre 1503. Le peintre aurait ensuite suspendu son travail de 1504 à 1507, pour se consacrer à d'autres projets dont, notamment, La Bataille d'Anghiari. Le reprenant lors de son retour en Lombardie, il l'aurait pratiquement achevé dès 1508-1513, sans toutefois le finir tout à fait, puisque certaines de ses parties — comme la tête ou le drapé de Marie — demeurent à l'état de sous-couche en 1519.
Plusieurs certitudes émergent en effet des recherches les plus récentes, qui permettent d'affiner toute estimation de datation : d'abord, le thème fait précocement l'objet d'explorations de la part du peintre florentin comme l'indiquent « deux feuillets conservés au British Museum, datés des environs de 1500, [qui] montrent de petites esquisses, encore confuses ». Deuxième certitude, des descriptions de ces recherches — cartons et études — faites par des contemporains du peintre sont strictement datables : ainsi, la plus significative de ces descriptions concerne le carton de Fra Pietro, de composition très proche et précédant immédiatement le carton du tableau ; or elle est datée du 3 avril 1501 dans un courrier adressé à Isabelle d'Este par son envoyé auprès du peintre. Troisième certitude — et indice fondamental —, le tableau fait l'objet en octobre 1503 d'une description de son état d'avancement par Agostino Vespucci, fonctionnaire florentin proche du peintre ; or cette description n'est découverte qu'en 2005, ce qui fait qu'elle n'est ni relevée ni discutée ni exploitée dans les recherches antérieures à cette date. Quatrième certitude, le tableau fait l'objet de copies alors même qu'il est en cours de production ; or les plus anciennes de ces copies remontent à 1508. Enfin, le tableau est toujours inachevé à la mort du peintre en 1519.
Néanmoins, cette hypothèse n'est pas encore consensuelle : les estimations font en effet l'objet de larges divergences parmi les historiens de l'art, liées essentiellement à deux facteurs : d'abord le flou entre le début des réflexions de Léonard de Vinci (qui commencent dès 1500) et leur mise effective en peinture, ; ensuite le fait que l'œuvre fasse l'objet d'une multitude de retouches de détails sur une très longue période, source d'une disparité d'éléments stylistiques qui peuvent la rattacher à plusieurs périodes de la carrière du peintre.

### Commanditaire
Faute de documents et comme pour la datation de l'œuvre, le commanditaire de la Sainte Anne est inconnu et les historiens de l'art en sont réduits aux hypothèses.
L'une des plus anciennement retenues est la commande par les moines servites de Florence chez qui le peintre est hébergé en avril 1501. D'après Giorgio Vasari, biographe de Léonard, celui-ci reçoit effectivement la commande d'un retable représentant une Annonciation et destiné à décorer le maître-autel de l'église de la Santissima Annunziata. De fait, Vasari décrit combien les Florentins sont impressionnés lorsque Léonard de Vinci expose un carton montrant « la Vierge à l'enfant avec sainte Anne et saint Jean-Baptiste - et un agneau ». Mais il n'indique pas si cette exposition est fortuite ou si elle répond à une commande des Frères. Cette hypothèse achoppe par ailleurs sur le fait que le carton décrit par Vasari ne correspond pas à ce que ceux-ci avaient demandé — une Déposition — ni n'a du tout les mêmes dimensions que le tableau réceptionné par la suite, finalement « deux fois plus haut que celui de Léonard » : « la Déposition de Croix de plus de trois mètres de haut, actuellement à la Galleria dell'Accademia de Florence […] fut commandée à Filippino Lippi sans doute vers 1503, […] réalisée par lui […] et terminée par Pérugin ».

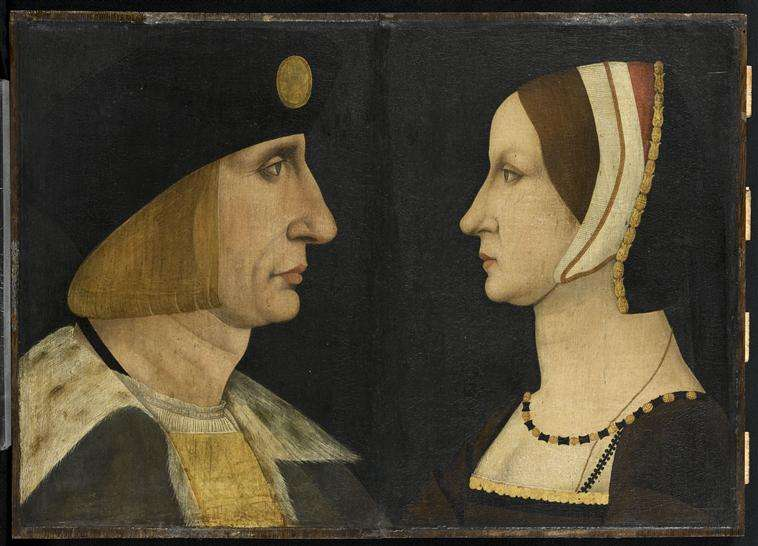
Léonard de Vinci pourrait avoir décidé en 1507 de destiner le tableau à Louis, satisfait de ce thème lié à sa femme Anne de Bretagne (peintre inconnu de l'atelier franco-lombard, XVI, Chantilly, musée Condé).

Une seconde hypothèse avance que le tableau aurait été commandé entre le 5 octobre et le 7 novembre 1499 par le roi de France Louis XII en l'honneur d'Anne de Bretagne qu'il a épousé en 1499. Tenue pour l'hypothèse « la plus convaincante » par Frank Zöllner, elle est considérée comme sérieuse par bon nombre d'autres experts, Carlo Pedretti et Sarah Taglialagamba ou Renaud Temperini. Le roi aurait souhaité un ex-voto pour célébrer la naissance de sa fille Claude, sainte Anne étant alors particulièrement honorée en Bretagne, région d'origine de son épouse en tant que patronne des femmes stériles ou enceintes. De fait, en 1499, Léonard de Vinci retarde son départ de Milan de plusieurs mois après la conquête du duché par les Français et un courrier qu'il adresse à Salai prouve, sans toutefois permettre de le déterminer précisément, que Louis XII lui a commandé un projet à ce moment-là : « Je pense être près de vous à Pâques et vous apporter deux Madones de dimensions différentes, commencées pour le roi très chrétien ou pour qui vous voudrez » — Sainte Anne pourrait correspondre à l'une des deux. De plus, le 12 janvier 1507, Louis XII demande que Léonard de Vinci reste présent en Lombardie, puis après une absence pour règler un héritage, qu'il y retourne au plus vite, car il « se trouve dans l'obligation de faire un tableau pour sa Majesté Très Chrétienne [afin] qu'il puisse prestement finir l'entreprise qu'il a commencée ». Par ailleurs, en 1699, dans un courrier à Pietro Bellori, le collectionneur et historien de l'art Sebastiano Resta affirme qu'« avant 1500, Louis XII commanda à Léonard, qui demeurait alors à Milan, un carton représentant sainte Anne ». Ainsi, en fonction de sa datation de 1499 et de cette déclaration, l'historien de l'art Jack Wasserman détermine que le carton de Burlington House est réalisé en tant qu'étude pour un tableau commandé par Louis XII comme cadeau pour son épouse Anne de Bretagne. Il en déduit même que la commande date d'octobre 1499. Enfin il reste le témoignage du 14 avril 1501 de Fra Pietro da Novellara, qui écrit à Isabelle d'Este que Léonard est occupé par la Vierge aux fuseaux destinée à « un certain Robertet » et par un engagement non précisé auprès du roi de France Louis XII dont l’artiste souhaite s’acquitter en un mois, et qu'il n'est donc pas en mesure de produire une œuvre à l'intention d'Isabelle,. Mais ce témoignage fait débat, et Vincent Delieuvin s'en empare pour réfuter l'hypothèse d'une commande par Louis XII : « Comment Fra'Pietro, qui livre une longue description du carton de la Sainte Anne, aurait-il pu oublier de préciser à Isabelle d’Este que l’œuvre était destinée au roi de France, alors qu'il l'informe que la petite Vierge aux fuseaux est conçue pour « un certain Robertet » ? Comment expliquer aussi, quelques années plus tard, en janvier 1507, la réaction de Louis XII, lorsque après avoir admiré un petit tableau de Léonard à peine arrivé en France, il convoque l'ambassadeur de Florence, Francesco Pandolfini, pour l'aviser de son souhait d'obtenir à son tour une œuvre du maître, « de petits tableaux de Notre Dame » ou son portrait ? Le roi aurait-il donc oublié qu'il l'avait déjà sollicité pour la Sainte Anne en 1499 ? (...) Au début de l’année 1508, peu avant Pâques, Léonard commence à organiser son retour à Milan, en prévision de l’issue de son procès. Sont conservés dans le Codex Atlanticus trois brouillons de lettres adressées aux autorités françaises du duché, dans lesquelles il s’enquiert de son logement à Milan et de sa rémunération. Il tente aussi d’obtenir enfin la pleine possession d’un canal que lui a concédé le roi. Et, pour justifier une pension, il souligne qu’il a commencé à satisfaire le souverain en travaillant à « deux Notre Dame de grandeur différentes ». L’un des deux tableaux pourrait être la Sainte Anne inachevée que le maître aurait pu décider de reprendre, pour la destiner au souverain, lequel ne pouvait être que satisfait de ce thème honorant son épouse Anne de Bretagne. » Dès lors, conclut Vincent Delieuvin, « il faut abandonner définitivement cette idée d'une commande royale » avant celle de 1507,. On notera que l'expression « deux Notre Dame de grandeur différentes » est similaire à celle employée dans la lettre de Léonard à Salai citée précédemment.
Troisième hypothèse explorée par les chercheurs, le tableau répondrait à une commande institutionnelle de la République de Florence. Cette possibilité est évoquée par la National Gallery au motif que sainte Anne est la protectrice de Florence depuis que ses habitants ont chassé Gautier VI de Brienne au milieu du XIVe siècle. Néanmoins, cette hypothèse peine à convaincre parce que les archives ne portent pas trace d'une telle commande, ce qui est étonnant de la part de l'administration d'une telle ville ; de plus, ici aussi, les dimensions du tableau ne correspondent pas aux salles dans lesquelles il est susceptible d'avoir été exposé.
Enfin, dernière hypothèse, le tableau de Sainte Anne, la Vierge et l'Enfant Jésus jouant avec un agneau émanerait d'une initiative personnelle du peintre. Cette thèse, défendue par Vincent Delieuvin, s'appuie notamment sur l'absence d'allusion au commanditaire dans le courrier que Fra Pietro Novellara adresse à la marquise d'Este en 1501. Il aurait pu être initialement créé en tant que « modèle pour d'autres copies […] [ou] pour être vendue à un amateur d'art quand l'occasion s'en présenterait » ou pour marquer son retour dans sa ville natale, voire « pour s'imposer sur la scène artistique [locale] dès son arrivée en 1500 ». Puis l'œuvre a pu par la suite changer de destination et être proposée à Louis XII qui, en 1507, fait de Léonard de Vinci son « [son] peintre et ingénieur ordinaire » et semble découvrir à ce moment-là le contenu de ses tableaux. Rien n'interdit donc de penser que le peintre, reprenant son œuvre après une période de suspension, ait décidé au vu des circonstances de la destiner au roi, celui-ci ne pouvant que se satisfaire d'un thème si approprié à ses préoccupations du jour.

### Cheminement de l'œuvre

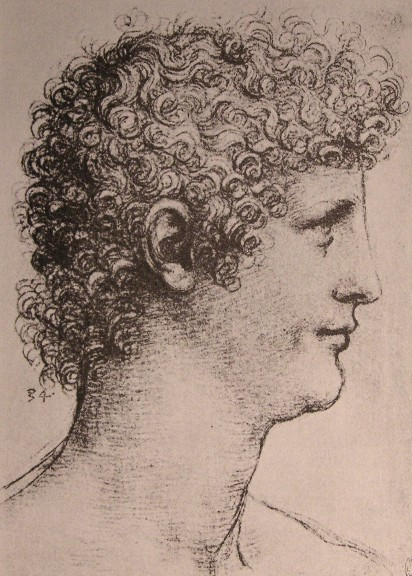
Salai pourrait avoir hérité du tableau par anticipation en 1518 (Portrait par Léonard de Vinci, vers 1502-1503, collection privée.

Le doute plane sur ce qu'il est advenu de l'œuvre entre le 10 octobre 1517, où Antonio de Beatis l'aperçoit dans l'atelier du maître, et l'année 1654, où sa présence au château de Fontainebleau est attestée.
De fait, ce que devient le tableau quand le peintre meurt en 1519 au Clos Lucé est un premier mystère : Léonard de Vinci l'a-t-il déjà cédé au roi François Ier ? Salai, Francesco Melzi ou un autre l'aurait-il reçu en héritage et emporté en Italie ? La critique a longtemps considéré que Francesco Melzi, en tant qu'héritier de toutes les œuvres du maître, l'avait remporté avec lui. L'inventaire des biens de Salai, dressé à sa mort le 21 avril 1525 et qui inclut un « portrait de sainte Anne », a fait ensuite penser que le tableau se trouvait dans sa succession, dont ont hérité les sœurs de Léonard, auprès desquelles François Ier l'aurait acheté,.

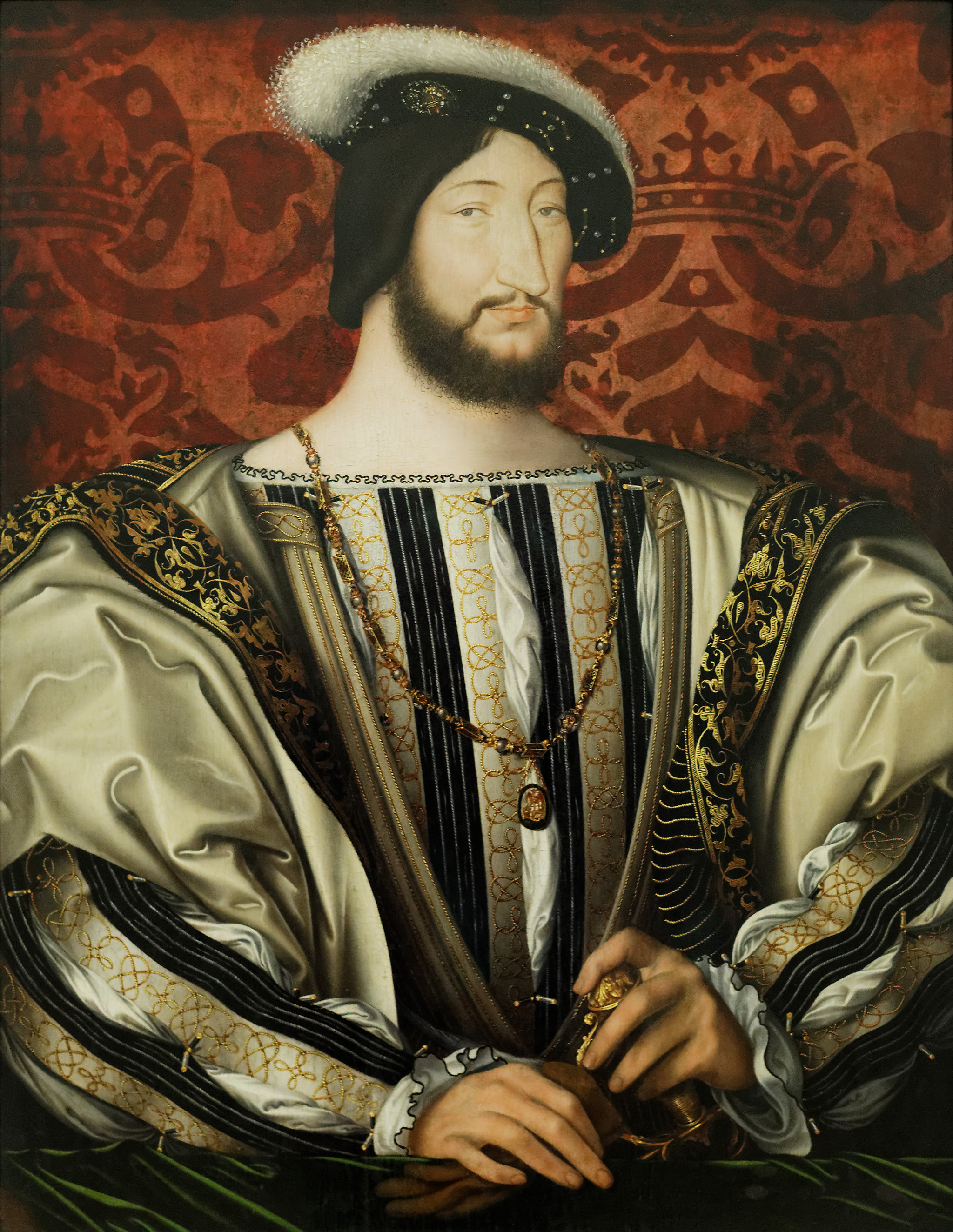
Le roi François Ier (roi de France) pourrait avoir acheté l'œuvre à Salaï et, en tout cas, en devient certainement propriétaire.

Néanmoins, la récente découverte d'une information tirée des comptes du trésorier de Languedoïl datant de 1518 a remis en cause cette hypothèse. Selon ce document en effet, le roi a offert une forte récompense à « messire Salay de Pietredorain paintre pour quelques tables de paintures qu'il a baillées au Roy » : par divers raisonnements et déductions, l'historien de l'art Bertrand Jestaz démontre qu'il est très probable que Salai ait vendu la Sainte Anne à François Ier et que le tableau de sa succession soit en fait une copie. En outre, il apparaît que cette vente au roi a pu avoir été réalisée du vivant de Léonard de Vinci — ce dernier ayant légué certains biens à Salai par anticipation —, dans les premiers mois de l'année 1518.
Depuis 1999, nombre de chercheurs se sont rangés aux hypothèses de Bertrand Jestaz,, malgré les réserves formulées par Pietro C. Marani. Pour autant, ils ignorent ce que le roi a pu faire du tableau entré en sa possession, en dépit de quelques faibles témoignages : l'historien Paolo Giovio note vers 1525 que le roi l'a placé dans une chapelle, sans préciser laquelle, ; de même, le graveur et peintre italien Antonio da Trento en réalise une gravure sur bois, témoignant ainsi indirectement l'avoir vu — certainement à Fontainebleau où il est actif entre 1537 et 1540. Cependant le témoignage de Govio est contredit par l’Anonimo Gaddiano qui écrit « un dessin qui fut envoyé en France », et Giorgio Vasari qui cite « un carton qui prit le chemin de la France ». Il semble donc que le roi de France, Louis XII, ait commandé un carton à Léonard en 1499 représentant la Vierge, l'Enfant et sainte Anne.

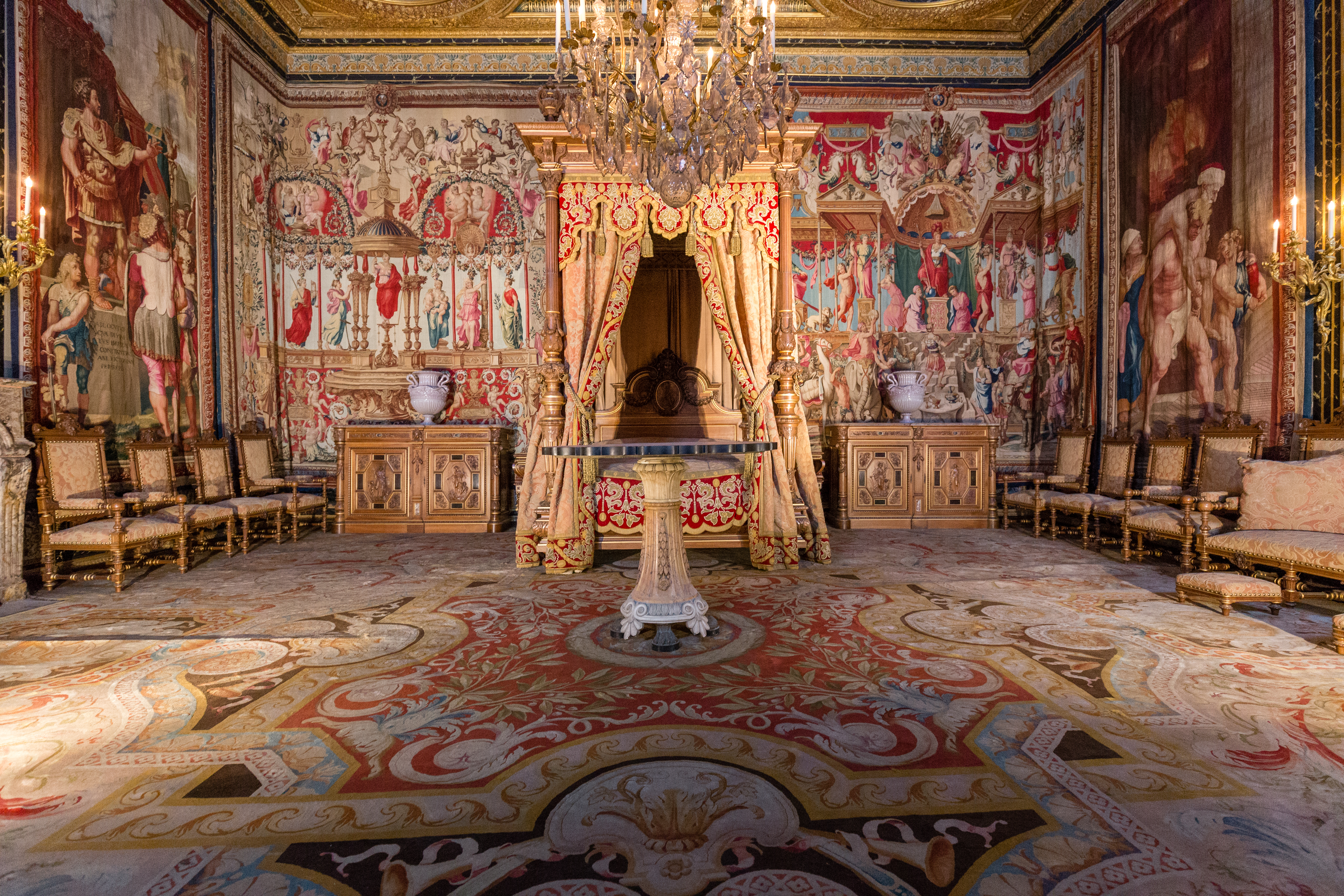
Le tableau n'a peut-être jamais quitté le château de Fontainebleau entre son achat supposé par François Ier (roi de France) et sa redécouverte en 1654 dans l'appartement de la reine Anne d'Autriche, dont on voit ici la chambre à coucher d'apparat.

À ce moment, l'œuvre disparaît pour plusieurs décennies, ce qui génère un second mystère : en 1849, l'historien de l'art Frédéric Villot, conservateur des peintures du musée du Louvre, affirme que le cardinal Richelieu l'a acheté en 1629 dans la ville italienne de Casale Monferrato et l'a offert au roi de France Louis XIII en 1636. Bien qu'elle ne s'appuie sur aucune autre source, cette anecdote est reprise par la communauté scientifique avant d'être démentie au milieu des années 1990 : il n'existe aucun document indiquant que Richelieu, qui d'ailleurs ne se trouvait pas en Italie en 1629, ait cédé au roi un tableau représentant sainte Anne.
De fait, la première mention de celui-ci remonte à 1654, dans une description de l'appartement que la reine Anne d'Autriche se fait aménager au château de Fontainebleau : il n'a donc certainement jamais quitté les collections royales depuis François Ier.
Grâce à l'inventaire des collections royales initié par Charles Le Brun en 1683 sous le numéro 390, le devenir de l'œuvre est désormais connu : inscrit dès cette date dans les collections royales. Le tableau est encore cité dans l'inventaire fait par Nicolas Bailly en 1709-1710. Il se trouve alors à Versailles, dans la cabinet de la Surintendance, puis dans la petite galerie du roi en 1737, dans l'hôtel de la Surintendance, en 1760, avant de rejoindre le « Muséum central des arts de la République »— futur musée du Louvre — à partir de 1797.

### Titre
Le tableau ne porte pas de titre particulier autre que descriptif. Il est le plus couramment nommé dans la littérature scientifique par son contenu, sans qu'une forme ne se soit imposée : parfois se rencontre la version descriptive complète Sainte Anne, la Vierge et l'Enfant jouant avec un agneau, mais la dénomination la plus courante est Sainte Anne, la Vierge et l'Enfant Jésus,, ou Sainte Anne, la Vierge et l'Enfant. De tels titres reflètent le fait que l'œuvre constitue une représentation du thème iconographique de la sainte Anne trinitaire : c'est ainsi que plusieurs chercheurs précisent à la suite de leur propre dénomination « dite La Sainte Anne », voire ne la désignent que par l'essentiel du thème, Sainte Anne,,.
Rarement trouve-t-on encore un titre ancien qui correspond à une mise en avant la figure de la Vierge : « La Vierge, l'Enfant Jésus et sainte Anne » ou « La Vierge à l'Enfant avec sainte Anne ».

### État de conservation et restaurations
Le tableau a bénéficié d'interventions régulières — observations, entretiens, restaurations — qui ne sont répertoriées que depuis 1816, c'est-à-dire depuis son dépôt au musée du Louvre. Or, si elles l'ont préservée dans la durée, certaines de ces actions ont pu aussi altérer l'œuvre. Ainsi les vernis posés par certains restaurateurs ont-ils créé des tensions sur la couche de peinture, entraînant plusieurs décollements. Ce genre d'erreur s'ajoute à des problèmes inhérents aux techniques employées par le peintre : celui-ci n'a pas tenu compte de l'inégalité des temps de séchage entre la première couche de laque et la peinture noire du premier tracé d'esquisse — négligence commune aux artistes de la Renaissance —, ce qui provoque au mieux des manques d'adhérences, au pire des chutes de matière. Ce problème est par exemple visible dans le manteau bleu de la Vierge.
En 1816, une restauration est envisagée par Féréol Bonnemaison, alors directeur des services de restauration du musée du Louvre, afin de remédier à ces problèmes de soulèvement de la couche picturale. Mais le conservateur du musée Charles-Paul Landon, estimant que « le tableau demande bien moins à être restauré qu'à être débarrassé d'anciennes restaurations faites avec aussi peu de goût que de ménagement » et que les repeints « ont peu de surface et pourraient être enlevés assez facilement », décide de se limiter à masquer les retouches désaccordées. Il s'agit là de la première restauration documentée du tableau. La restauration suivante, dirigée entre avril et juillet 1825 par François-Toussaint Hacquin (1756-1832) et Pierre-Antoine Marchais (1763-1859), a pour but de consolider le panneau : c'est sans doute à ce moment-là qu'est parallèlement entrepris son élargissement au moyen de deux alèses de chêne, larges chacune de 8,15 cm, afin, selon toute vraisemblance, d'en assortir les dimension à celles d'autres œuvres montrées dans le Salon carré du Louvre.
Durant les décennies suivantes, l'œuvre présente un état général si mauvais qu'il conforte les opposants à son caractère autographe. Et ses conditions déplorables de conservation désolent le critique d'art Joséphin Peladan, en visite au musée : « Je voyais le vernis couler en longues larmes, sous l'effluve d'une bouche de chaleur, placée au pied du chef-d'œuvre ».

Détails permettant d'apprécier l'état du tableau avant sa restauration de 2010-2011
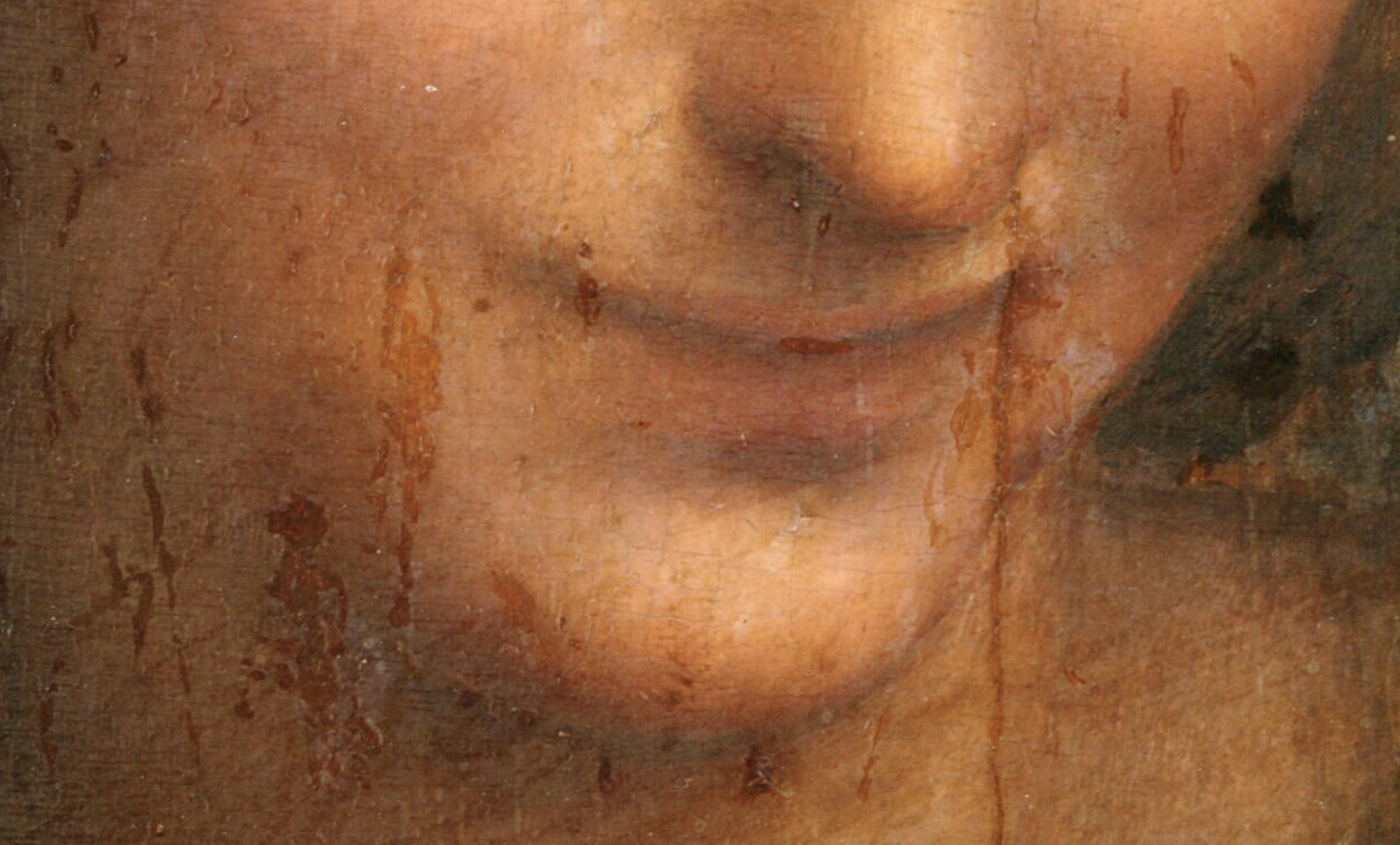
Taches de vernis sur le bas du visage de sainte Anne.
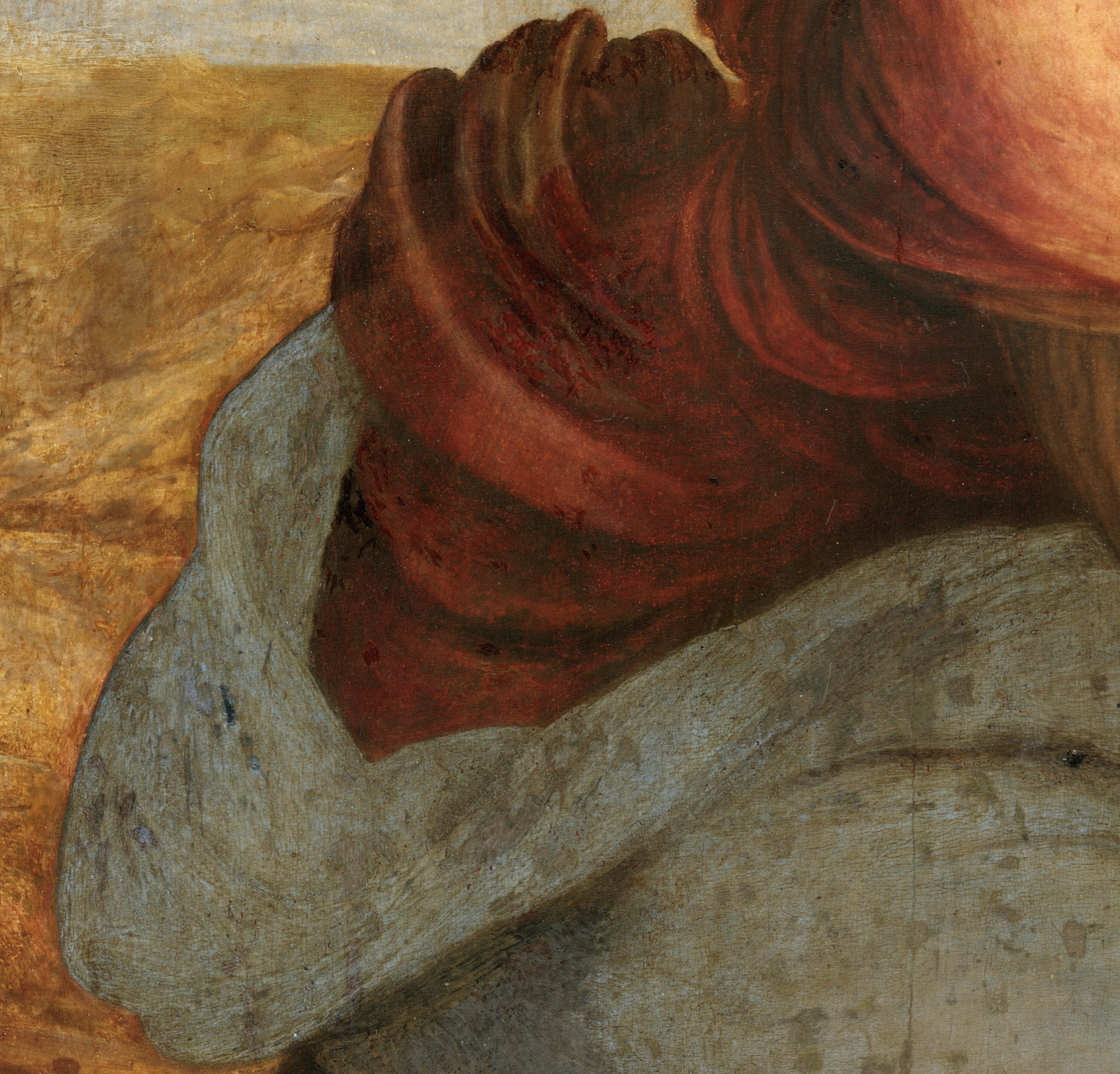
Décollements de matière, repeints et taches de vernis sur la robe et le manteau de la Vierge.
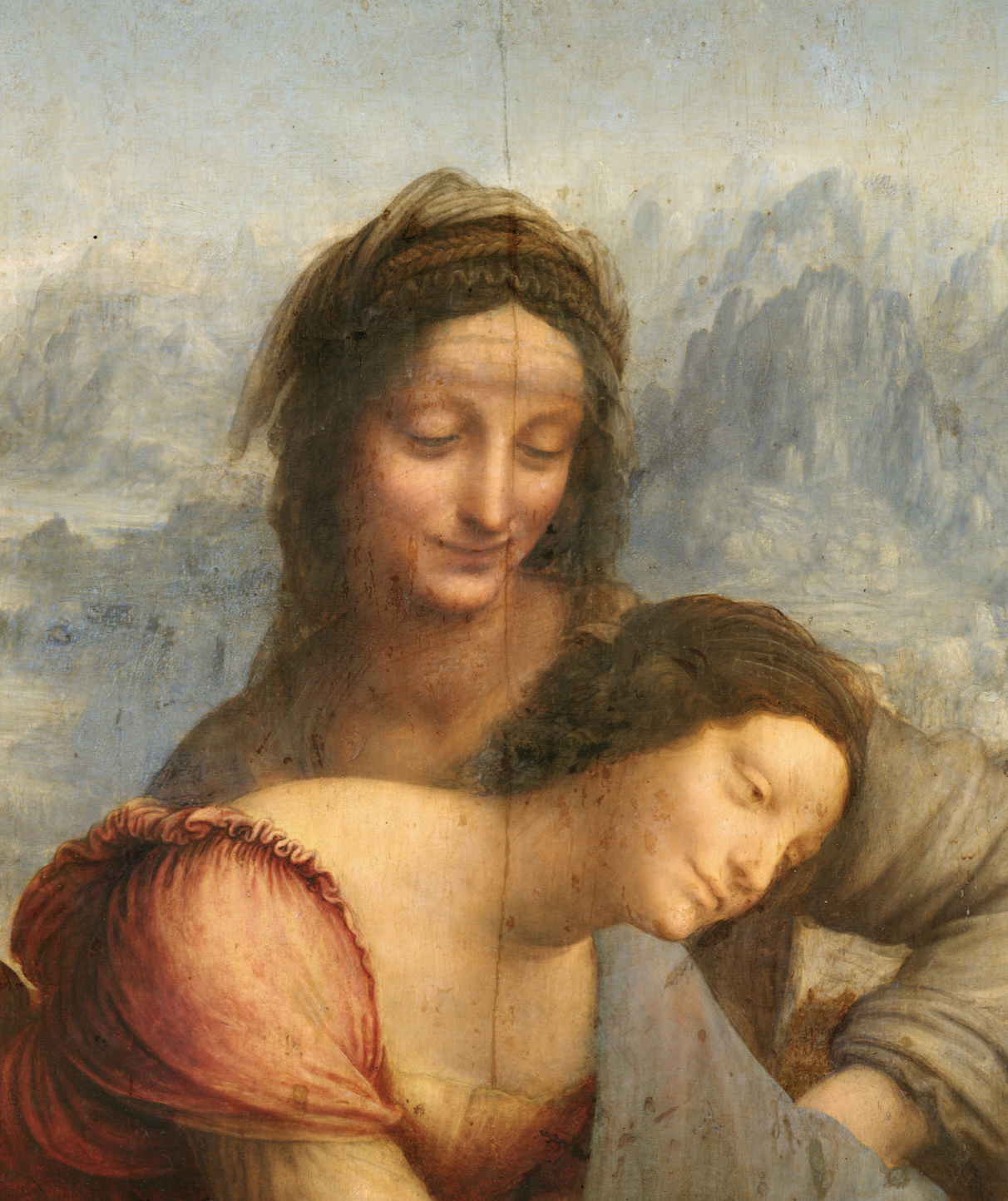
Une longue fente verticale barre le milieu du tableau.

Ce n'est qu'à l'issue de la Seconde Guerre mondiale, en 1947, qu'est fixée une nouvelle intervention. Elle est conduite par le peintre et restaurateur des musées nationaux Georges Dominique Zezzos (1883-1959), chargé de masquer les retouches passées, à l'image de ce qui fut réalisé en 1817. Il œuvre en outre à alléger les vernis, travail qui sera continué dans les zones claires en 1950, puis derechef en 1952. À cette date est lancée une action visant à « enlever localement toutes les restaurations anciennes défectueuses qu'il serait possible d'enlever et de raccorder le vernis original, après avoir légèrement aminci celui-ci afin que ses raccords soient plus légers ». Toutefois, cette opération et la dizaine d'autres menées jusqu'en 1990 demeurent infructueuses, ce qui explique l'« aspect chaotique » qu'a encore le tableau en 2009.
De fait, une restauration profonde a été envisagée en 1993. Les services du Centre de recherche et de restauration des musées de France (C2RMF) évoquent alors l'« aspect terne du tableau, ses teintes décolorées et faussées sous d'épais vernis jaunes, ses contrastes abolis, et surtout la multitude de repeins virés qui maculaient le ciel et le manteau bleu de la Vierge ». Ils décrivent de surcroît une surface vernie très irrégulière et oxydée, du fait de la succession de dévernissages et de revernissages qui obscurcit voire fausse les teintes et surtout tire sur la surface picturale, heureusement encore solide. Des tests de nettoyage sont alors effectués, entre autres sur le pied de la Vierge ; ils se révèlent esthétiquement concluants mais ne permettent pas de garantir que l'opération soit inoffensive pour le tableau — à cause notamment des solvants qui pourraient endommager les effets de sfumato —, ce qui conduit les experts à y renoncer,.

Comparaison entre les deux états du tableau avant et après sa restauration de 2010-2012
Le tableau avant sa restauration.
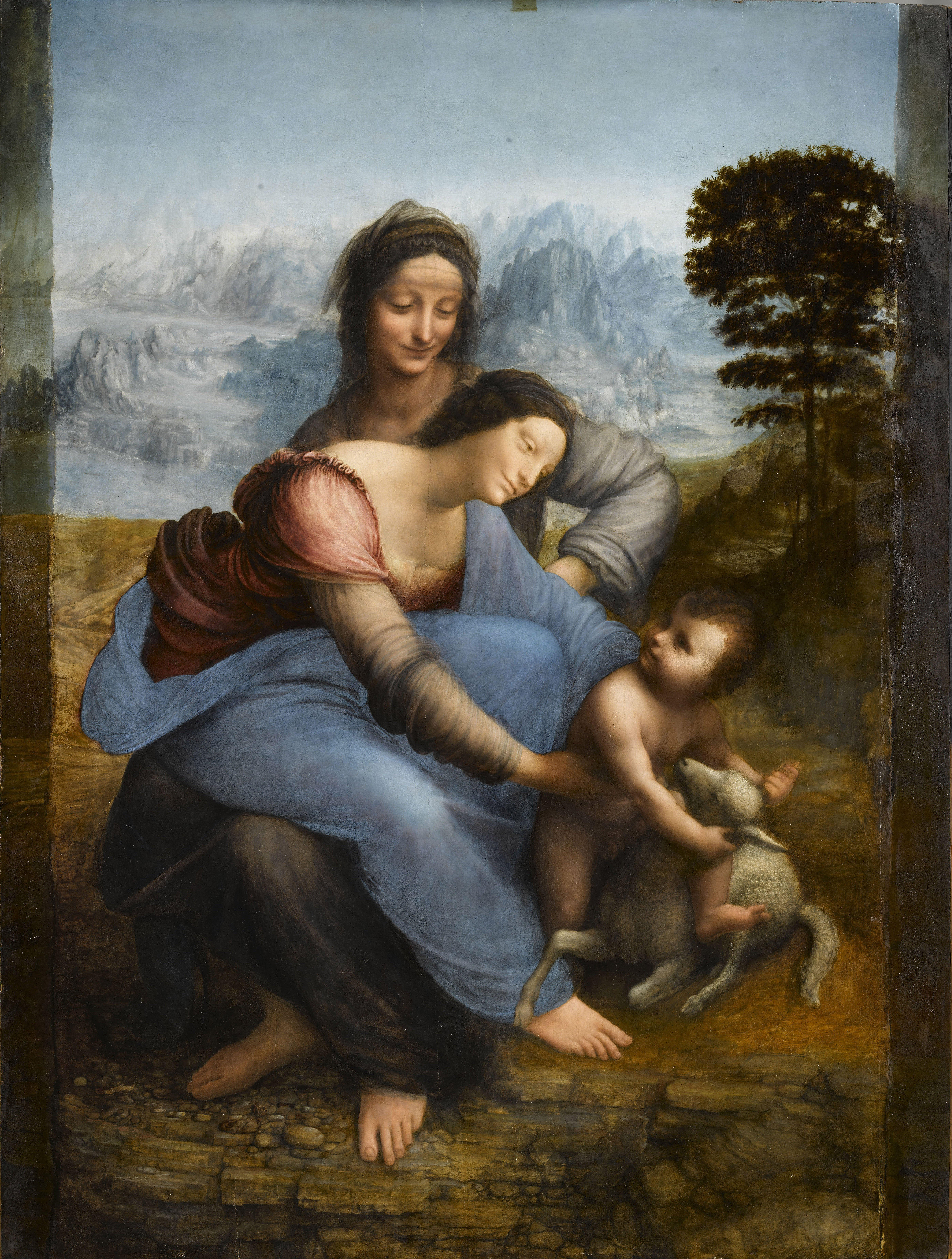
Le tableau après sa restauration.

La dégradation s'aggrave dans les années suivantes et les chercheurs évoquent l'« état médiocre » du tableau, qui présente par exemple une fente verticale allant du milieu du bord supérieur jusqu'à la poitrine de la Vierge. Dès lors, une restauration est décidée en 2009 par le Louvre. Elle débute effectivement en juin 2010, avec un budget de 200 000  à   250 000 € et pour une durée de 15 mois, sous la direction de la restauratrice italienne Cinzia Pasquali : l'objectif est d'alléger le vernis avec interdiction de toucher à la couche picturale. Enthousiaste à la vue du résultat, un journaliste écrit : « On croyait le paysage de montagnes primitif et désertique, on le découvre habité. Ici et là, de minuscules cités apparaissent. Au sol, la vilaine masse terreuse dévoile la finesse cristalline de l’eau qui effleure maintenant le pied de sainte Anne. De subtils repentirs se devinent autour du manteau bleu de la Vierge. Elle portait une belle étoffe de soie bouffante. Le nettoyage dévoile la finesse du drapé sur ses jambes ».
Néanmoins, une polémique naît au sein du comité d'experts réuni à l'occasion : selon certains d'entre eux, dont deux qui démissionnent, l'allègement des vernis aurait été plus important que nécessaire ; l'opération n'aurait donc pas respecté le principe de précaution, faisant par exemple « perdre le modelé du visage de la Vierge » et « resurgir des duretés non voulues par Léonard ». Pour les responsables du projet, la restauration a été prudente : le nettoyage est limité et peu profond, la réintégration picturale légère et réversible. Alors qu'une experte démissionnaire critique la volonté d'obtenir des « couleurs qui pètent, pour des expos spectacles », le C2RMF revendique une « métamorphose tout en harmonie de la Sainte Anne, son coloris retrouvé, ses contrastes et ses volumes de nouveau perceptibles dans la lumière froide d'une perspective atmosphérique virtuose, ses lointains poudroyants et jusqu'à l'exquis modelé des figures ». Les deux partis s'entendent malgré tout pour dire qu'ils ne se divisent que sur quelques microns de la couche de vernis et que la couche picturale n'est pas concernée. Aussi l'un d'entre eux conclut-il : « une telle intervention est affaire de sensibilité, pas de mathématiques ».
Quoi qu'il en soit, cette restauration permet une redécouverte de l'œuvre : c'est bien dans la robe de sainte Anne que le peintre a posé ses dernières touches au pinceau ; par ailleurs est confirmé l'inachèvement de la partie médiane du paysage, entre les galets du premier plan et la zone montagneuse au fond ; enfin, au cours des manipulations du tableau, trois dessins presque effacés — une tête de cheval, la moitié droite d'un crâne humain et un croquis d'un enfant jouant avec un agneau — sont retrouvés à son revers.

## Création

### Sources d'inspiration

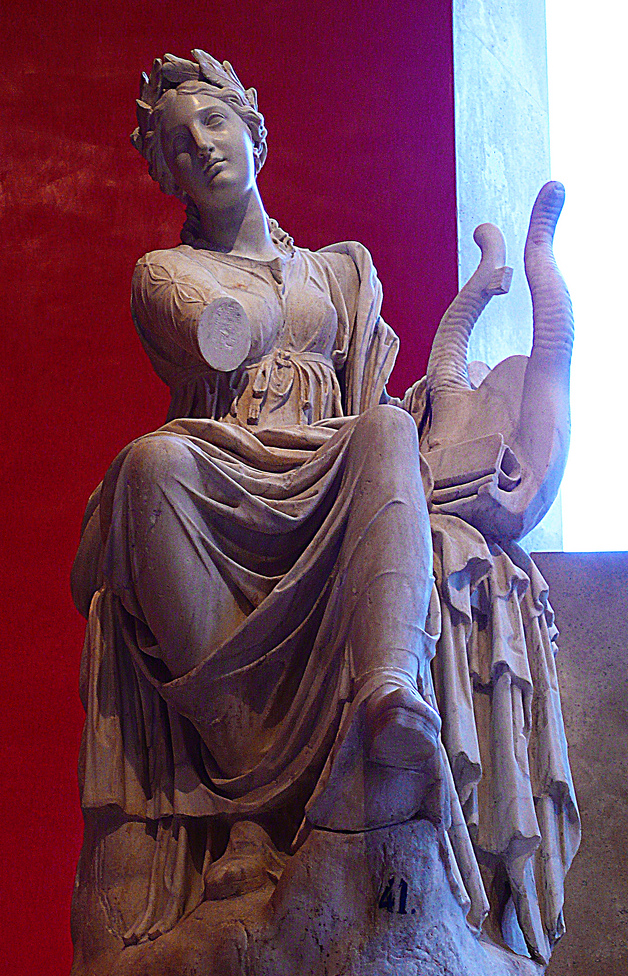
Terpsichore, une des Muses visibles à l'époque de Léonard dans la villa d'Hadrien (sculpteur anonyme, 130-150 ap. J.-C., Madrid, musée du Prado, inv. E-41).

Le tableau Sainte Anne, la Vierge et l'Enfant Jésus jouant avec un agneau se situe dans la continuité des deux précédentes propositions du peintre, le carton de Burlington House et le carton de Fra Pietro. De manière plus générale, il offre un reflet de toutes les productions passées du maître, à tel point que Franck Zöllner le qualifie de véritable « testament artistique » : cela apparaît notamment à travers la construction de la composition ainsi qu'à travers le paysage minéral que l'on retrouve par exemple dans La Joconde.
Par ailleurs, la statuaire antique constitue une importante source d'inspiration pour le maître : c'est ainsi que se manifeste particulièrement l'influence des statues de muses provenant de la villa d'Hadrien à Tivoli, que le peintre aurait pu étudier au printemps 1501. Léonard de Vinci s'inscrit ainsi dans un mouvement artistique propre à son époque, ou, comme l'énonce Pietro C. Marani : « Cette manière de s'approprier une iconographie antique tout en lui conférant une signification chrétienne s'inscrit dans un contexte typiquement Renaissance ».

### Carton et études

#### Du carton de Londres au tableau
Le tableau Sainte Anne, la Vierge et l'Enfant Jésus jouant avec un agneau constitue l'aboutissement de près de vingt ans de réflexions autour du thème de la sainte Anne trinitaire. Des études de détail nous sont parvenues mais aucune pour sa composition d'ensemble : seuls les cartons successifs (le carton de Burlington House et le carton de Fra Pietro) et les études de composition qui leur sont propres témoignent de l'évolution des réflexions du peintre. Ainsi, étudier ce que Jean-Pierre Maïdani Gérard appelle la « chronophotographie des Sainte-Anne de Léonard » permet d'en dégager « les inventions » différentes qui nourriront la création du tableau et feront de la Sainte Anne de Léonard de Vinci une œuvre « très éloignée, par la forme aussi bien que le fond, de celles de ses prédécesseurs ».

Carton de Burlington House et ses études de composition
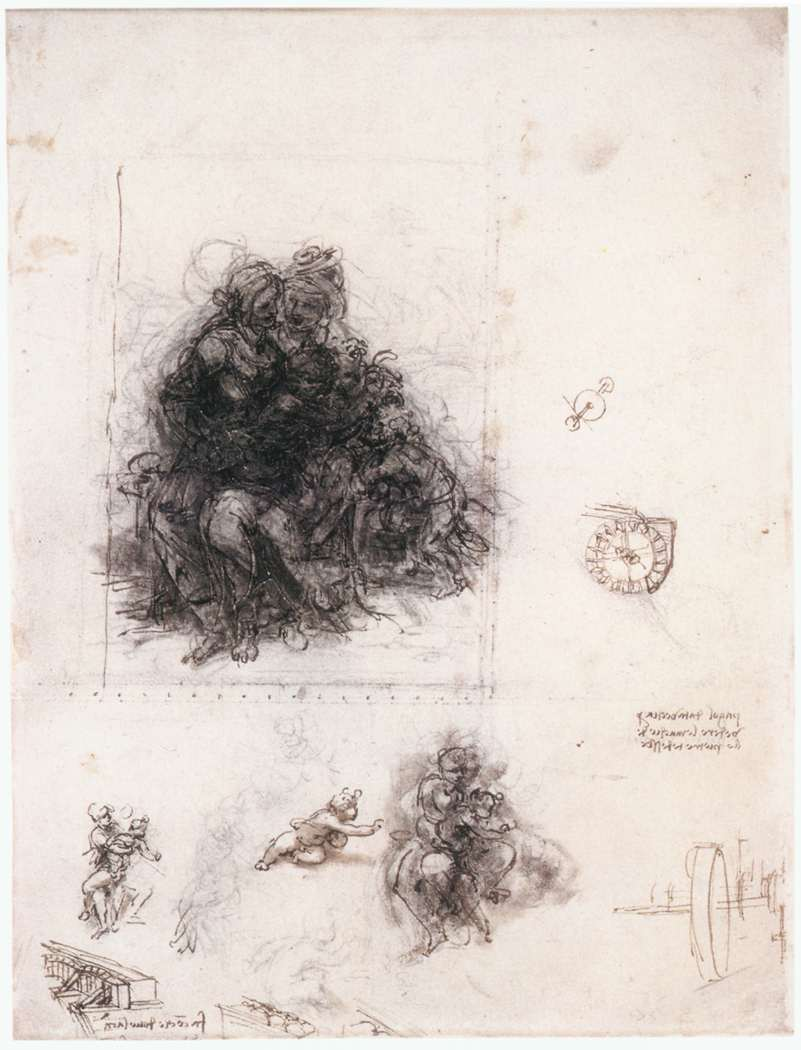
Étude de composition pour la Sainte Anne, v.1500 ou v.1505-1508, Londres, British Museum, n° inv. 1875,0612.17r.
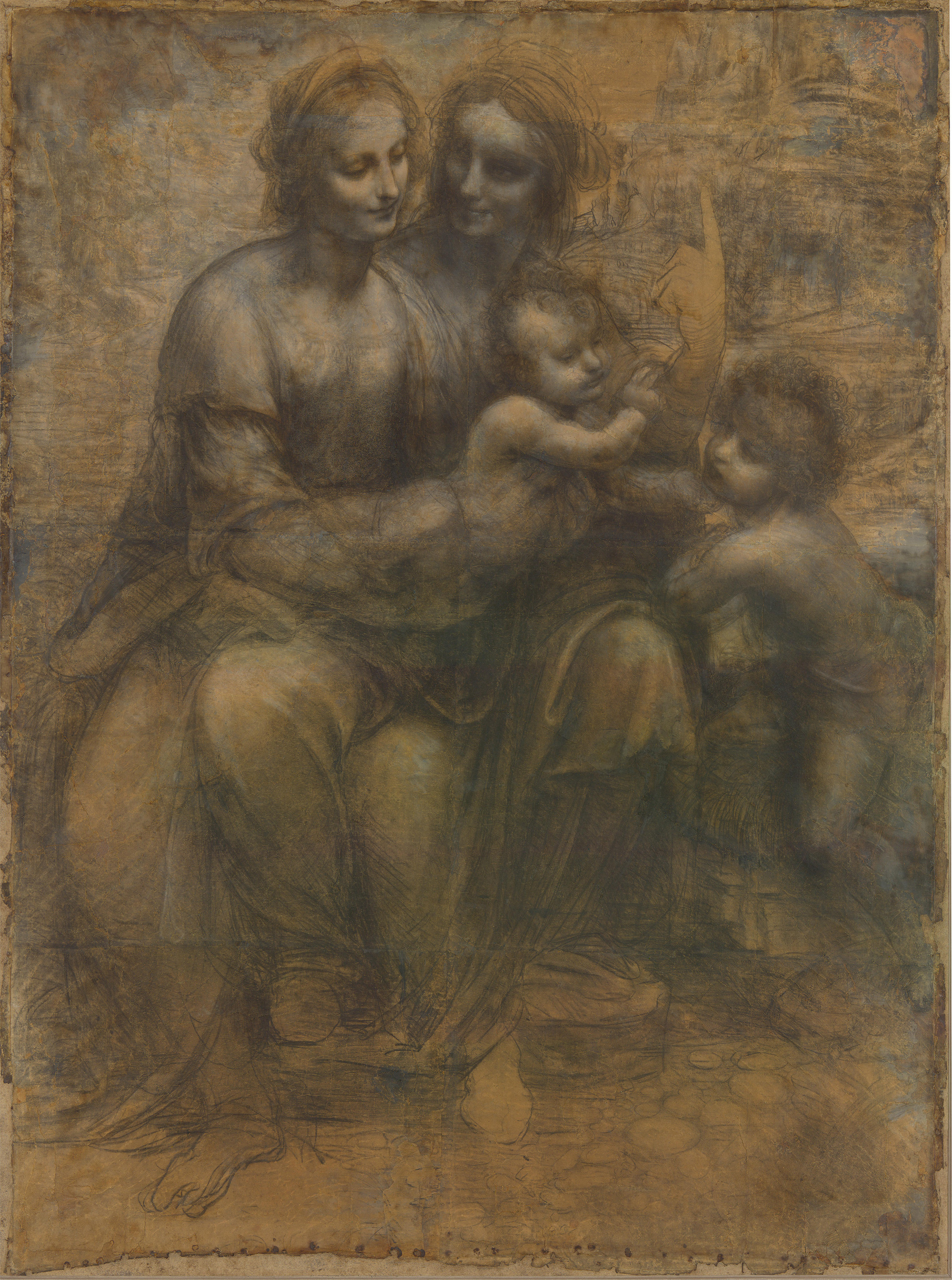
Carton de Burlington House, entre 1499 et début 1501 ou entre 1506 et 1513, Londres, National Gallery, n° inv. NG6337.

Le tableau s'alimente ainsi de pistes empruntées lors de la création entre 1499 et début 1501 du carton de Burlington House. Premier choix, première invention, très novatrice par rapport à ses devanciers : celui d'adjoindre au trio un quatrième personnage — ici, saint Jean-Baptiste —, dont la présence induit un équilibre interne entre les personnages et se retrouvera dans le tableau. De plus, le peintre élabore un arrière-plan naturel et vaporeux également conservé dans la production finale. Enfin, il adopte une structure horizontale, en contradiction avec la mode dominant alors en Italie.

Carton de Fra Pietro et ses études de composition
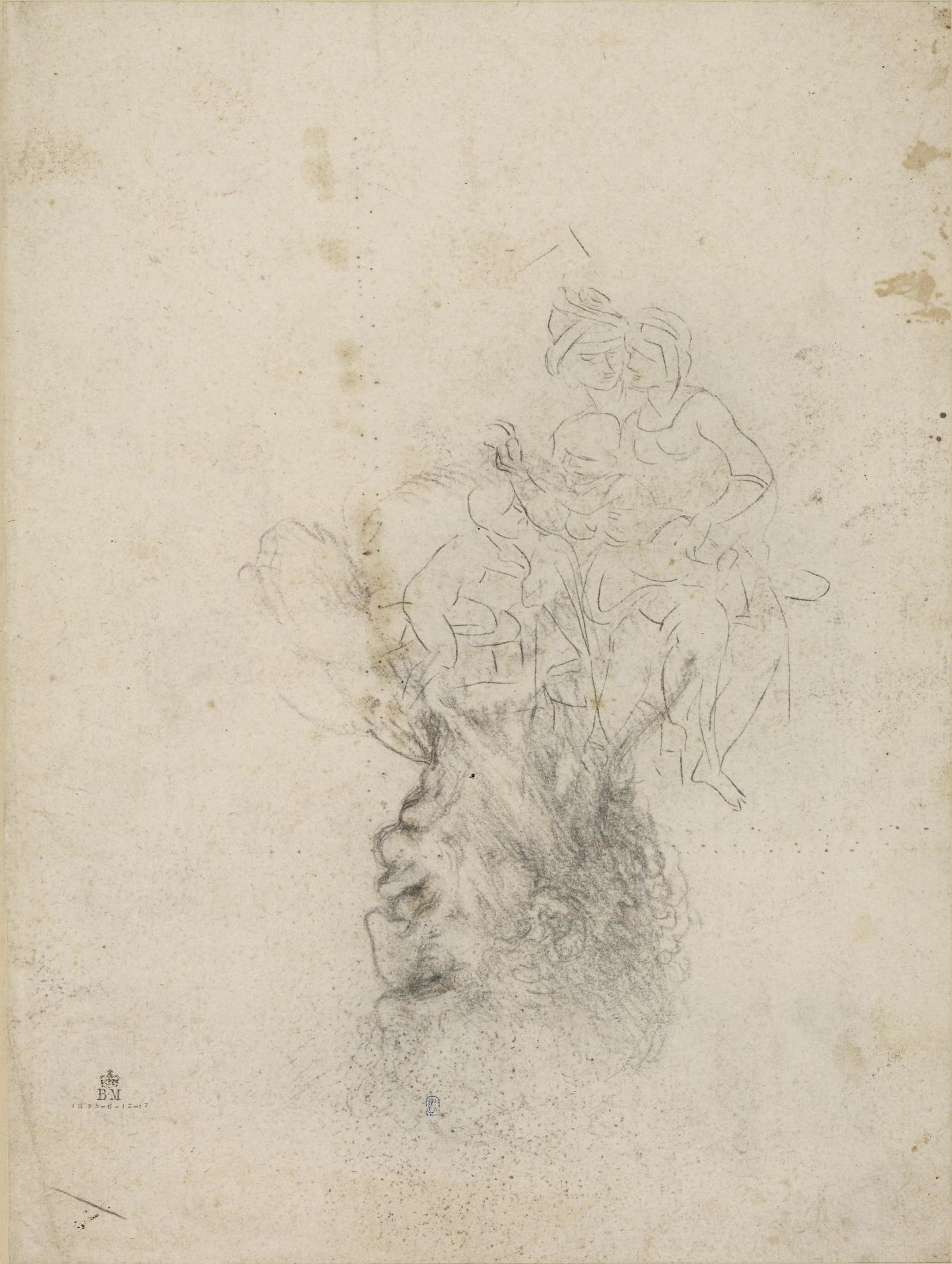
Verso de l'Étude de composition pour la Sainte Anne, c. 1500 ou c. 1505-1508, Londres, British Museum, n° inv. 1875,0612.17v.
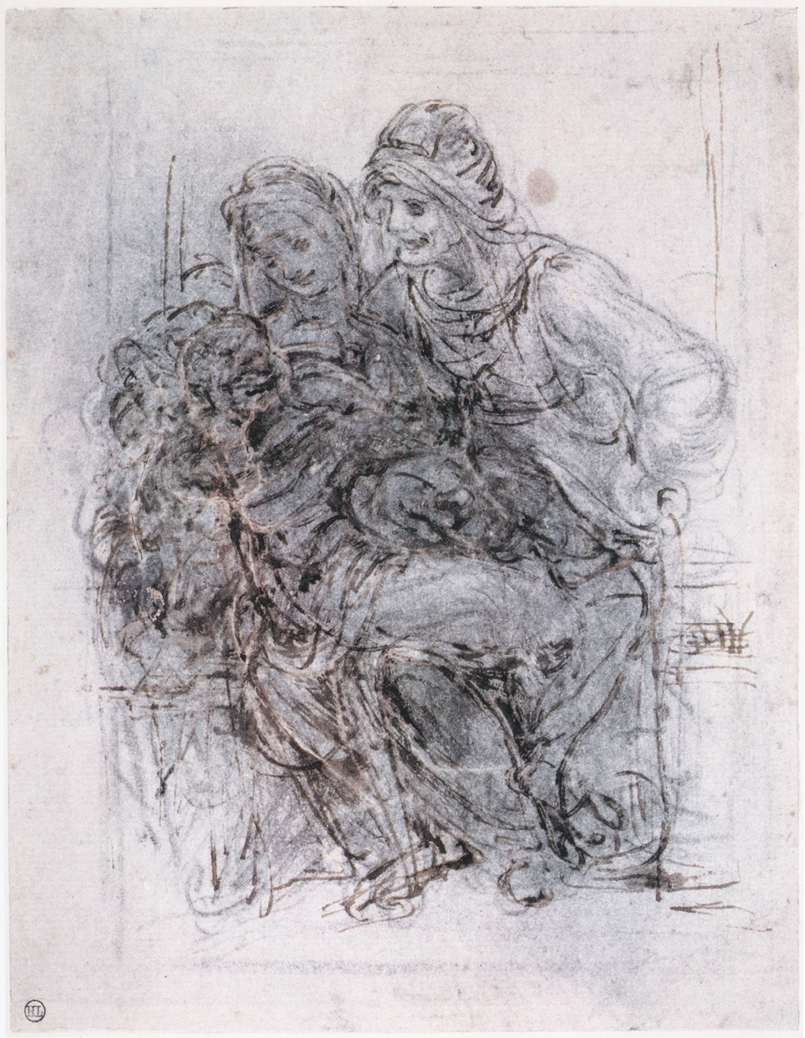
Étude pour sainte Anne, la Vierge et l'Enfant Jésus, 1501, Paris, musée du Louvre, département des arts graphiques, n° inv. RF 460.
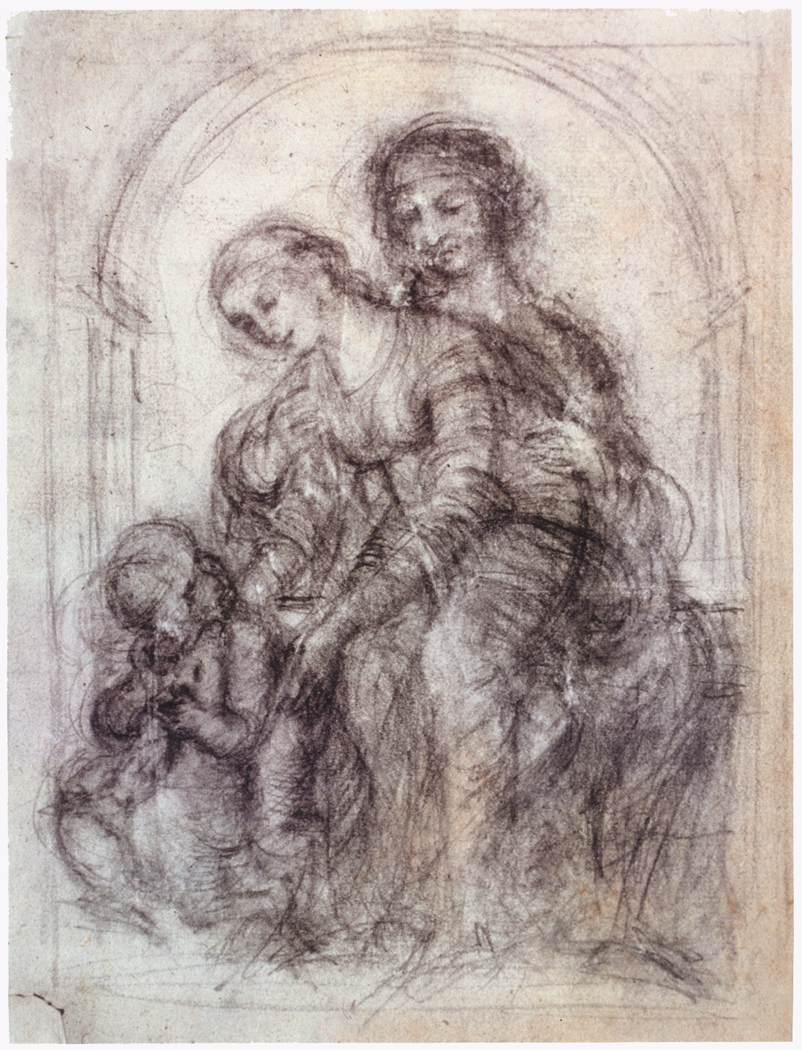
Sainte Anne, la Vierge et l'Enfant jouant avec un agneau, XVIe siècle, collection particulière.
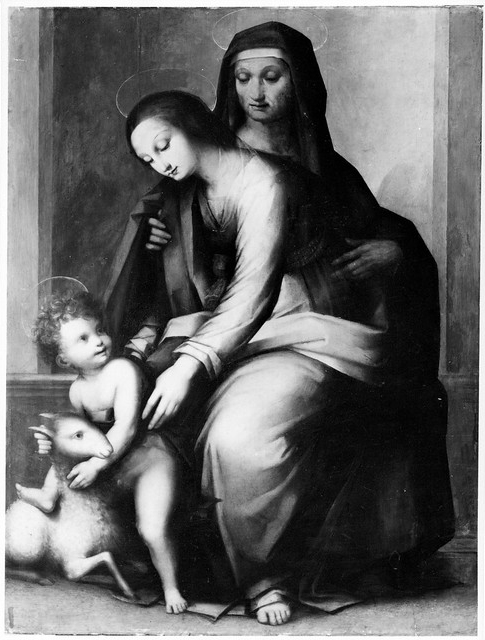
Sainte Anne d'après le carton de Fra Pietro (Andrea Piccinelli, 1515-1517, perdu, Berlin, Kaiser-Friedrich Museum).

Abandonnant son premier carton, le peintre en élabore un second entre 1500 et avril 1501, dont certaines pistes seront également exploitées par la suite : ainsi poursuit-il l'idée d'un quatrième protagoniste, mais il remplace saint Jean-Baptiste par un agneau ; peut-être agit-il là à l'initiative du commanditaire, comme cela avait été le cas pour le tableau de La Vierge aux rochers. Délaissant la composition horizontale initiale, il propose une composition verticale et, après avoir envisagé de laisser l'Enfant sur les genoux de Marie comme cela est visible dans le dessin du Louvre n° inv. RF 460, il le dépose au sol — selon ce que Daniel Arasse qualifie de « seconde invention » —, lui faisant ainsi quitter le giron de sa mère. Enfin, dernière invention fondamentale selon Daniel Arasse, il fond certaines parties des corps des personnages pour donner l'impression d'un mouvement de translation. Ces deux inventions resteront. Le maître rejettera en revanche les nouvelles idées du carton, d'orienter l'action vers la gauche et de vieillir sainte Anne par rapport à sa fille.

Le tableau Sainte Anne, la Vierge et l'Enfant Jésus jouant avec un agneau et l'image de son carton
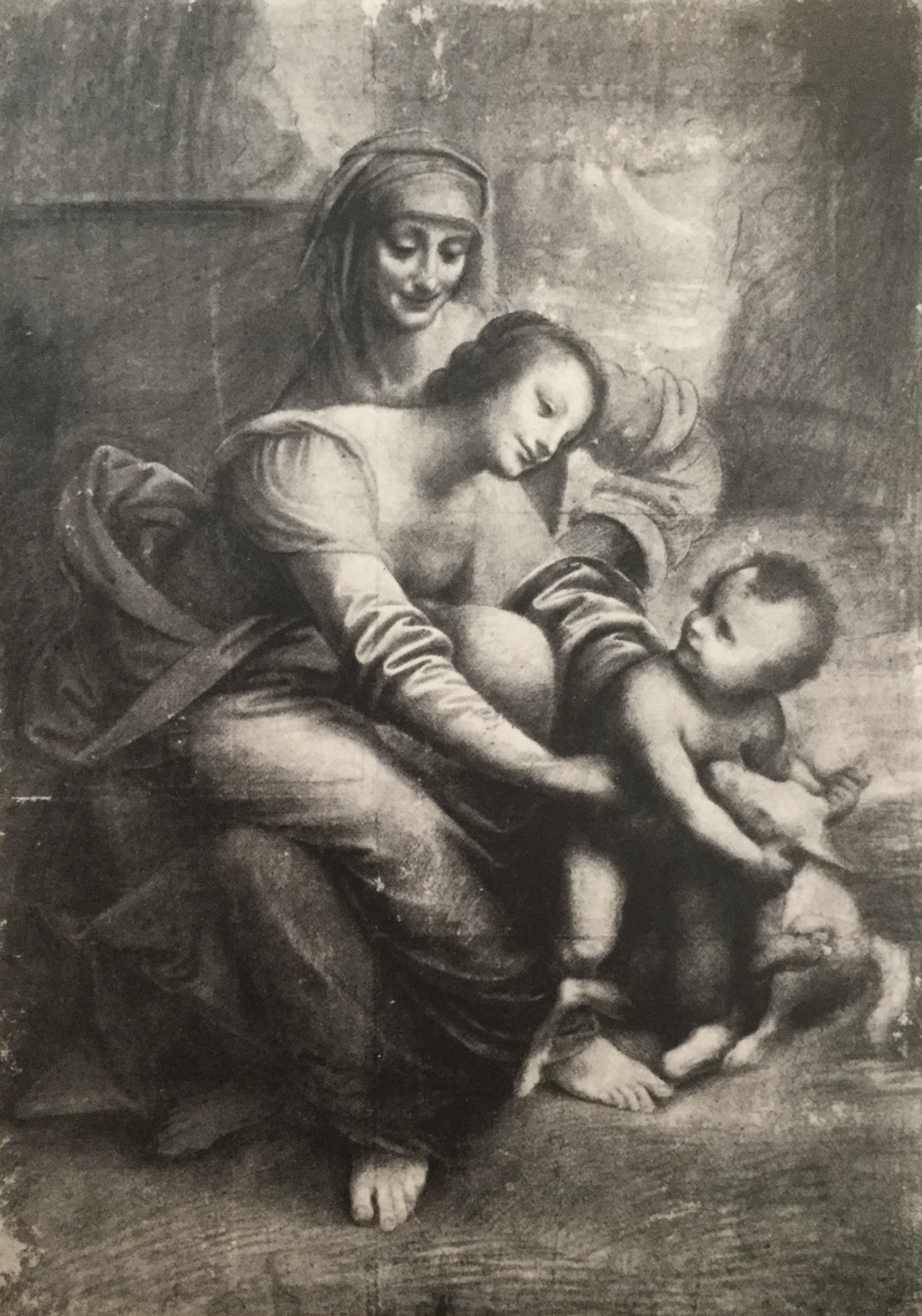
Atelier de Léonard de Vinci (?), Carton Resta-Esterházy, vers 1503-1506, anciennement à Budapest, perdu durant la Seconde Guerre mondiale.
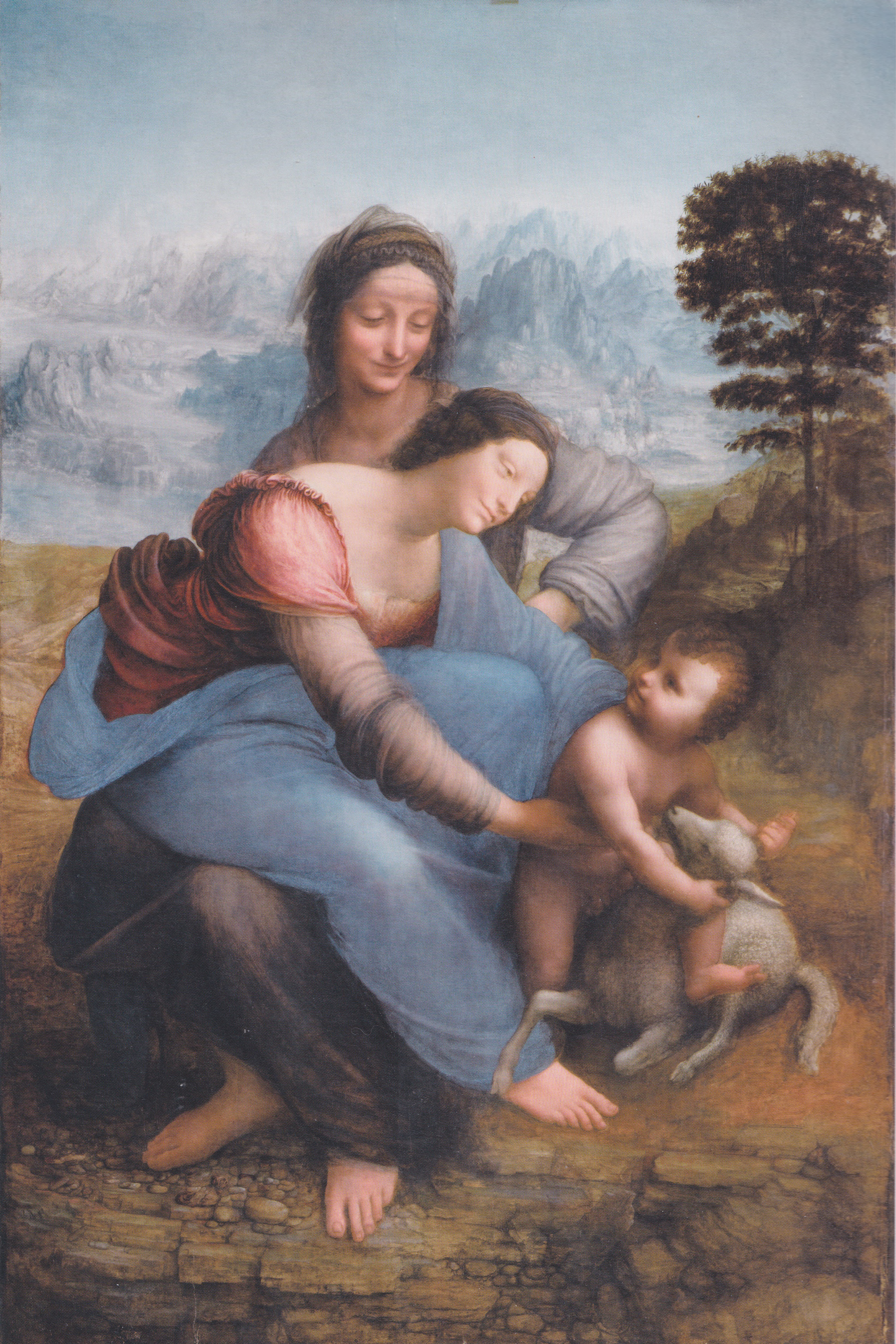
La proposition finale au musée du Louvre.

D'une façon générale, le tableau « est en réalité davantage un perfectionnement qu'une transformation de la précédente invention ». Inspiré par toutes ses réflexions précédentes, Léonard de Vinci tranche, parfois sur le tableau même. Il atténue ainsi dans son nouveau carton, puis efface sur le tableau après report, le geste de retenue d'Anne sur sa fille. Validant la composition verticale, il adopte une structure hybride moins strictement verticale, à composante pyramidale. Il reprend l'idée du carton de Burlington House d'une orientation vers la droite. Par ailleurs, il choisit de retourner à une équivalence d'âge entre les deux femmes et de les habiller de vêtements moins traditionnels.

#### Le carton

##### Un carton original perdu
Le devenir du carton original est inconnu. Il se peut que son dernier propriétaire ait été le duc de Savoie Victor-Amédée Ier (1587-1637), dont l'inventaire des biens artistiques à Turin mentionne un « carton de la Madone sur les genoux de sainte Anne, de Léonard de Vinci » : celui-ci a pu être détruit par la suite à cause de son mauvais état, dû aux multiples reports dont il pourrait avoir fait l'objet et qui l'auraient fragilisé. Restent des indices de son existence. En effet, la réflectographie infrarouge permet de déceler des traces de report sur le panneau : des séries de petits points sur les contours de certaines parties des figures — comme le contour des yeux de sainte Anne et des visages de la Vierge et de Jésus — indiquent bien l'emploi de la technique de transfert du spolvero. Or la répartition des points ainsi créés prouve que le carton était, à l'image de celui de Burlington House, constitué d'une feuille unique et non d'une série de petites pièces. De plus, les historiens de l'art imaginent que le transfert s'est fait par l'intermédiaire d'une feuille blanche piquetée en même temps que le carton : c'est elle qui aurait alors été utilisée afin d'éviter de noircir l'original lors du tamponnage à la poudre de carbone. Cette découverte, qui date de 2008, montre en outre une superposition quasi parfaite entre le contour ainsi trouvé (modifié à certains endroits lors de la mise en peinture) et certaines copies, ce qui prouve l'utilisation du carton par les membres de l'atelier du peintre pour plusieurs tableaux.

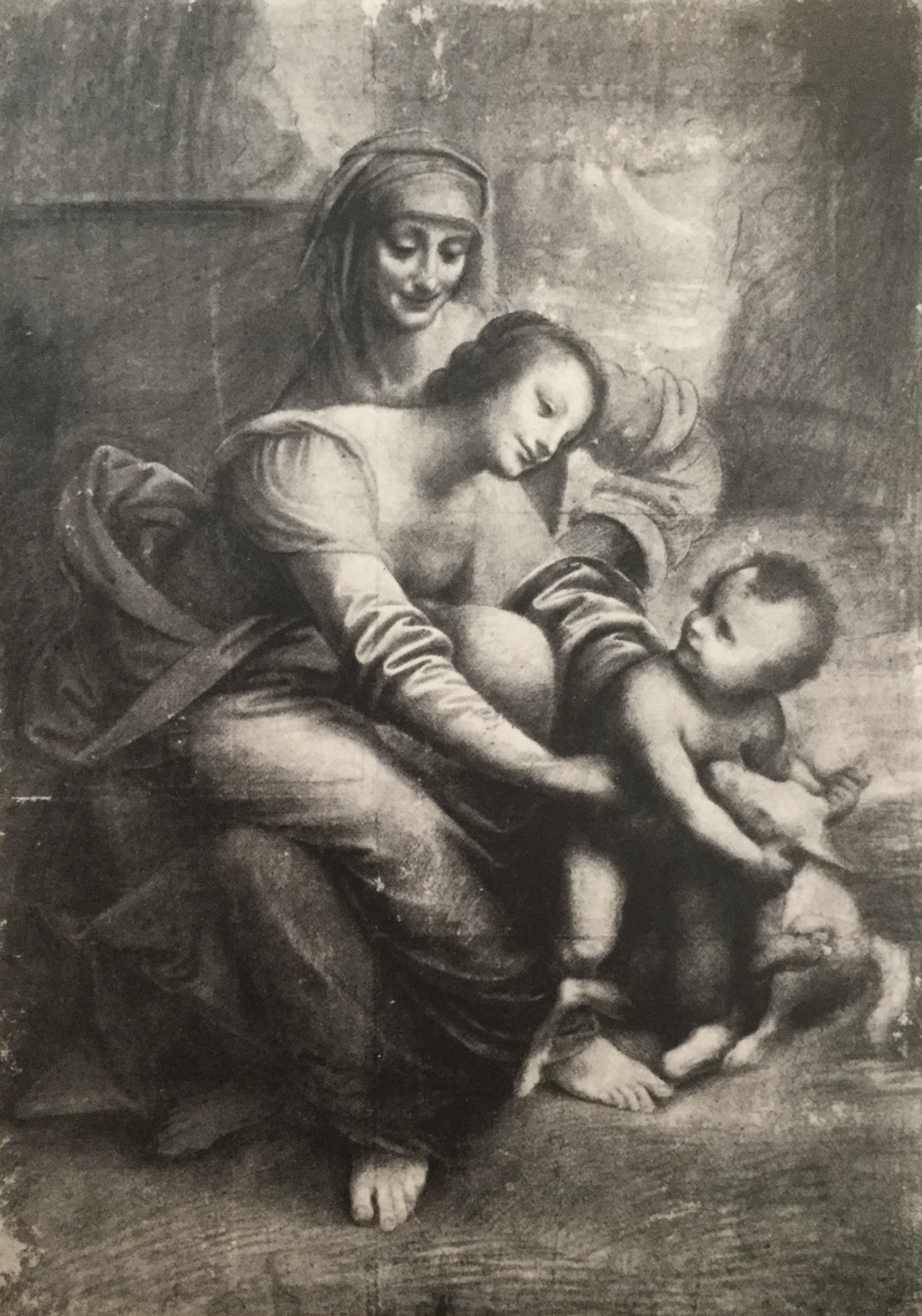
Atelier de Léonard de Vinci (?), Carton Resta-Esterházy, vers 1503-1506, anciennement à Budapest, perdu durant la Seconde Guerre mondiale.

##### Le carton Esterházy
Du carton original ne demeure certes rien mais un autre, pratiquement contemporain de sa création, a longtemps existé et a permis de mieux comprendre la genèse du tableau : le carton dit « Resta-Esterházy ». Daté avec prudence vers 1503-1506 par Vincent Delieuvin et disparu à Budapest lors de la Seconde Guerre mondiale, il n'en reste que des clichés photographiques. Il tire son nom de deux de ses propriétaires, le père oratorien Sebastiano Resta (1635-1714,) qui l'a acquis vers 1690, et la famille Esterházy qui l'a en sa possession entre le XIXe siècle et 1922. En outre, et bien qu'il y ait doute à ce sujet comme sur le parcours du carton, il n'est pas impossible que celui-ci ait fait partie des collections de Marco d'Oggiono, élève de Léonard de Vinci.
Il a très certainement été réalisé par un membre de l'atelier du maître florentin et son grand intérêt est qu'il s'agit d'une copie fidèle du carton original, reflétant ainsi la proposition initiale du peintre au commencement de la mise en peinture du tableau du Louvre, comme le prouve le fait que ses contours se superposent avec le dessin sous-jacent de celui-ci. Le carton « Resta-Esterházy » montre ainsi un choix initial du peintre, celui de représenter Anne comme une femme plus âgée, notamment grâce à son voile strict, idée qu'il abandonnera lors de la mise en peinture ; de même, le drapé sur la hanche de la Vierge y présente un grand pli, absent de la version finale ; enfin et surtout, il présente sainte Anne avançant « la main droite, dont on voit deux doigts, dans le dos de Marie, comme pour la retenir », idée évacuée dans le tableau. Dès lors, le carton témoigne du cheminement intellectuel parcouru depuis la conception.

#### Études de détail
Il n'existe plus d'étude de la composition d'ensemble pour Sainte Anne, la Vierge et l'Enfant Jésus jouant avec un agneau mais, parmi les études de détail, deux types se rapportent directement au tableau : celles qui ont permis la création du carton et remontent aux années 1502-1503, et celles qui font état des « ultimes changements décidés par le maître » et en sont donc les plus éloignées dans le temps.

##### Études antérieures à la création du carton
Les études antérieures se caractérisent par l'usage de pierre noire ou de sanguine de type rouge sur rouge.

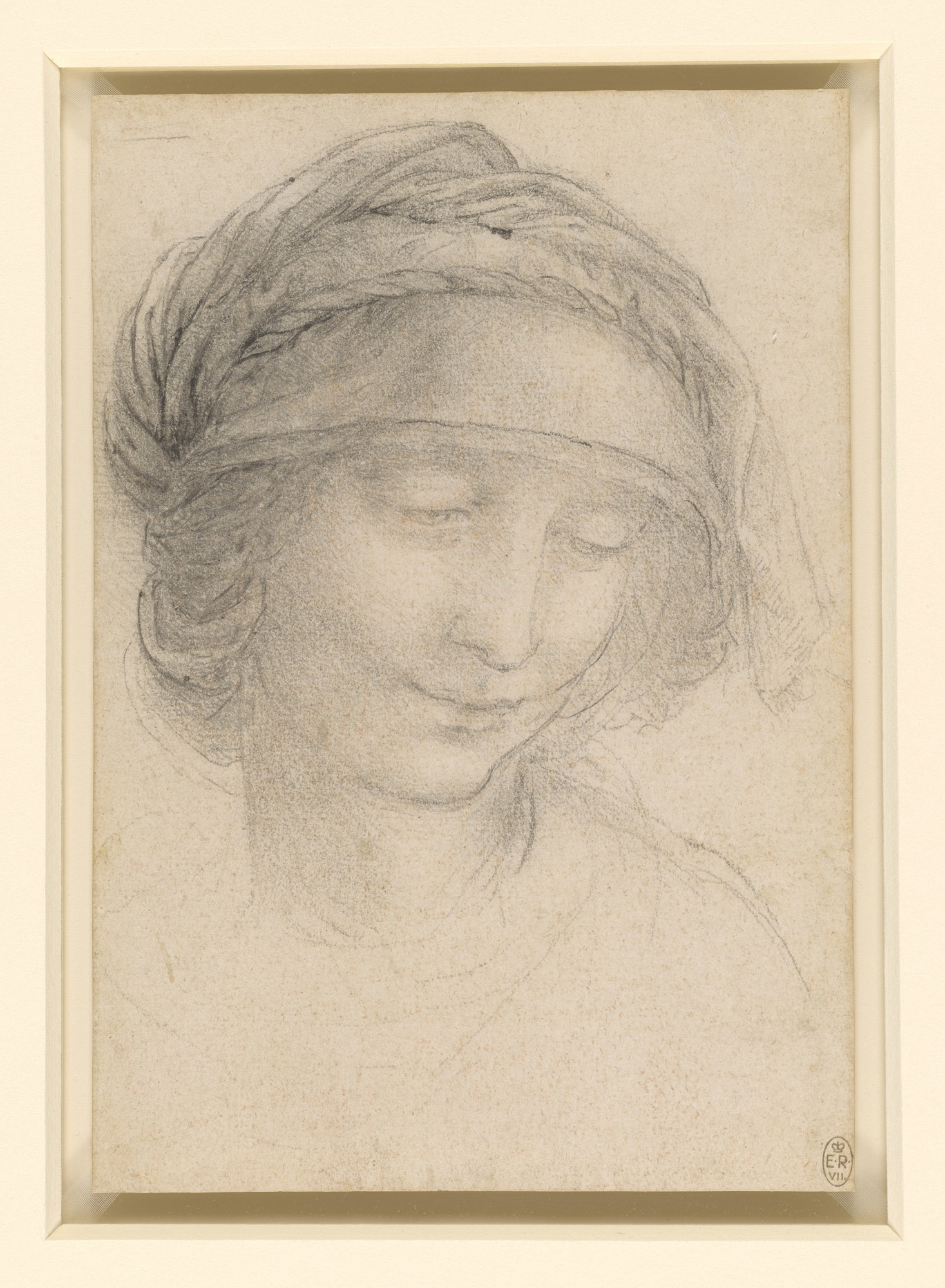
Étude pour la tête de sainte Anne, vers 1502-1503, Royaume-Uni, château de Windsor, n° inv.RCIN 912533.

La première d'entre elles semble être l'Étude pour la tête de sainte Anne, vers 1502-1503 : d'après le témoignage d'Agostino Vespucci en tout cas, qui date de 1503, le maître a commencé par elle sa mise en peinture. L'étude a subi alors des modifications : plus fin, le visage ne correspond pas parfaitement à sa réalisation en peinture, dans laquelle les yeux, le nez et la bouche, en particulier, ont été arrondis.

Série d'études pour la figure de l'Enfant.
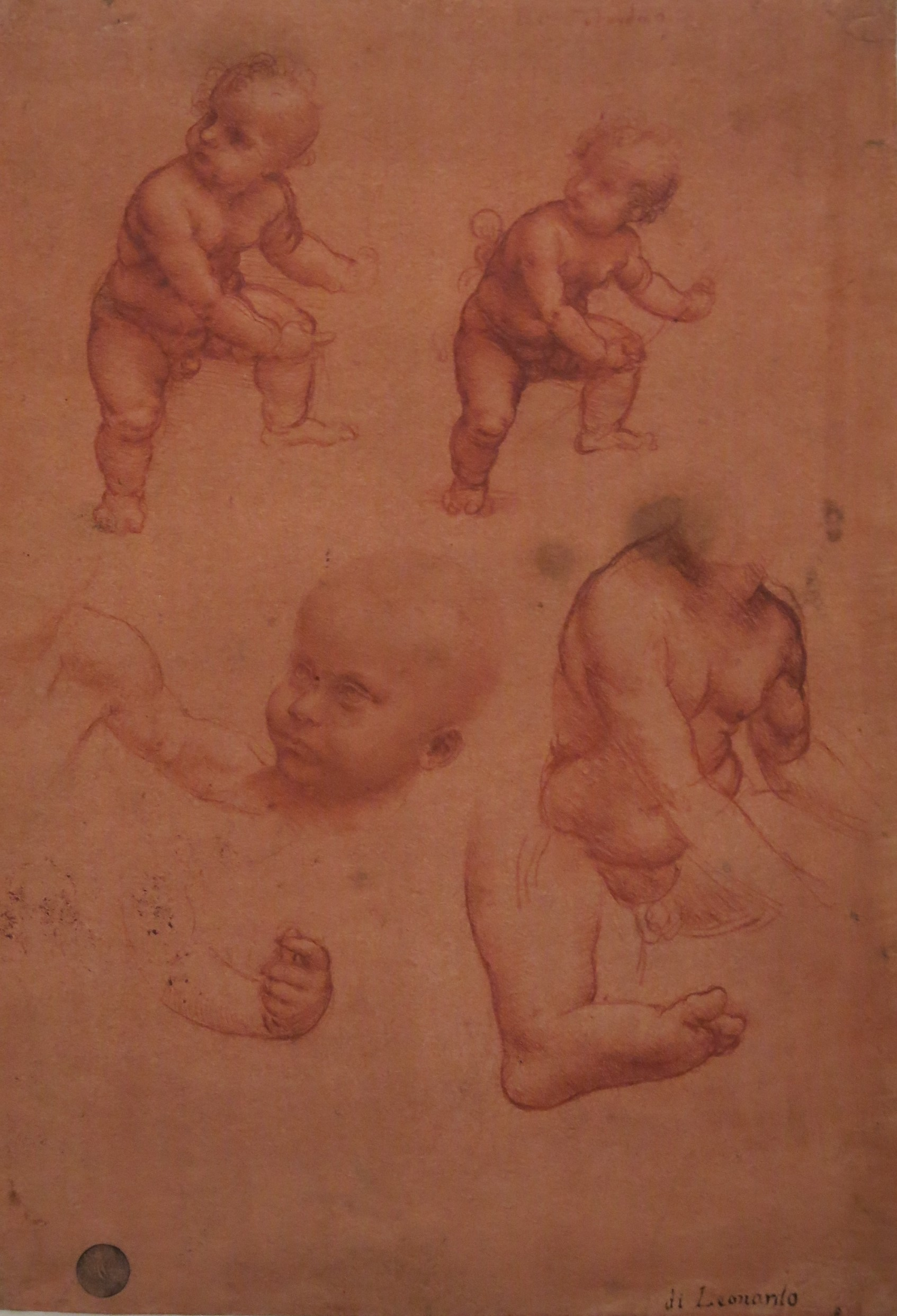
Études pour l'Enfant Jésus, vers 1502-1503, Venise, Galeries de l'Académie, n° inv.257.
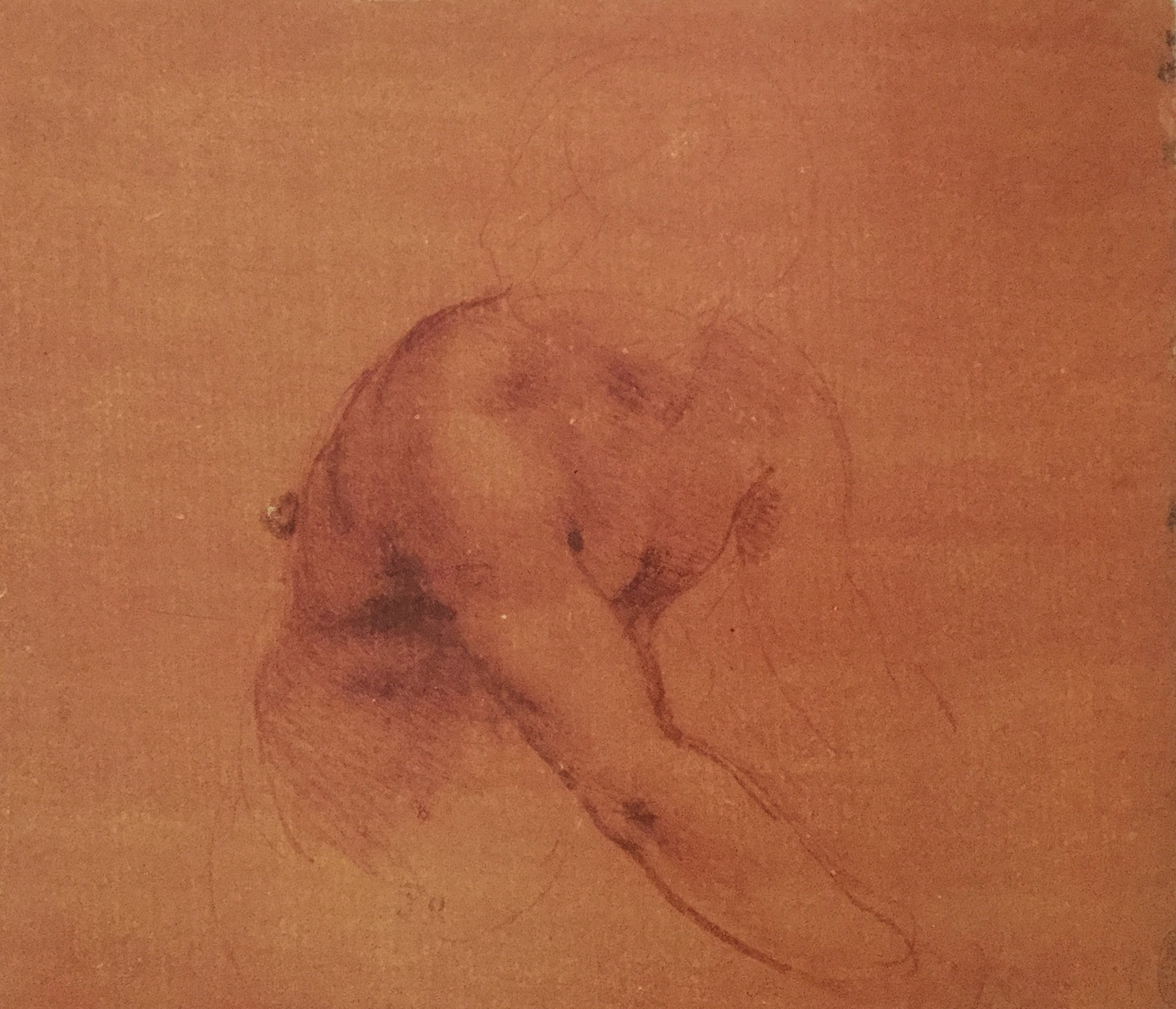
Une présumée Étude du torse de l'Enfant Jésus, 1502-1503[149] ou vers 1511[152], château de Windsor, inv. RCIN 912538.
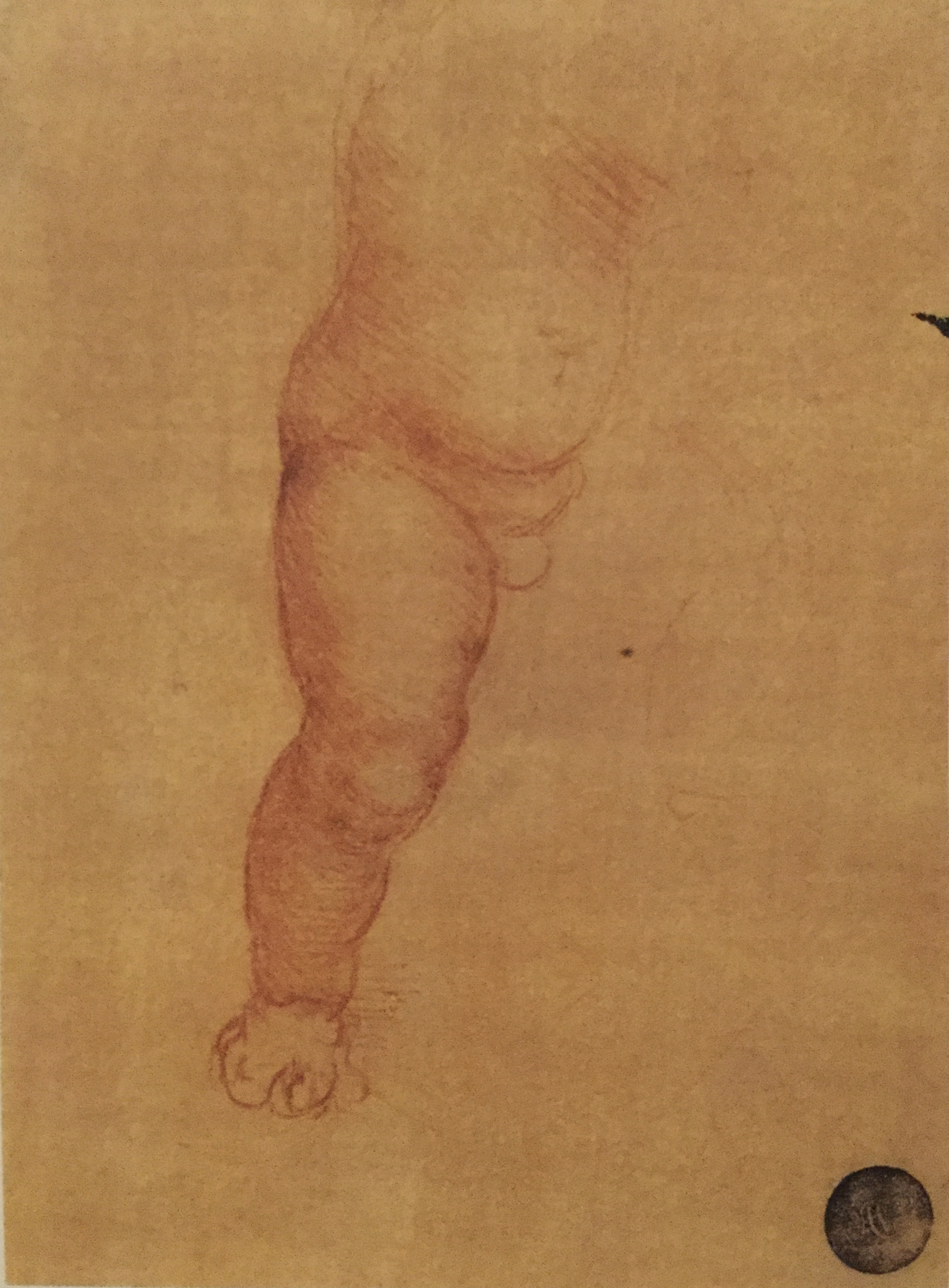
Étude pour la jambe de l'Enfant, vers 1502-1503, Venise, Galeries de l'Académie, n° inv.217.

Les trois feuilles d'études suivantes sont centrées sur la figure de l'Enfant Jésus : datée vers 1502-1503 et conservée aux Galeries de l'Académie de Venise, la feuille des Études pour l'Enfant Jésus présente huit dessins de tout ou partie du corps de l'enfant ; en complément figure aussi une étude pour la jambe droite, conservée au même musée (sous le n° nv. 217), ainsi qu'une autre consacrée au buste et conservée au château de Windsor (sous le n° inv. RCIN 912538). Les trois documents forment un groupe dont la cohérence tient dans la technique « rouge sur rouge » qui s'applique sur chacune d'elles et dans le fait « qu'il s'agit des seuls dessins qui ne soient pas des études précises et finies d'un détail de la composition, servant à une transposition immédiate dans la peinture ». Le peintre y fait preuve de toute la méticulosité dont il est capable, représentant des éléments pourtant voués à être cachés par d'autres, telle la jambe droite de l'Enfant destinée à disparaître en partie sous celle de sa mère.

##### Études constituant des changements sur le panneau
Datées de 1507 et après, les études sur le panneau — une dizaine de dessins — servent à alimenter une « phase de renouvellement de l'invention du carton initial », preuve que la réflexion est sans fin chez le peintre. Ces études se caractérisent par une technique de mélange des matières, et en conséquence, par leur caractère profondément pictural, afin que l'effet produit se rapproche le plus possible de l'effet en peinture, celle-ci étant déjà commencée.

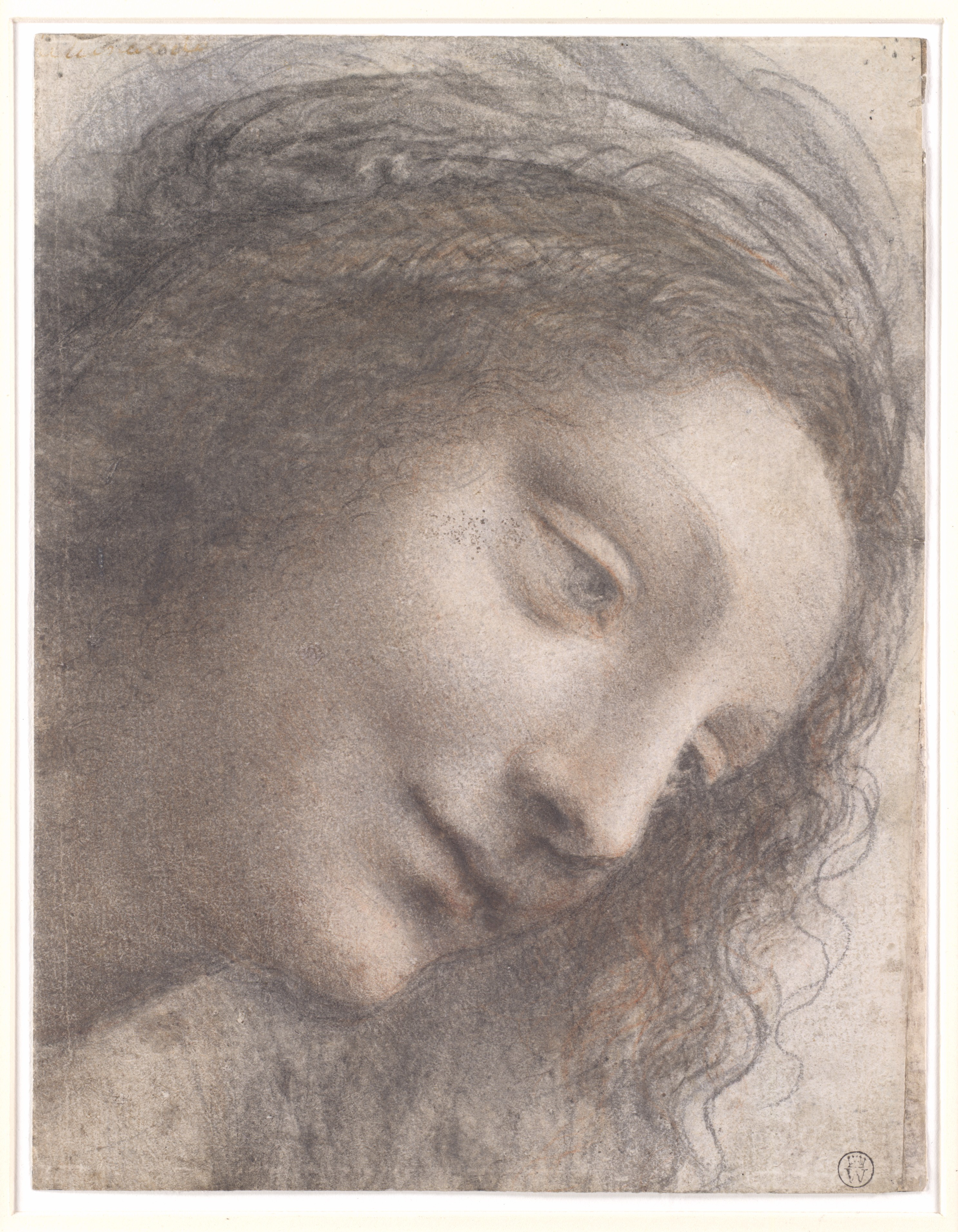
Tête de la Vierge de trois quarts à droite, entre 1507 et 1513, New York, Metropolitan Museum of Art, inv.1951 51.90, recto.
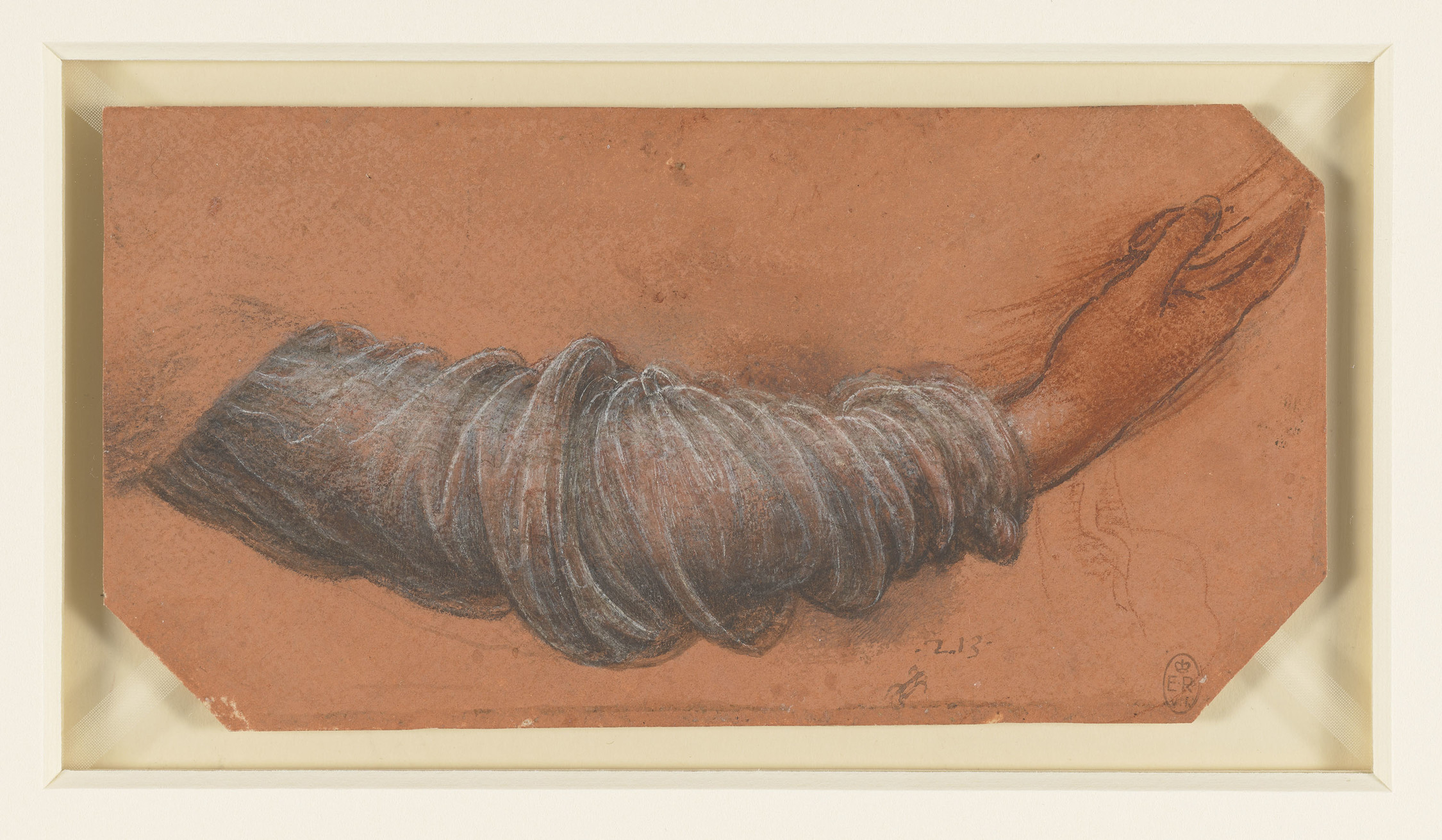
Étude pour le bras droit de la Vierge, vers 1510-1515, château de Windsor, no d'inv. RCIN 912532.

Réalisée entre 1507 et 1513, l'étude Tête de la Vierge de trois quarts à droite se concentre particulièrement sur l'arrangement de la coiffure. Or cet arrangement ne se retrouve pas dans le carton ayant servi à la création du tableau du Louvre, prouvant ainsi que le peintre continue encore ses réflexions tardivement.
Quant à l'Étude pour le bras droit de la Vierge, elle est le plus souvent attribuée à Léonard de Vinci, bien que certains remettent en cause son caractère totalement autographe, tel son propriétaire pour qui la main a été dessinée par un élève. Vraisemblablement créé à partir d'un modèle vivant tenant un bâton, il présente lui aussi un caractère pictural à travers ses effet de transparence, obtenus grâce aux rehauts de gouache blanche sur un ensemble réalisé à l'aide d'un mélange de matières.
Exemples d'études pour paysages montagneux

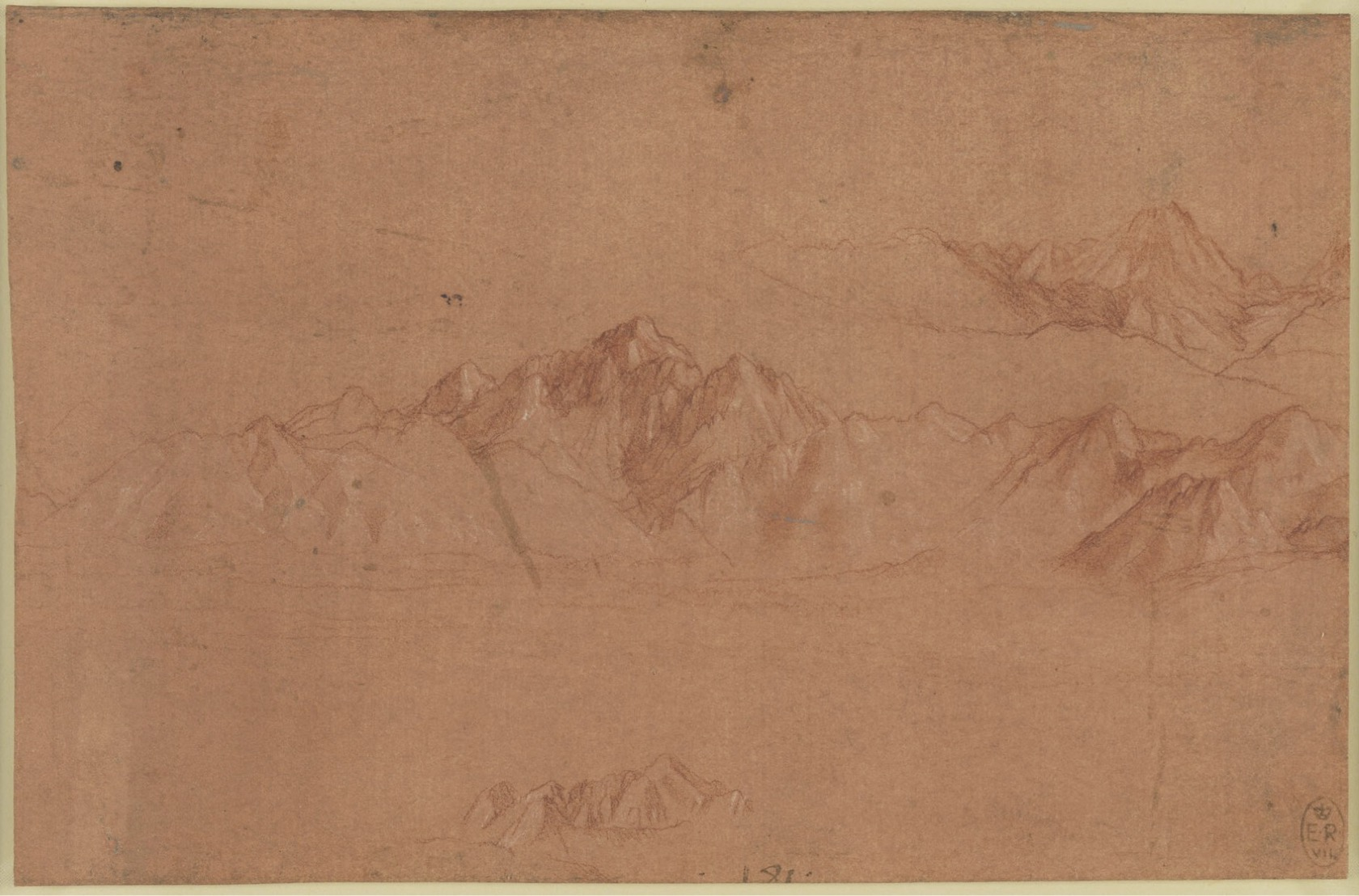
Études de paysages, vers 1508-1511, château de Windsor, RL.12410.
Étude de formation rocheuse, vers 1508-1511, château de Windsor, no RL.12397.

Il existe par ailleurs des études paysagères pour lesquelles un lien direct avec le tableau, en tant qu'études préparatoires, est difficile à établir. Ainsi, le dessin Études de paysages (no RCIN 12410) fait partie des recherches sur lesquelles le peintre s'est appuyé pour créer son paysage. Autre lien avec le tableau du Louvre, généralement daté vers 1511 : sa technique picturale s'apparente à celles qui président à la création de la draperie pour le manteau de la Vierge, à l'époque où est peint justement le paysage du tableau. Pour certains auteurs, d'autres dessins, notamment ceux du château de Windsor, étudient les structures rocheuses et les effets de l'atmosphère sur le panneau : le dessin de référence no RL.12397 d'abord, qui « évoque le premier plan montagneux de la Sainte Anne » et dont la « technique ainsi que la liberté de la facture incitent à situer la feuille dans la seconde période milanaise du maitre, en lien avec l'exécution du paysage de la Sainte Anne » — un lien direct nuancé par le propriétaire de l'œuvre ; le dessin de référence no RL.12394 ensuite, dont le propriétaire — contrairement à Vincent Delieuvin — rejette le lien direct avec le tableau en tant qu'étude préparatoire mais concède qu'il est contemporain à la création du tableau, et prouve à tout le moins la profonde conscience du peintre des processus géologiques.
Études préparatoires consacrées au drapé de la Vierge

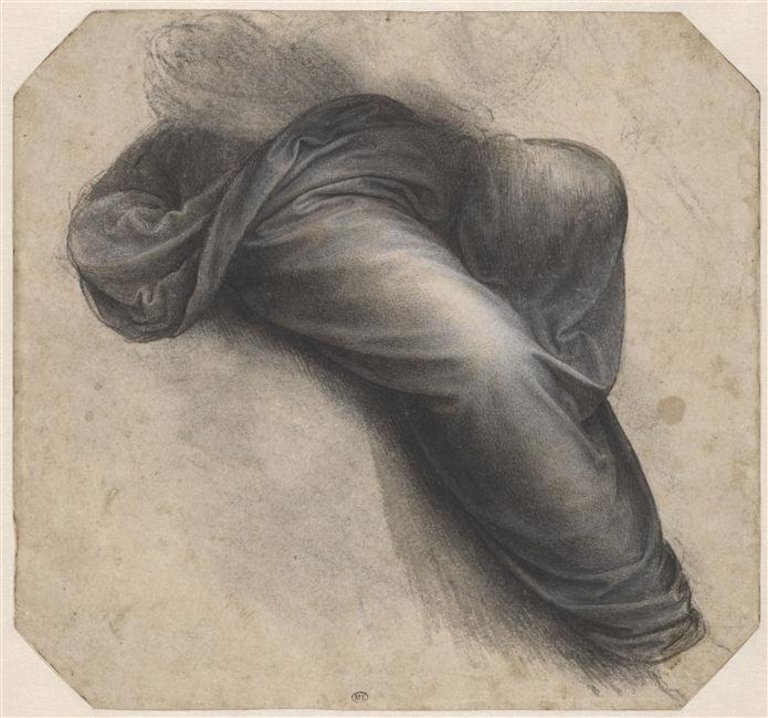
Étude pour le drapé de la Vierge, vers 1507-1510, Paris, département des arts graphiques du musée du Louvre, INV 2257, recto.
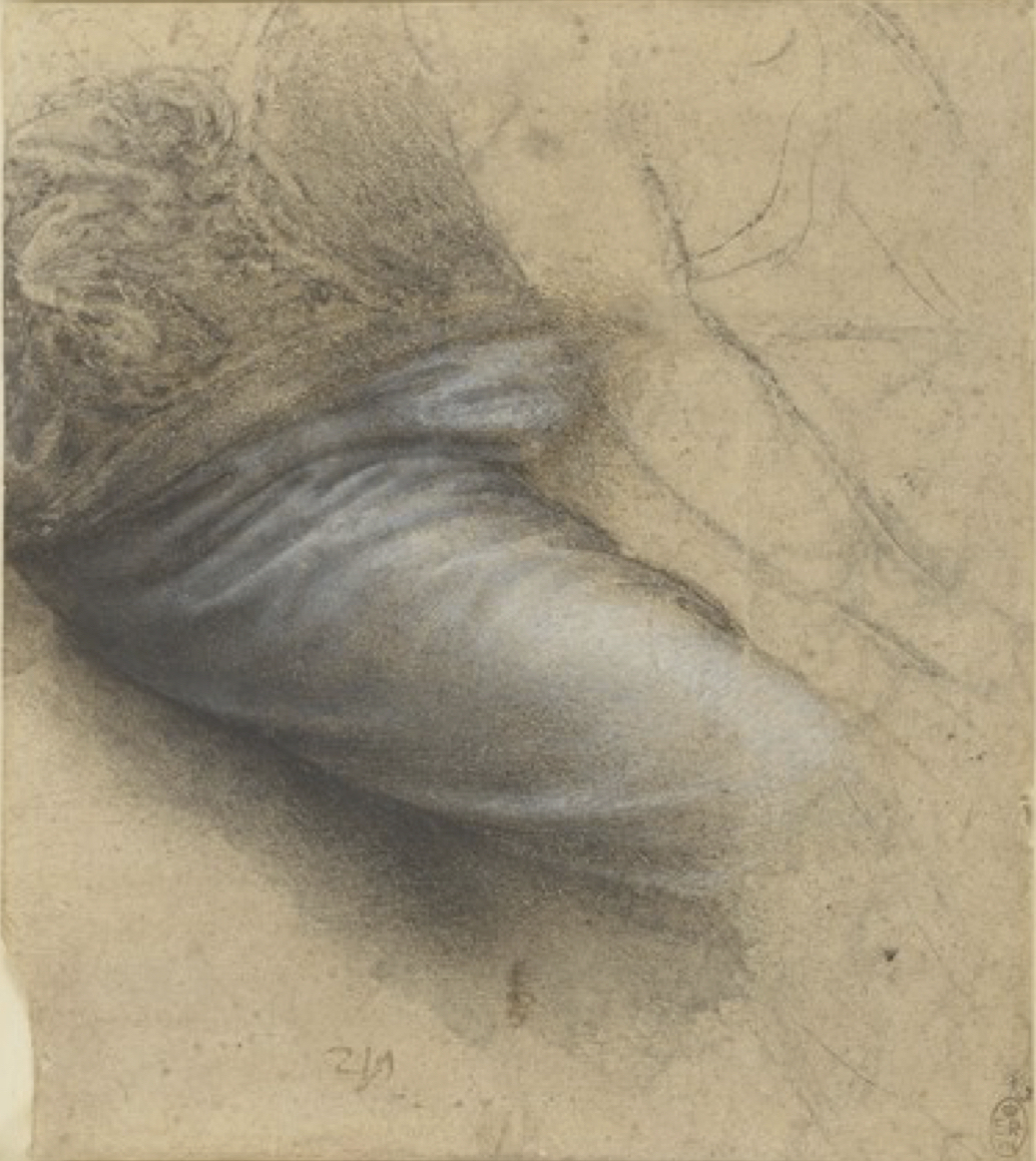
Étude pour le manteau de la Vierge, entre 1507 et 1517, Château de Windsor, RL 12530.
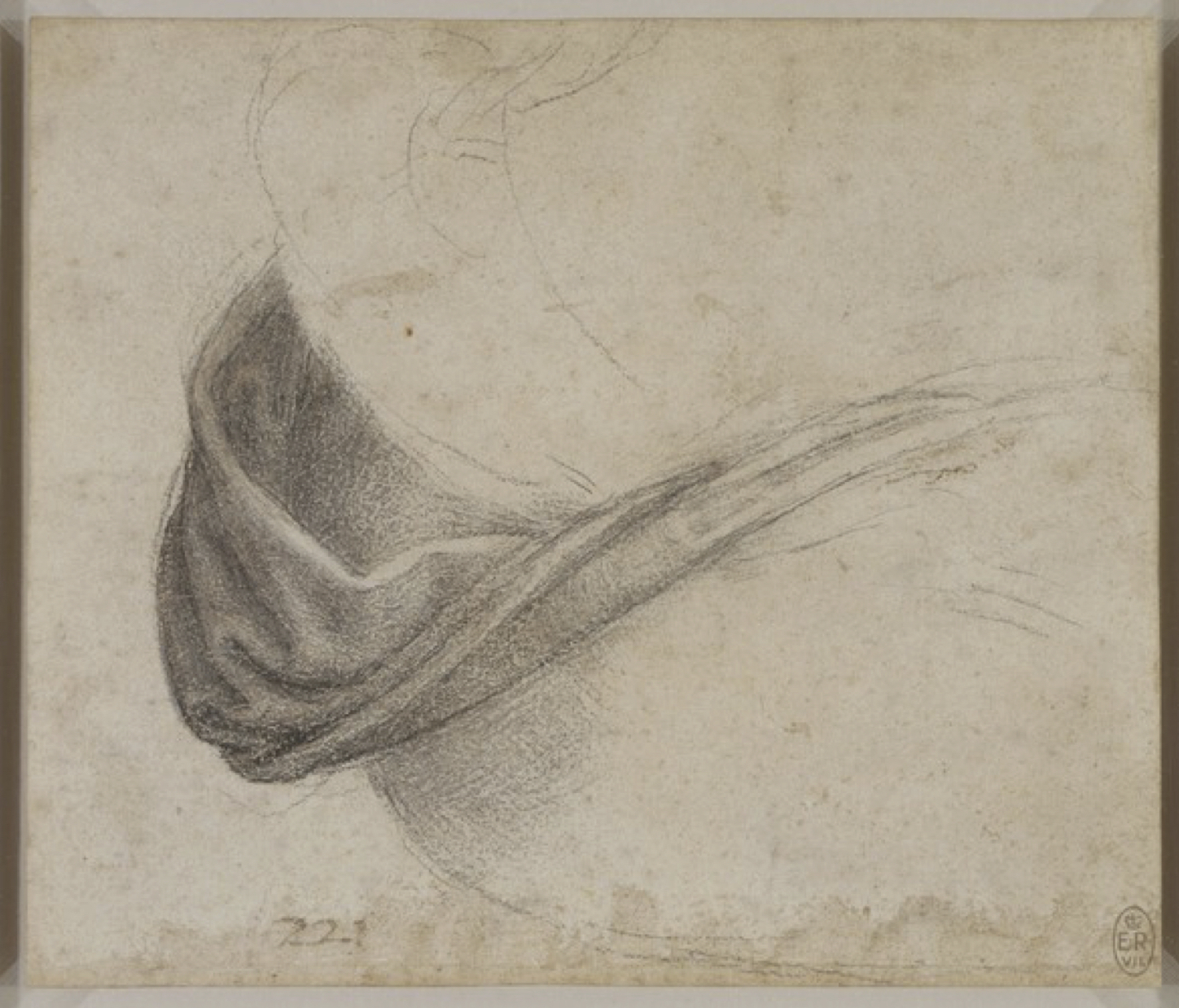
Étude pour le manteau de la Vierge, vers 1510-1515, Château de Windsor, RL 12529.

Trois études notables concernent enfin le drapé de la Vierge : la principale, datée vers 1507-1510 et conservée au Louvre, traite de l'ensemble du drapé. Les deux autres se trouvent au Château de Windsor. Celle de référence no RL 12530, de même datation, se concentre sur l'effet du drapé sur la cuisse de la femme, tandis que drapé référencé no RL 12529 s'intéresse au pli du manteau sur sa hanche : datée vers 1510-1515, elle bien est postérieure au dessin du Louvre puisqu'on en retrouve le dessin sur la peinture finale. Les études concernant le drapé de la Vierge sont les dernières effectuées par le peintre et c'est précisément dans le drapé de la Vierge qu'il a posé ses derniers coups de pinceau.

### Processus de création

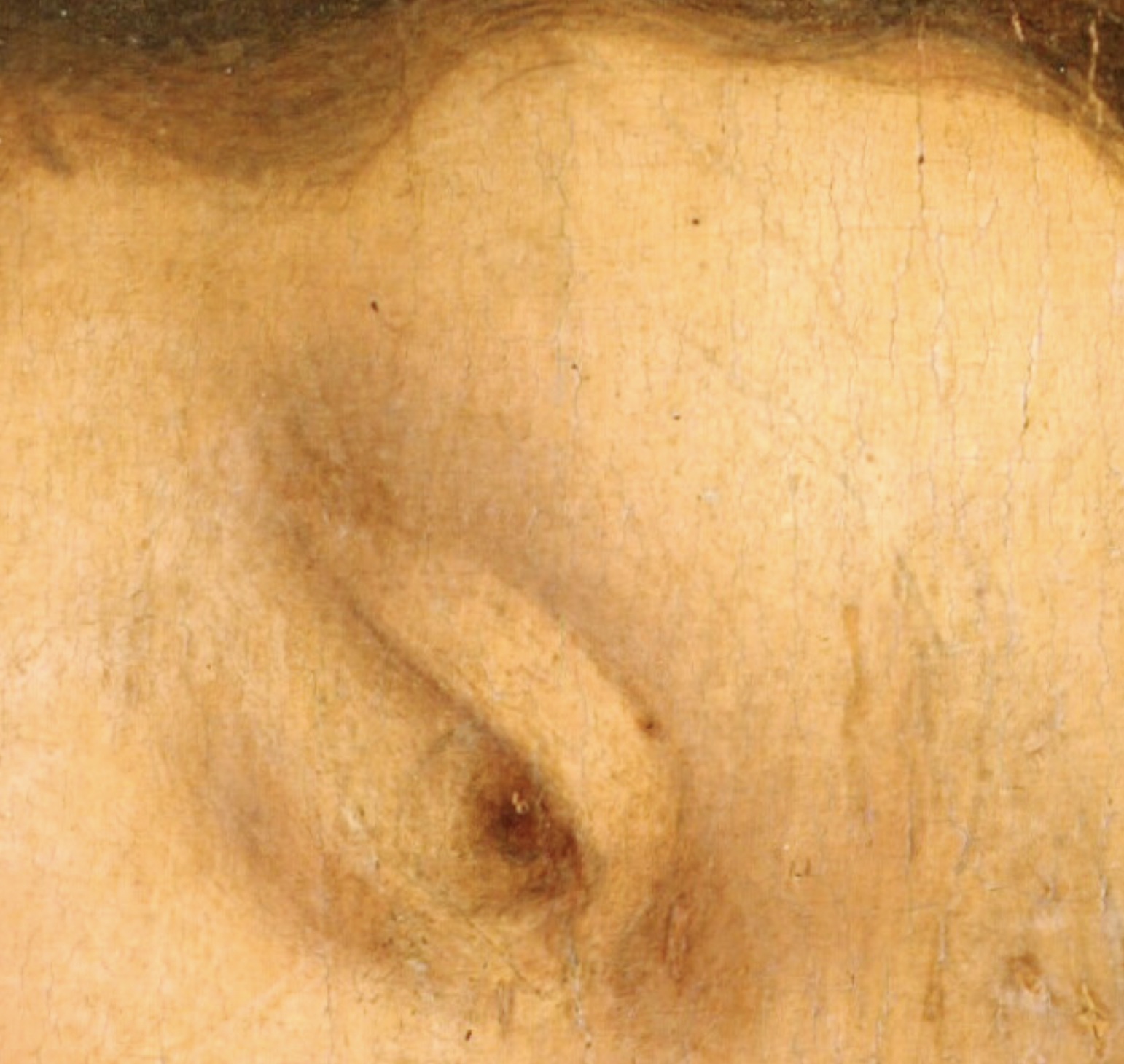
Détail du haut du visage de la Vierge : le dessin sous-jacent est visible autour de l'œil mais aussi sur le front, pour un voile finalement non représenté.

Le tableau de Sainte Anne, la Vierge et l'Enfant Jésus jouant avec un agneau résulte d'un processus de mise en peinture long de plus de 15 ans : contrairement à ce qui a pu être dit avant la découverte de la note d'Amerigo Vespucci en 2005 — et que confirme l'analyse par réflectographie infrarouge —, il est mis en peinture dès 1503. Le ciel semble être la première partie du fond peinte.
Léonard de Vinci procède d'abord par le dépôt sur les planches de bois d'un gesso, composé d'une couche de gesso grosso puis d'une autre de gesso sottile, cette dernière étant certainement étalée à la paume de la main comme l'indique la grande irrégularité de son épaisseur. Il achève enfin cette préparation par une fine couche d'impression composée de blanc de plomb dont le but est d'éviter que le gesso n'absorbe la couche picturale.
À ce moment, il peut transférer son carton sur le panneau. Il procède en utilisant la technique du spolvero qui consiste à piquer les contours des formes sur le carton puis, après avoir déposé ce dernier sur le panneau, à y appliquer une poudre carbonée qui se dépose sur son support : les points qui en sont issus sont particulièrement visibles par réflectographie infrarouge sur les visages des trois figures. Les historiens de l'art supposent que l'artiste a utilisé à ce moment une feuille intermédiaire qui, une fois piquée en même temps que le carton, est tamponnée de produit de transfert afin de ne pas noircir le dessin du carton. En outre — point sur lequel les historiens de l'art se sont longtemps questionnés — l'analyse par l'imagerie scientifique montre que le paysage et les montages sont bien dessinés sur le carton original, à l'image du carton de Burlington House, comme le prouvent les points issus du spolvero et les traits de contour.
Le peintre trace alors une esquisse rapide à la plume et à l'encre sur les lignes formées par la succession des points issus du transfert. Cette esquisse est toujours partiellement visible par transparence, notamment sur le front de la Vierge, où le peintre a tracé la limite d'un voile qu'il a choisi finalement de ne pas représenter. Il effectue ensuite des reprises de contour au fusain, dont l'avantage est d'être plus facilement modifiable. Contrairement aux autres peintres de son époque, Léonard de Vinci utilise ce dessin de contours en le relevant de légères ombres au moyen de lavis de bruns, gris et verts sombres, ceci lui permettant d'animer son œuvre par transparence : l'ébauche fait donc partie des effets de la peinture finale.
Ce n'est qu'à ce moment que le peintre entame la création de la couche picturale. D'une manière générale, les couleurs sont obtenues par une importante succession de couches de pigments et de laques, épaisses chacune d'un ou deux micromètres : les effets désirés de modelage, de couleurs, d'ombres ou de lumières sont donc obtenus par transparence. Ainsi le rose de la carnation des visages résulte-t-il d’une succession de couches au blanc de plomb, d’ocre puis de vermillon. En outre, plus la carnation est foncée, plus il y a de couches colorées et de pigments noirs, composés de noir de carbone ou de noir d'os selon les endroits, visibles au stéréomicroscope. Cette recherche de la transparence conduit même l'artiste à ajouter du verre broyé — procédé que l'on trouve à plus grande échelle dans le Saint Jean Baptiste.
Ce travail ne s'est pourtant pas fait d'un bloc puisqu'il a été suspendu entre fin 1503 et 1507 — ce qui correspond à la commande de La Bataille d'Anghiari —, si bien que le tableau est encore à l'état d'ébauche en 1507. Le reprenant, Léonard semble pratiquement l'achever entre 1508 et 1513. Il n'en poursuit pas moins son incessant travail de retouches jusqu'à sa mort, créant, modifiant, améliorant des détails comme le montrent nombre de repentirs. L'analyse scientifique, enfin, montre que les dernières coups de pinceau sont déposés en 1519 sur la robe de sainte Anne, personnage central de l'œuvre dont le visage avait été le premier à être représenté et peint, 15 ans plus tôt.

## Analyse

### Données techniques

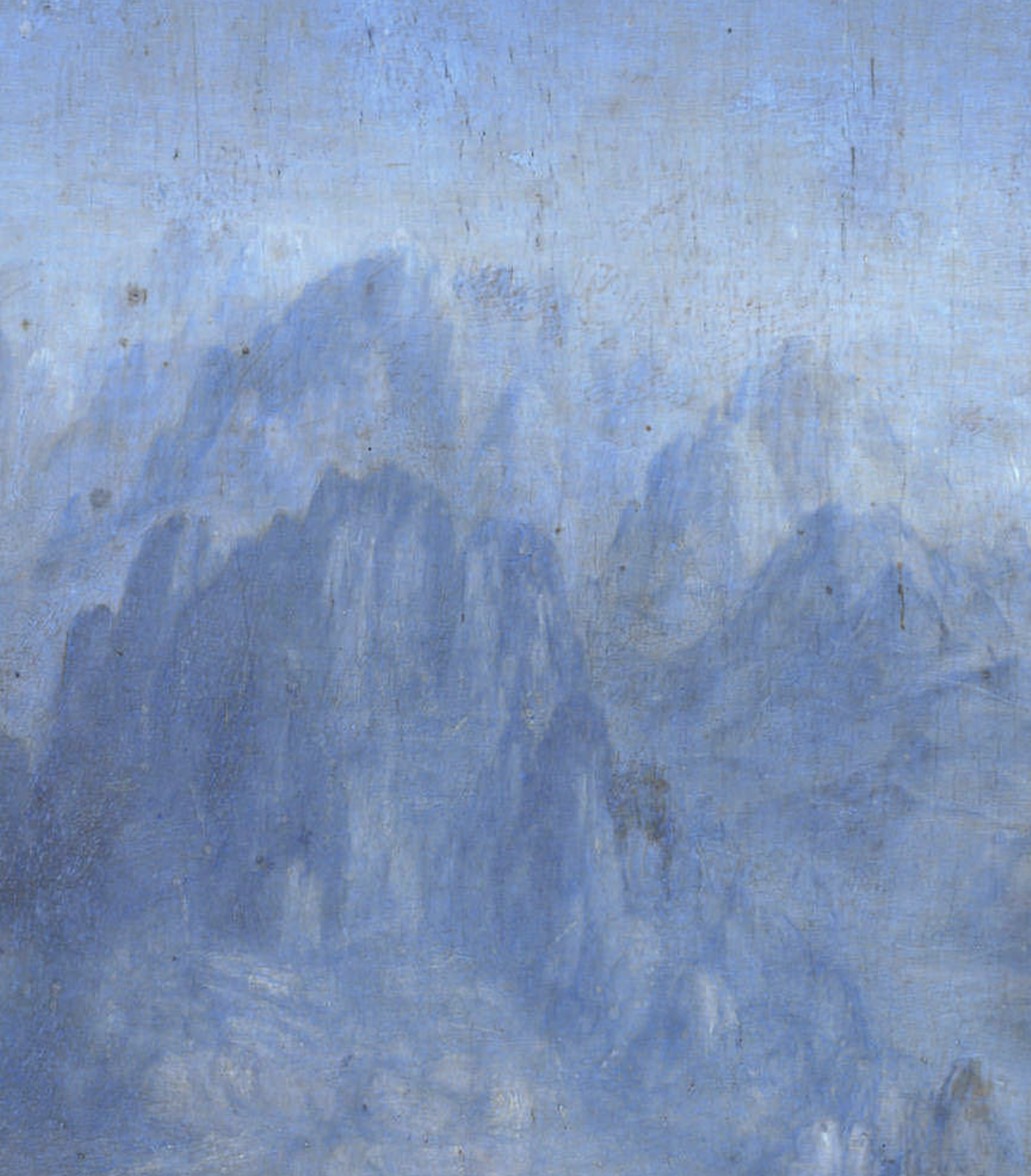
Détail sur les montagnes : les effets de la perspective atmosphérique sont visibles sur le massif et le ciel.

#### Lumière et sfumato
En quête d'une illusion de réalité, le peintre adoucit les lignes constituant le contour des formes puis fond ombres et lumière afin de créer un effet de sfumato, technique tout à fait caractéristique de son travail,. Il développe en outre les effets de la perspective atmosphérique aux « accents bleutés et cristallins » : les couleurs des éléments du paysage mais aussi de l'eau se délaient dans l'air à mesure qu'ils sont éloignées dans l'arrière-plan.
Enfin, les couleurs du tableau sont autant de mises en œuvre de ses observations, qu'il expose par ailleurs dans ses notes de travail : « Comme exemple de la couleur de l'air, nous prendrons encore la fumée sortant du vieux bois sec, car lorsque celle-ci sort de la cheminée, elle semble tirer fortement vers le bleu lorsqu'elle se trouve entre un espace obscur et l'œil » ce qui le conduit, par comparaison, à estimer que « l'on observe ensuite dans les ombres sombres des montagnes éloignées de l'œil, que l'air qui se trouve entre l'œil et ce type d'ombres, apparaît bleu profond ». Il écrit en particulier, concernant le ciel : « Je dis que l'azur qu'on voit dans l'atmosphère n'est point sa couleur spécifique mais qu'il est causé par la chaleur humide évaporée en menues et imperceptibles particules que les rayons solaires attirent et font paraître lumineuses quand elles se détachent contre la profondeur intense des ténèbres de la région ignée qui forment couvercle au-dessus d'elles. On peut l'observer comme je l'ai vu moi-même quand je fis l'ascension du mont Bozzo ».
De fait, la virtuosité de l'artiste se déploie dans l'usage de ces couleurs : « dans aucun autre tableau peint de sa main, l'artiste n'a mis en scène de manière aussi suggestive la luminosité et l'atténuation de l'azur » ; de même, un peu plus loin sur la droite, le paysage de pics rocheux et montagneux disparaît progressivement dans un ciel d'azur offrant un dégradé qui va du blanc à l’horizon jusqu'au bleu au-dessus, selon le précepte que Léonard a emprunté à Alberti — « Ce dont tu veux qu'il semble cinq fois plus loin, fais-le cinq fois plus bleu » —, et selon le sfumato mâtiné d'inachèvement qui lui est cher.

#### Composition: la forme et le mouvement

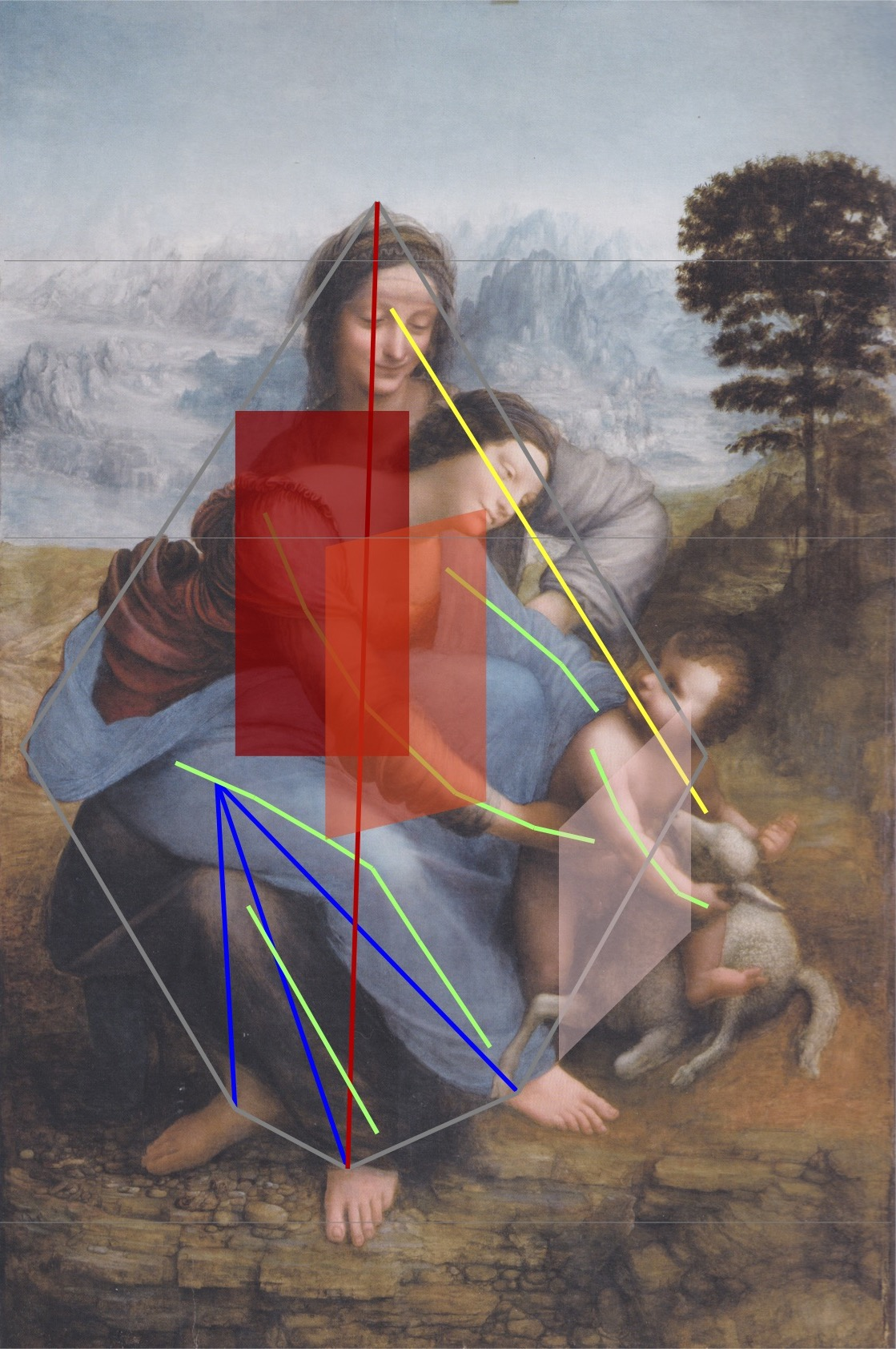
Composition du tableau soulignant la forme dans laquelle les personnages s'inscrivent (en gris), les lignes directrices (en jaune et vert) et les plans d'orientation des bustes des personnages (parallélogrammes rouges).

La composition du tableau Sainte Anne, la Vierge et l'Enfant Jésus jouant avec un agneau est traditionnellement décrite comme pyramidale,,. Mais l'historien de l'art Daniel Arasse émet de fortes réserves à ce propos et précise qu'il ne s'agit là que d'une apparence : l'avancée constituée par le genou gauche de Marie viendrait en effet altérer la régularité de cette figure, créant plutôt l'image d'« un volume prismatique reposant sur sa pointe ou […] un demi-octaèdre irrégulier, légèrement pivoté vers la droite ». Par ailleurs, se confirme l'abandon définitif de la composition horizontale du carton de Burlington House, mais, ce faisant, le peintre écarte dans le même temps la rigidité de la composition strictement verticale du carton de Fra Pietro, pour en faire une composition hybride — disposition que Léonard de Vinci emprunte pour partie à l'Adoration des mages de Filippino Lippi.
À cette aune, la littérature scientifique contemporaine ne propose pas de description stable de la composition du tableau qui, tantôt, associerait « la verticalité et la latéralisation », tantôt serait « diagonale », « en triangle » ou en « prisme ».
De fait, plusieurs schémas étant imbriqués dans le même espace et la description de la composition étant si complexe que « tenter d'analyser géométriquement l'entrelacement et la superposition des configurations qui animent et soudent le groupe serait une entreprise aussi interminable qu'inutile ».
Néanmoins, plusieurs éléments de composition se détachent particulièrement. On peut ainsi signaler une diagonale descendante passant par les têtes des personnages et que soulignent leurs regards croisés. De même, la verticalité de la figure d'Anne constitue un axe, autour duquel se déroule littéralement l'action conduite par la Vierge, Jésus et l'agneau, créant un mouvement circulaire.
Cet enroulement est renforcé par la disposition des personnages, chacun sur un plan différent, à l'image de ce que Léonard de Vinci avait précédemment trouvé dans le carton de Fra Pietro : « les figures s’emboîtent les unes dans les autres », « dispos[ées] de telle sorte que la tête de Marie recouvre l'épaule gauche de sainte Anne et, surtout, que les deux épaules droites coïncident exactement, le bras droit de Marie pouvant ainsi devenir visuellement celui de sainte Anne » tandis que son bras gauche « est prolongé par celui du Christ ». Enfin d'autres lignes, notamment celles que forment les parallèles des bras et des jambes des personnages, constituent autant de lignes de force aboutissant à une « situation d'équilibre parfait ». Le peintre parvient ainsi à construire une œuvre grâce à une stricte géométrie sans jamais utiliser de ligne rigoureusement droite : l'« équilibre mouvant [du groupe] repose sur le jeu de courbes rythmées qui s'entrecroisent et s'entrelacent indéfiniment ».
La composition met en jeu des éléments visuels assurant des effets dynamiques : il s'agit en premier lieu du mouvement induit par la présence de la quatrième figure — l'agneau — qui attire au sol Jésus détaché ainsi du giron de sa mère. Un tel choix constitue ainsi la reprise de l'idée du carton de Burlington House de l'ajout d'une quatrième figure — saint Jean Baptiste remplacé ensuite par l'agneau —, dont la présence est visuellement inductrice de mouvement. Or ce mouvement est accentué par l'amplification des gestes des protagonistes : tendant ses bras vers l'agneau, Jésus ne répète-t-il pas à l'identique le geste de sa mère ? Léonard de Vinci propose un groupe dans lequel les membres des personnages se fondent les uns dans les autres, en particulier ceux des deux femmes qui paraissent posséder un même corps montré à deux étapes d'un mouvement. Selon Daniel Arasse, le groupe forme ainsi « un ensemble organique vivant, saisi dans le moment de sa transformation, dans un état de séparation retenue ».
Dans le même temps, plusieurs facteurs permettent d'assurer un équilibre dans le but de contrebalancer ce mouvement. L'effet de rotation est soutenu et donc souligné par la stabilité de l'axe vertical que constitue la figure de sainte Anne, tandis qu'à sa base, la forme triangulaire formée par les trois pieds des deux femmes amorce efficacement le mouvement en spirale du groupe. Par ailleurs, le peintre s'interroge longuement dans des études préparatoires sur les plis du manteau de la Vierge à gauche : même s'ils sont finalement réduits, ils offrent un contrepoint visuel efficace au mouvement vers la droite de Jésus au sol.
Le tableau Sainte Anne, la Vierge et l'Enfant Jésus jouant avec un agneau est donc le lieu où la forme connaît à la fois le mouvement et l'équilibre, un équilibre dynamique dû au geste de la Vierge à la fois penchée en avant, prête à se lever mais toujours fermement assise sur le genou stable de sa mère : « la verticalité affirmée à travers la figure de sainte Anne est comme balayée latéralement par la convergence des indications dynamiques entraînant les figures vers la droite ». C'est finalement ce qui fait écrire au peintre Paul Klee dans son ouvrage Théorie de l’art moderne que la configuration du tableau Sainte Anne, la Vierge et l'Enfant Jésus jouant avec un agneau est « née du mouvement, elle est elle-même mouvement fixé et se perçoit dans le mouvement ».

### Interprétation

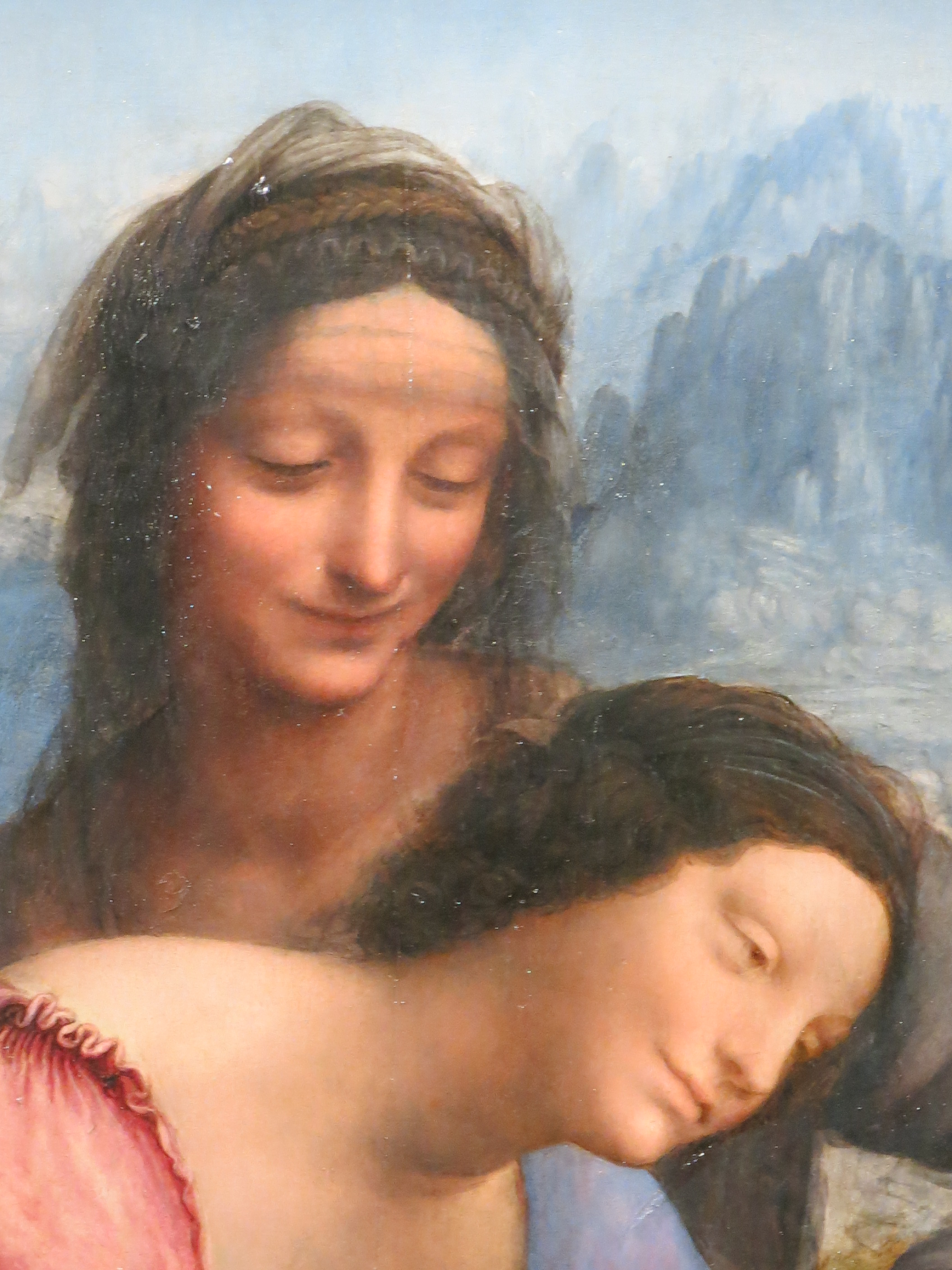
Sainte Anne et la Vierge, deux sourires identiques pour deux sentiments différents : l'acceptation du sacrifice de son fils pour la fille et la satisfaction de constater cette acceptation pour sa mère (détail).

Fruit d'une réflexion conduite sur plusieurs études et cartons, la narration imaginée dans le tableau Sainte Anne, la Vierge et l'Enfant Jésus jouant avec un agneau est proche de celle de la précédente proposition du peintre, le carton de Fra Pietro, dans laquelle Marie tentait de séparer l'Enfant Jésus de l'agneau symbolisant la Passion, acte que sainte Anne, personnification de l'Église, désirait empêcher. Mais la temporalité du tableau du Louvre est légèrement différente car elle se situe quelques instants après : Léonard de Vinci saisit l'instant où, sous le regard confiant de sa mère Anne, Marie vient d'accepter le destin sacrificiel de son fils Jésus,. C'est ce que souligne son léger sourire en direction de l'enfant, malgré son regard toujours un peu mélancolique. Désormais, si elle est penchée vers son fils, elle demeure fermement assise sur le genou de sa mère ; elle ne se lève plus, au contraire de ce qui se passait dans le carton de Fra Pietro. Anne n'a donc plus besoin de la retenir comme elle le faisait précédemment, : ce parti pris se distingue particulièrement par le choix du peintre de faire disparaître ce geste lors de la mise en peinture alors qu'il est bien visible en imagerie scientifique dans le dessin sous-jacent. De fait, tout en demeurant le symbole de l'Église, sainte Anne voit sa tâche évoluer : elle qui avait pour fonction de faire accepter une nécessité n'occupe plus que le rôle plus passif de constater l'acceptation — constat qu'elle exprime par son sourire. Le rôle de la Vierge a également évolué puisque le tableau ne décrit plus simplement le sacrifice futur du Christ mais aussi le sacrifice présent de la jeune femme. C'est ainsi que s'achève « du carton de Londres au tableau du Louvre en passant par le carton décrit en 1501, une évolution cohérente et progressive de l'iconographie dans laquelle sainte Anne joue un rôle toujours plus contemplatif, révélateur de la pleine acceptation par sa fille du destin de Jésus ».

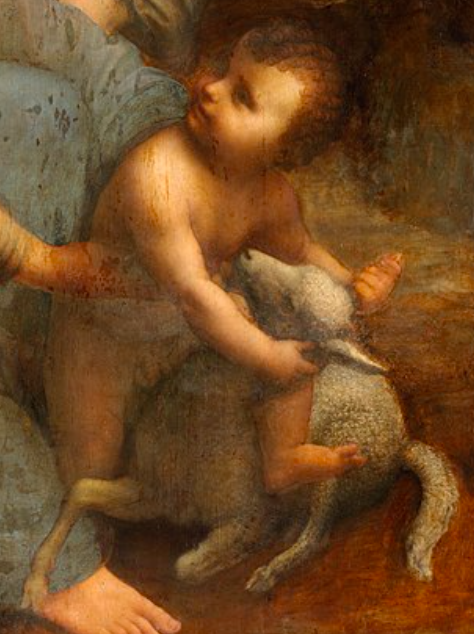
L'Enfant s'est saisi avec vigueur de l'agneau, symbole de son sacrifice futur : plus qu'il ne l'enjambe, il lui tord le cou et, tel un jeune Hercule, s'apprête à lui briser la nuque contre sa jambe gauche (détail).

Ayant choisi la temporalité de son récit, le peintre met en place pour le développer divers procédés narratifs et use de symboles parfaitement transparents pour ses contemporains. Il décrit d'abord le destin du Christ — la Passion et les souffrances sur la croix : son caractère fatal apparaît à travers le choix de faire évoluer le groupe au bord de ce qui peut être vu comme un précipice. Mais la Passion est affirmée avant tout à travers le symbole de l'agneau, innocente victime expiatoire, avec qui l'Enfant s'amuse,. Ayant anticipé et accepté son destin, Jésus a pu le faire accepter par sa mère. Le peintre propose une innovation qualifiée par Daniel Arasse d'« absolument exceptionnelle » : faire descendre Jésus au sol pour lui permettre de quitter les jambes de sa mère et ainsi la prendre à témoin. Si Léonard de Vinci insiste sur la conscience profonde qu'a Jésus de son destin et sa pleine volonté de s'y conformer, il le fait le regard tourné vers elle afin de constater le résultat de sa démarche : pour ce faire, il se saisit littéralement de son destin à travers la figure de l'agneau et « plus qu'il ne l'enjambe, il lui tord le cou et, tel un jeune Hercule, s'apprête à lui briser la nuque contre sa jambe gauche ». Lui faire quitter sa mère, elle-même sur les genoux d'Anne, pour le faire jouer avec l'animal, c'est donc symboliser, tout à la fois et en une seule image, une filiation, une naissance et un départ : « La descente de Jésus sur le sol visualise, sous une forme admirablement condensée, la descente sur terre du Dieu incarné, pour y mourir. Cette descente est celle de la Grâce qui rachète et sauve l'humanité ».
C'est ici qu'intervient la figure d'Anne dont est issu le Christ. Le peintre affirme cette filiation par la disposition verticale des figures avec Anne en position supérieure — représentation empruntée à la tradition de la Sainte Anne trinitaire — dans le but de mettre en valeur la succession des générations,. Cette généalogie est par ailleurs visuellement soulignée par la dissolution des corps les uns dans les autres et la répétition des gestes de Marie par Jésus. Or l'existence du Christ a pour origine un miracle survenu dans la vie de sa grand-mère censée être stérile : de fait, le groupe évolue au sein d'une nature à l'image d'Anne, inhospitalière, inféconde, vierge de présence humaine.
Marie est dès lors nécessaire comme intermédiaire entre la grand-mère et son petit-fils. « Avec ce paysage, Léonard articule l'Humanitissima Trinitas à ce qui constitue son arrière plan théologique : l'Immaculée Conception de Marie par sainte Anne, condition nécessaire et mystérieuse de l'Incarnation de Jésus en Marie ». Car Marie est seule capable de féconder cette terre stérile représentée sur le tableau, à l'image de sa capacité à engendrer miraculeusement l'Enfant Jésus ; la présence d'un arbre feuillu au sein de ce paysage montagneux aride, et à une altitude qui en exclut l'existence, est dès lors parlante : le paysage se rapporte à sainte Anne, réputée non fertile, et l'arbre renvoie à Marie, symbolisant le caractère miraculeux de sa naissance et de sa conception sans péché. Prise à témoin par son fils, Marie accepte donc le destin de celui-ci et joue ainsi pleinement son rôle, qui est de l'accompagner vers son sacrifice — sacrifice qui régénérera à son tour cette terre stérile,. En outre, le peintre représente les deux femmes à un âge identique : il s'agit de signifier leur étroite parenté ; et allouer à Anne le visage juvénile de sa fille, c'est de fait lui en conférer le rang et la sainteté.
Finalement, « les figures forment désormais un groupe harmonieux qui révèle à la fois l'idée de la succession des générations et le sens de l'Histoire qui aboutit au sacrifice de Jésus et au salut de l'humanité. Et la prescience de ce mystère illumine d'un sourire les trois visages ». Il est dès lors manifeste que le tableau est une peinture religieuse, et l'idée qu'il symboliserait la liberté de Florence ou la gloire d'Anne de Bretagne, femme de Louis XII, doit être écartée.

## Postérité

### Copies et variantes
L'œuvre connaît dès le XVIe siècle un immense succès iconographique. Le catalogue de l'exposition de 2012 au Louvre distingue ainsi plus de 50 copies ou variantes : il recense ainsi 14 « copies d'après le carton du tableau du Louvre », 16 « copies et variantes d'après un premier état intermédiaire de la sainte Anne », 7 « copies et variantes d'après un second état intermédiaire de la sainte Anne », 9 « variantes d'après l'état final de la sainte Anne » et 6 « copies d'après le tableau du Louvre ».

Exemples significatifs de copies d'atelier
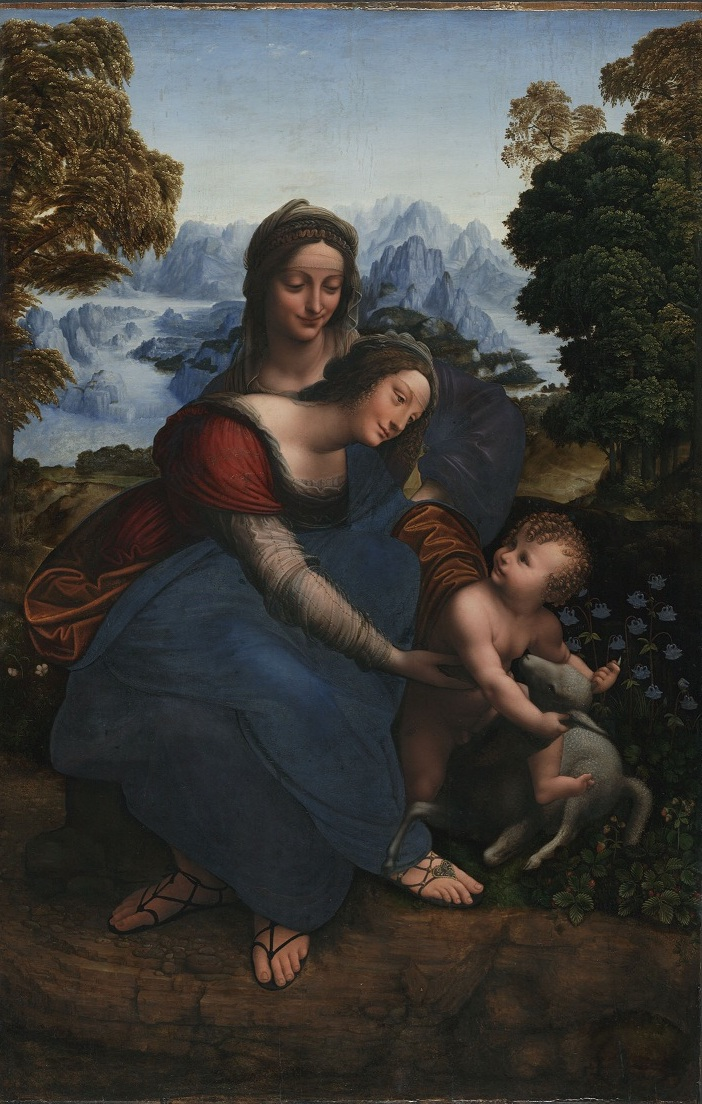
Atelier de Léonard de Vinci (peut-être Salai (?)), Sainte Anne, la Vierge et l'Enfant jouant avec un agneau, vers 1508-1513, Los Angeles, Université de Californie, Musée Hammer.
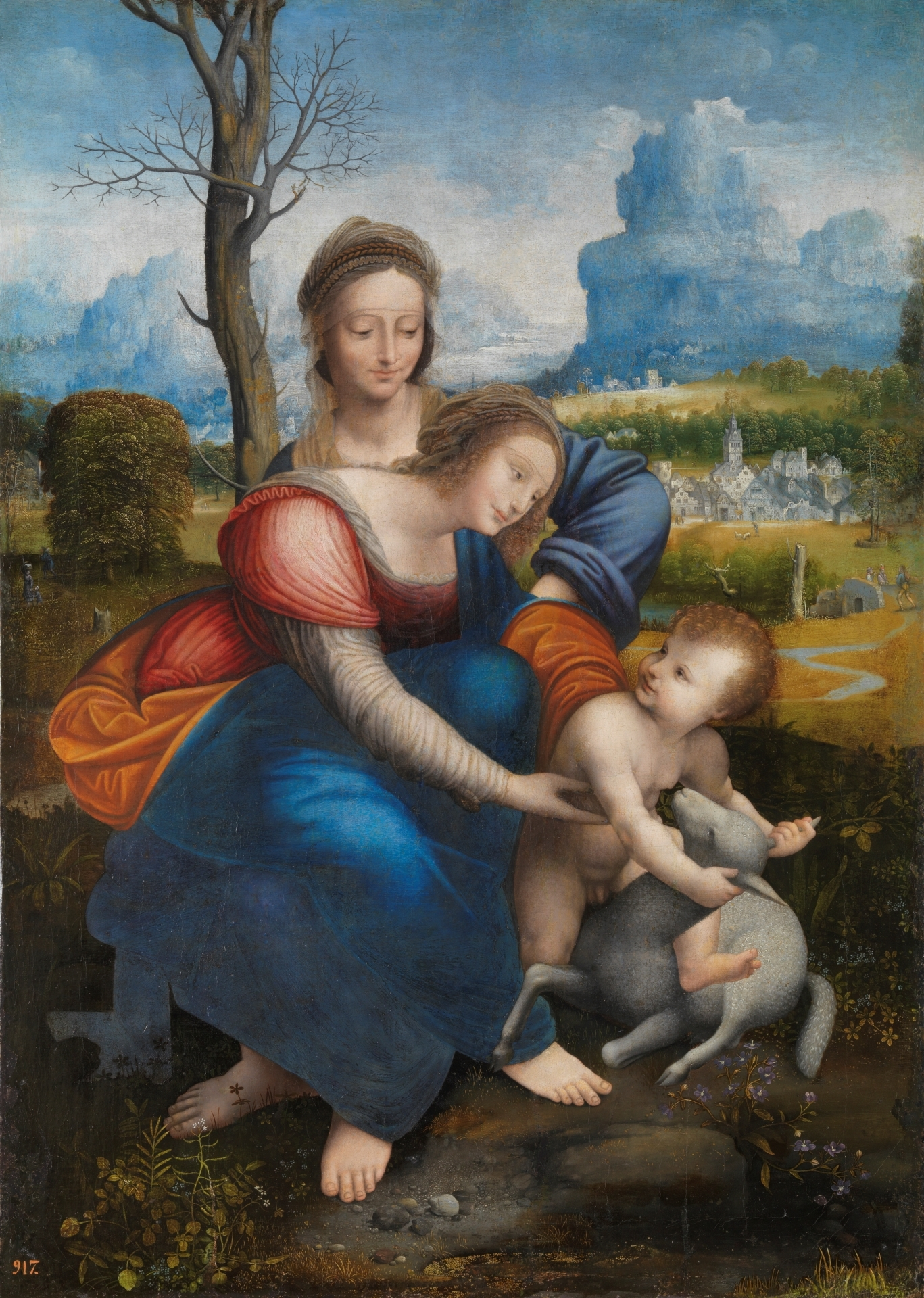
Artiste lombard du début du XVIe siècle, atelier de Léonard de Vinci ?, Sainte Anne, la Vierge et l'Enfant jouant avec un agneau, vers 1508-1513 (?), Madrid, Musée du Prado, n° inv.P-349.
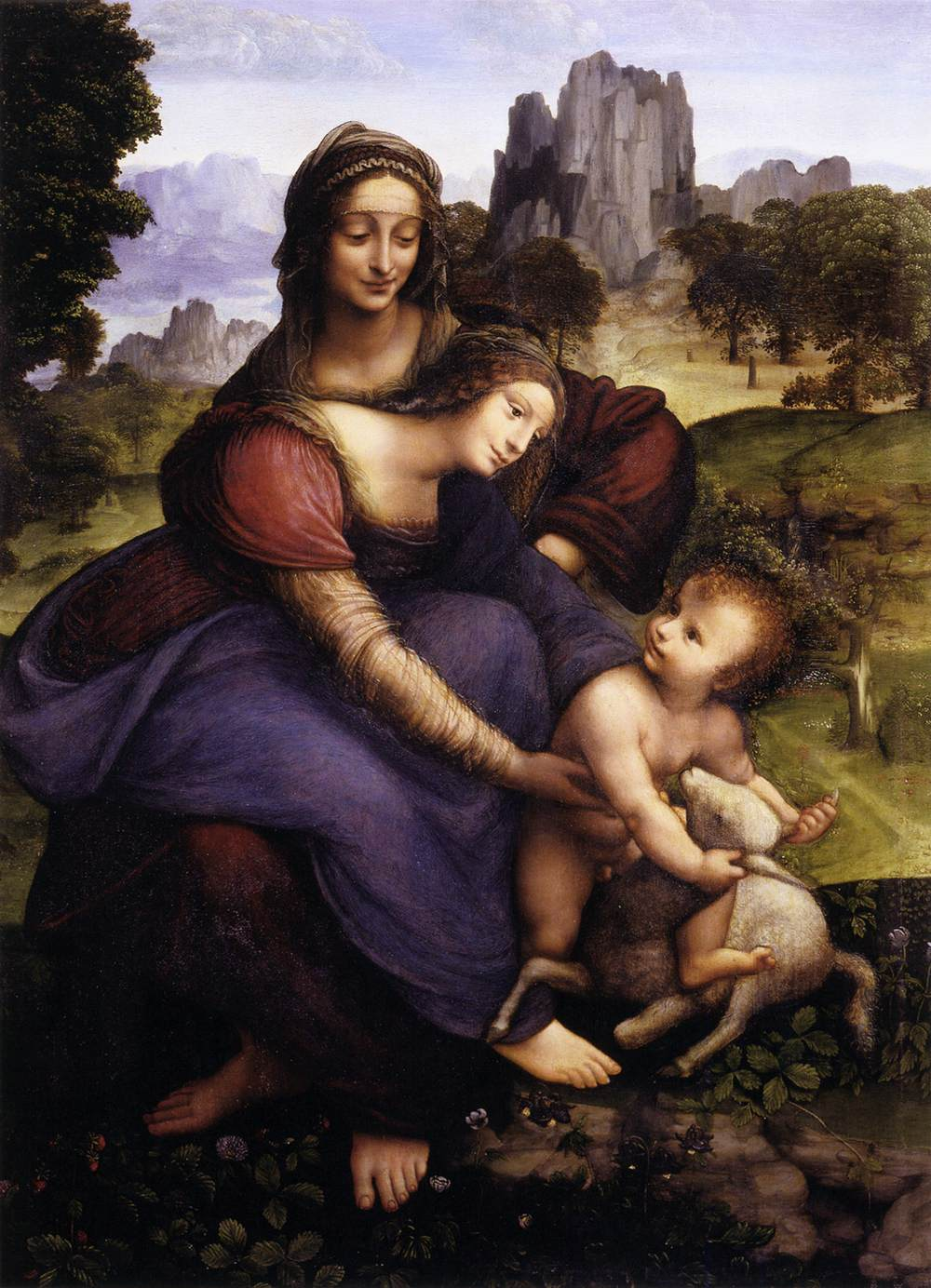
Suiveur de Léonard de Vinci ou Francesco Melzi ?, Sainte Anne, la Vierge et l'Enfant jouant avec un agneau, vers 1508-1513, Florence, Galerie des Offices, n° inv. 1890, n. 737.

Alors qu'il est en cours de conception, le tableau fait déjà l'objet de répliques, Léonard de Vinci y voyant plusieurs intérêts. Pour lui, il s'agit en effet en premier lieu de satisfaire des commandes nombreuses : peu importe que les tableaux ne soient réalisés que par des membres de son atelier, leur valeur reste importante, « la copie d'un maître réputé val[ant] alors beaucoup plus que l'originale d'un maître secondaire », surtout quand il s'agit du prestigieux Léonard de Vinci. Par ailleurs, le peintre utilise ces répliques — que Serge Bramly qualifie de « prototypes » — pour la réalisation de son propre tableau : en effet, par la variation de détails sur les personnages ou le paysage, elles constituent autant d'essais pour juger du rendu général de sa future œuvre. Elles témoignent donc de l'avancement de la réflexion du peintre et les chercheurs contemporains les jugent utiles à l'étude et la connaissance du tableau. Parmi les copies existantes, seules six paraissent suffisamment anciennes pour pouvoir être issues de l'atelier de Vinci.
L'exemplaire du musée Hammer de l'université de Californie à Los Angeles, considéré comme « la plus belle et la plus célèbre de toutes ces reprises », est à ce titre tout à fait représentatif. Offrant des dimensions semblables à celles du tableau final et comportant des traits identiques à son dessin sous-jacent, il pourrait être issu du carton original, et sa grande qualité picturale indique que le maître a participé à sa conception, corroborant le témoignage de Fra Pietro da Novellara selon lequel « deux siens garçons tirent des copies et […] lui y met parfois la main »,. Par ailleurs, son étude détaillée est instructive. Ainsi la Vierge et sa mère y portent-elles des sandales absentes du tableau final, le peintre les ayant donc jugées superfétatoires. La confrontation entre cette copie et celle de la Galerie des Offices de Florence, où les sandales sont absentes mais où l'arrangement du pli du manteau sur la hanche de Vierge correspond à une étude tardive s'y rapportant, offre aux chercheurs une idée de l'évolution des réflexions du maître et permet de reconstituer la chronologie suivante : le peintre s'est d'abord intéressé aux pieds de ses personnages féminins, qu'il a choisi de couvrir (copie de Los Angeles) avant de décider de les laisser nus (copie des Offices) ; puis il s'est occupé du pli du manteau dans le dos de la Vierge, qu'il a réduit (copie des Offices) par rapport à son idée initiale.

Exemples d'œuvres où seule une partie du tableau du Louvre est utilisée
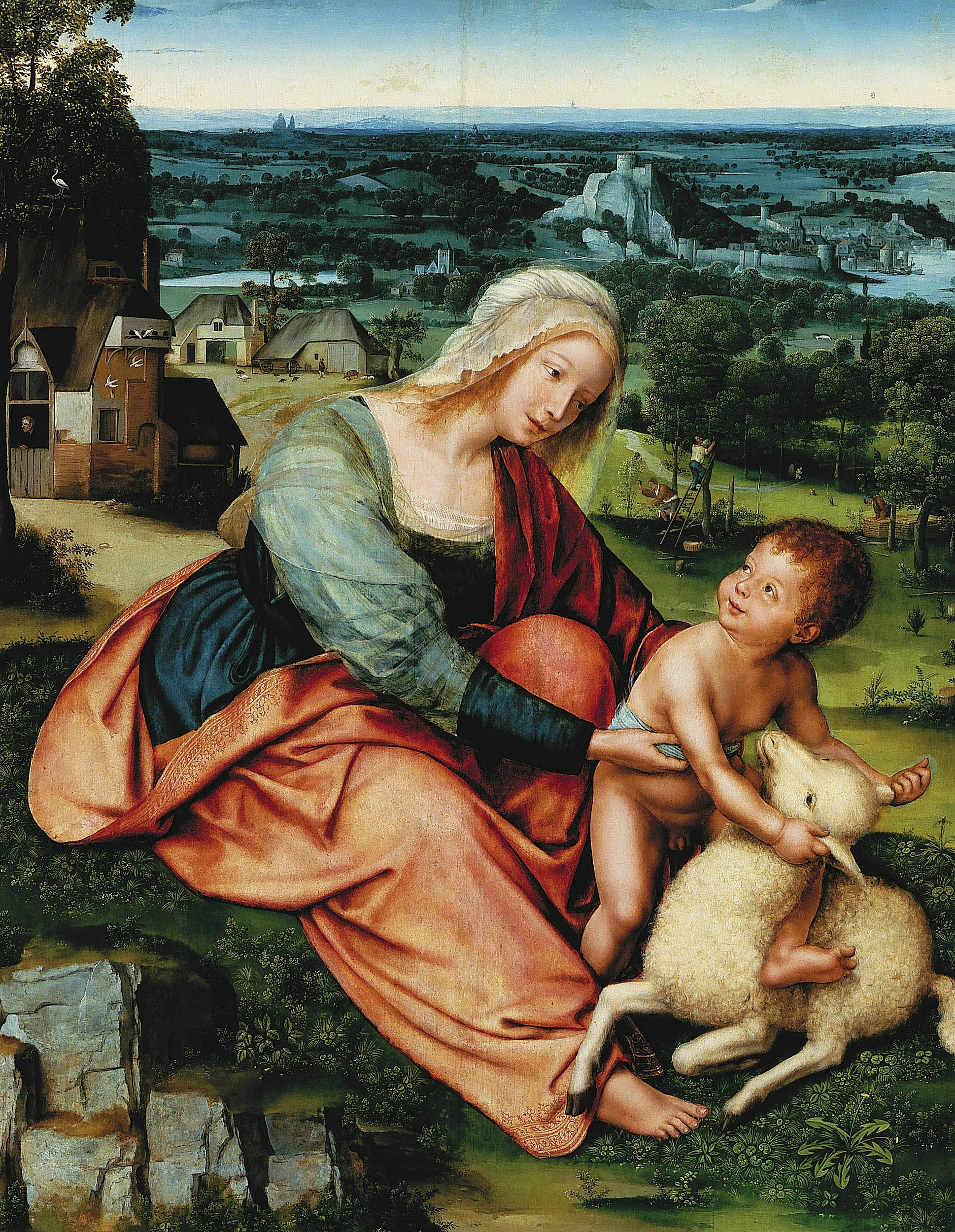
Quentin Metsys, Vierge à l’Enfant avec un agneau, vers 1513, Poznań, Musée National, no PNP FR 441.
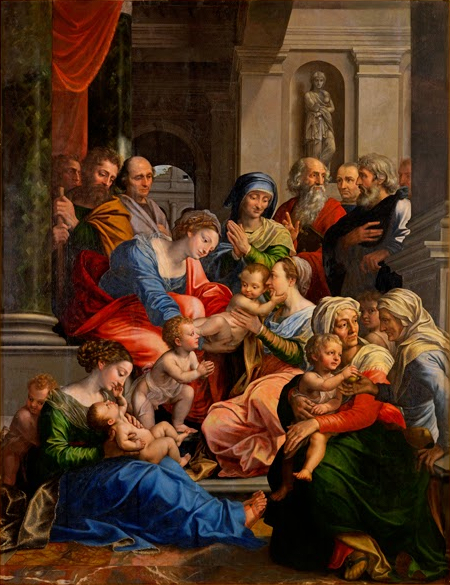
Michiel Coxcie, La Parenté de Sainte Anne, 1540, Autriche, Kremsmünster, Stiftsgalerie, no Nr.39.

Plus ou moins éloignées dans le temps, des œuvres s'inspirent d'une partie du tableau du Louvre. Ainsi, le tableau Vierge à l’Enfant avec un agneau Quentin Metsys, daté vers 1513, constitue une citation de l'œuvre, reprenant le couple Marie-Jésus sans sainte Anne au sein d'un décor minimaliste ; à l'inverse, la citation peut être repérée au sein d'une composition plus chargée, comme dans La Parenté de Sainte Anne de Michiel Coxcie, peinte pour la cathédrale d’Anvers en 1540.

Le tableau du Louvre source d'inspiration d'œuvres novatrices
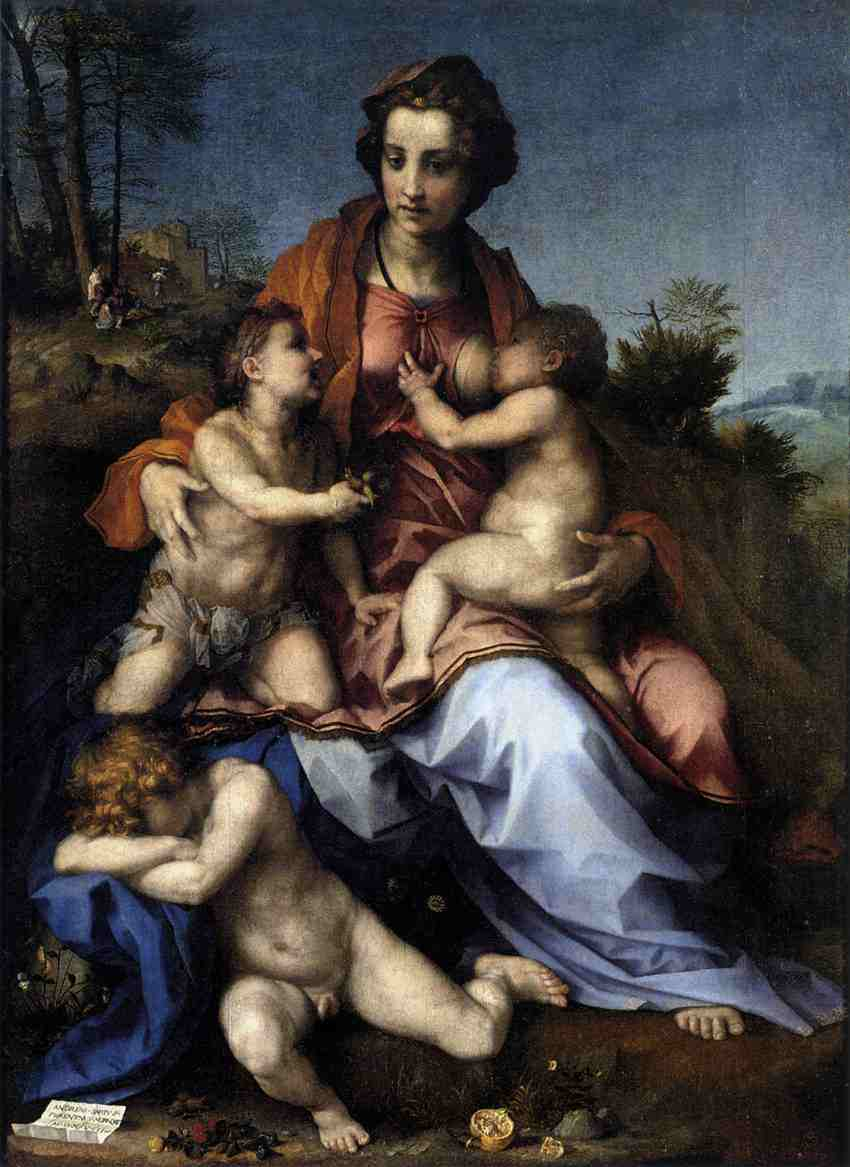
Andrea del Sarto, La Charité, 1518, Paris, musée du Louvre, no INV 712.
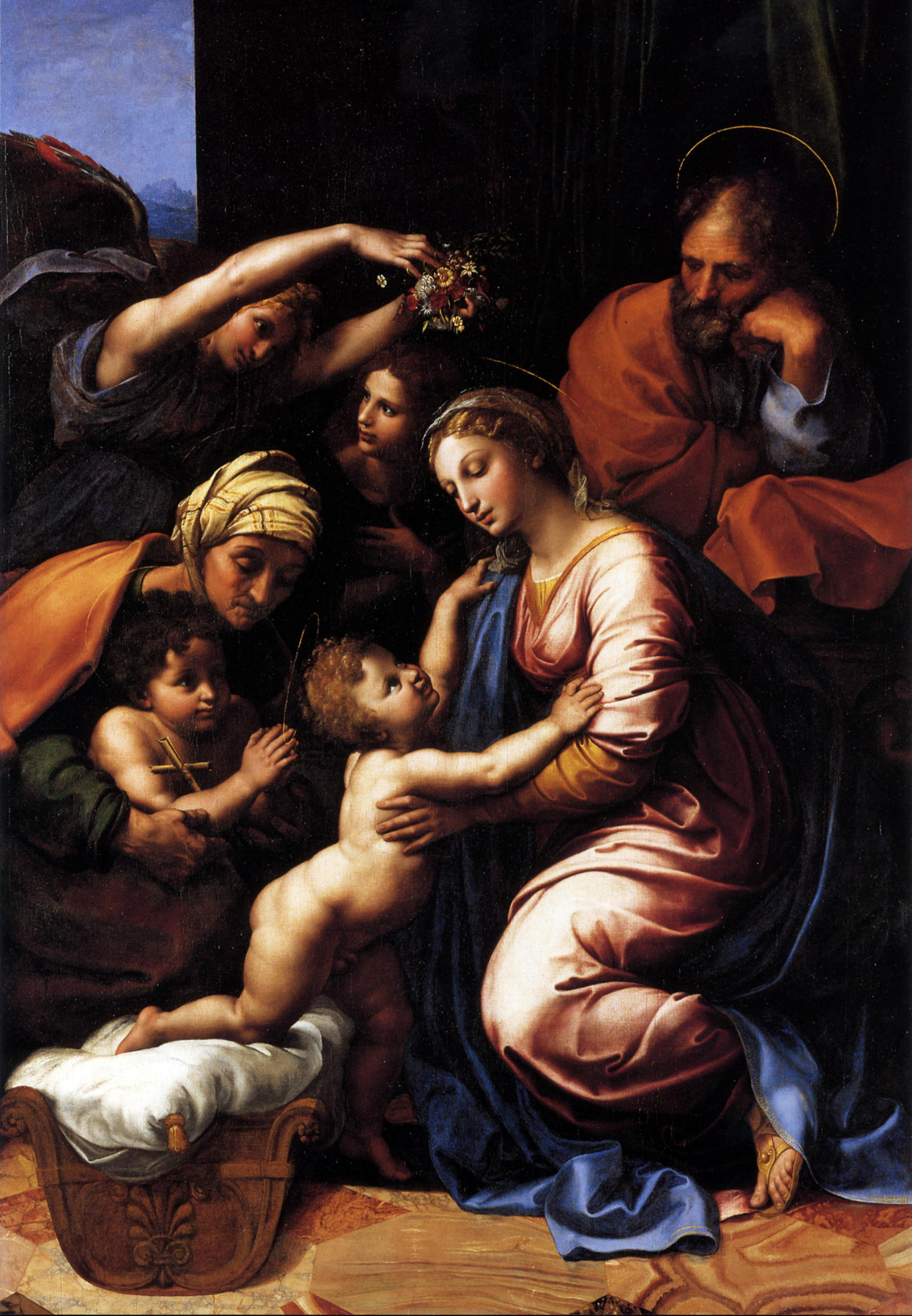
Raphaël, La grande famille (ou La Sainte Famille de Francois Ier), 1518, Paris, musée du Louvre, n° INV 604.

D'autres œuvres sont également produites par des artistes non moins célèbres que Léonard de Vinci mais appartenant à la génération suivante, tels Raphaël ou Andrea del Sarto, dans, respectivement, La grande famille et La Charité, datant tous deux de 1518 et qui renouvellent entièrement le tableau de Léonard.

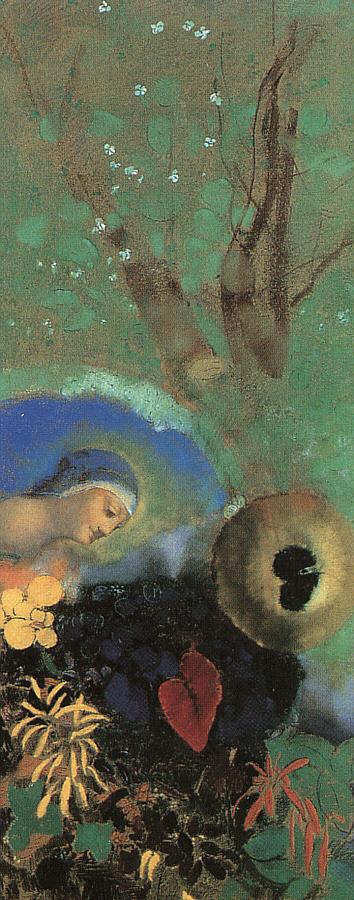
Odilon Redon, Hommage à Léonard de Vinci, vers 1914, Amsterdam, Stedelijk Museum, n° inv. A-6439.

Enfin, on trouve des tableaux dans lesquels l'œuvre du Louvre n'apparaît plus que sous forme de réminiscence, tel l'Hommage à Léonard de Vinci daté vers 1914 d'Odilon Redon, peintre symboliste français pour qui Léonard de Vinci est une source d'inspiration depuis le début de sa carrière. De même, Max Ernst crée en 1927 une œuvre, Le Baiser, qui procède d'une double inspiration : l'ouvrage Un souvenir d'enfance de Léonard de Vinci de Freud, dont l'image-devinette est inspirante ; l'œuvre du Louvre elle-même ensuite, dont on peut retrouver la figure de sainte Anne sur le tableau.

### Un support d'interprétation psychanalytique pour Freud
Sainte Anne, la Vierge et l'Enfant Jésus jouant avec un agneau dégageant « un sentiment d'étrangeté » allié à « la subtilité des expressions et à l'inachèvement de l'exécution », il n'est guère étonnant que de nombreuses interprétations aient vu le jour. Ainsi apparaissent au début du XXe siècle des interprétations psychanalytiques dont Sigmund Freud est l'initiateur. De fait, en 1910, ce dernier fait paraître un ouvrage intitulé Un souvenir d'enfance de Léonard de Vinci (en allemand : Eine Kindheitserinnerung des Leonardo da Vinci), traduit en français en 1927 par Marie Bonaparte, et dont il jugera plus tard le contenu suffisamment essentiel pour en faire son texte préféré. C'est là en effet qu'il évoque pour la première fois les concepts psychanalytiques fondamentaux de sublimation et de narcissisme ; de même y décrit-il de façon très audacieuse pour l'époque la forme d’homosexualité que présenterait le peintre. L'ouvrage provoque de nombreuses réactions, émanant aussi bien d'historiens de l'art qui, comme Meyer Schapiro en 1956, en déplorent certaines inexactitudes, ou de théoriciens de la psychanalyse qui, tel Kurt Robert Eissler en 1961, en louent le caractère novateur : en 1994, le docteur en théologie et en psychanalyse Jean-Pierre Maïdani Gérard synthétise et analyse ces réactions,. L'argumentation freudienne s'appuie donc en grande partie sur l'analyse du tableau Sainte Anne, la Vierge et l'Enfant Jésus jouant avec un agneau et sur le contexte ayant présidé à sa création.
La première critique de Schapiro porte sur l'affirmation de Freud selon laquelle le thème iconographique de la Sainte Anne trinitaire aurait été très rare à l'époque de Léonard de Vinci : au contraire, rétorque-t-il, il s'agissait d'un thème alors très couramment représenté en sculpture comme en peinture,.

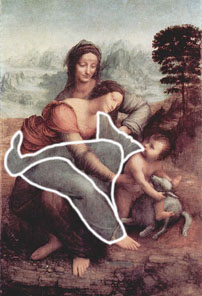
Reprise du schéma proposé par Freud du « vautour » dont la queue touche la bouche de l'enfant.

Freud tire le titre de son exposé de l'analyse qu'il fait de l'unique souvenir d'enfance décrit par le peintre dans ses notes : un « vautour » lui aurait caressé la bouche avec sa queue alors qu'il se trouvait dans son berceau, ce qui signifierait un fantasme de fellation relevant d'un fantasme homosexuel passif,. Dans la deuxième édition de son essai, Freud appuie sa thèse sur la découverte en 1913, par son élève Oskar Pfister, de ce qu'il nomme une « image-devinette » située sur le tableau du Louvre, : « Dans les vêtements de Marie, singulièrement enroulés et difficiles à saisir, [Oscar Pfister] a décelé les contours du vautour et il y fait allusion comme à une image-devinette inconsciente. Sur le tableau, qui représente la mère de l'artiste, se voit en effet très clairement le vautour […]. On voit la tête du vautour, si caractéristique, le cou, l’arc aigu de l’attache du tronc, tout cela dans le manteau bleu qui, s'enroulant sur la hanche de la femme au premier plan, s’étend ensuite dans la direction de son genou droit. […] Si nous suivons le manteau, qui se détache si nettement sur ce qui l’entoure, depuis le milieu de l’aile, nous remarquons que d’une part, il descend jusqu’au pied de la femme, de l’autre au contraire remonte vers son épaule et vers l'enfant. La première partie représenterait à peu près l'aile et la queue normale du vautour, la seconde, un ventre en pointe et une queue d’oiseau éployée, surtout si l’on tient compte des lignes en forme de rayons, semblables par leurs contours à des plumes. Le bout, à droite, de cette queue est dirigé vers la bouche de l’enfant, c’est-à-dire de Léonard, exactement comme dans son prophétique rêve d’enfance ».
Par ailleurs, le psychanalyste ne s'est pas contenté d'évoquer l'homosexualité de Léonard : sa peinture décrirait aussi sa relation intense à sa mère, dont témoignerait le sourire de La Joconde (que Freud qualifie de « léonardesque ») et que confirmerait celui de Marie dans le tableau Sainte Anne, la Vierge et l'Enfant Jésus jouant avec un agneau. Or selon Meyer Schapiro, Freud commet ici une erreur historique en considérant que La Joconde précède Sainte Anne, la Vierge et l'Enfant Jésus jouant avec un agneau alors que c'est précisément l'inverse ; de même, le sourire que Freud trouve à la Vierge n'apparaît pas de façon forcément évidente, et, surtout, serait artistiquement explicable comme un topos visuel qui existait déjà plusieurs décennies avant Léonard dans les œuvres de Donatello et Desiderio da Settignano. En outre, pour Freud, le tableau de la sainte Anne constituerait la représentation des deux mères qu'a eues le peintre dans son enfance : sa vraie mère Catalina qui l’éleva durant ses premières années, puis la nouvelle femme de son père qui s’occupa de lui par la suite : « Essaie-t-on, dans ce tableau, de délimiter les figures d’Anne et de Marie, écrit-il ainsi, on n’y parvient pas aisément. Elles sont, pourrait-on dire, aussi confondues que des figures de rêve mal condensées, de sorte qu’il est parfois difficile de dire où Anne finit et où Marie commence. […] Les deux mères de son enfance devaient se fondre, pour l’artiste, en une seule figure ». Et le fait que les deux femmes aient la même jeunesse s'expliquerait parce que le peintre aurait calqué le visage de sainte Anne sur celui de sa grand-mère Mona Lucia, associée également à sa mère idéalisée. Mais encore une fois, souligne Schapiro, le fait que mère et fille aient le même âge constitue un lieu commun médiéval, traduction d'une idéalisation théologique d'Anne en tant que double de sa fille Marie. Enfin, Freud soulève un dernier point d'analyse sur lequel, cette fois, Schapiro ne s'exprime pas : la forte identification du peintre à son père, « par exemple dans le fait qu['il] ne se souciait pas plus de ses œuvres que son père ne se serait soucié de son fils », donnant pour exemple le fait que le maître florentin aurait laissé inachevé nombre de ses œuvres au premier rang desquelles on trouve Sainte Anne, la Vierge et l'Enfant Jésus jouant avec un agneau.
Meyer Schapiro concède que les erreurs historico-artistiques dans l'écrit de Freud n'impliquent pas que la théorie psychanalytique soit erronée. De fait, les théoriciens de la psychanalyse pensent que les conclusions de Freud ont leur validité, notamment dans la partie appelée « psychanalyse hors cure » qui demeure « un lieu de travail pour la psychanalyse en tant que telle, comme le sont aussi clinique et théorisation » : « Là où Schapiro fait un constat de faillite, nous parlons de mise à l'épreuve, par l'analyse, d'une œuvre analytique ». Finalement, Meyer Schapiro regrette que les historiens et critiques d'art n'exploitent pas davantage les apports de Freud dans leurs recherches, ce que Maïdani Gérard confirme : la connaissance d'un contexte psychanalytique permet d'ouvrir de nouveaux horizons à la connaissance d'une œuvre, comme c'est notamment le cas pour Sainte Anne, la Vierge et l'Enfant Jésus jouant avec un agneau.

### Une exposition exceptionnelle
En mars 2012, à l'issue de sa restauration, le tableau Sainte Anne, la Vierge et l'Enfant Jésus jouant avec un agneau fait l'objet au Louvre d'une exposition dont le commissariat est assuré par Vincent Delieuvin intitulée « La sainte-Anne, l'ultime chef-d’œuvre de Léonard de Vinci ».
Pour la première fois, l’ensemble des documents liés au panneau — esquisses de composition, dessins préparatoires, études de paysage, carton de Burlington House — illustrent cette longue méditation et rendent compte des différentes solutions successivement envisagées par le maître. La présentation simultanée d’autres œuvres peintes de Léonard de Vinci permet par ailleurs de montrer en quoi la Sainte Anne est le véritable aboutissement des multiples recherches de l’artiste sur la nature et l’art.
Afin de donner toute sa dimension au caractère novateur de cette œuvre, l’exposition la replace dans la tradition iconographique liée à son sujet et s’intéresse à l’influence considérable qu'elle exerça sur l’art italien du début du XVIe siècle jusqu'à nos jours, en présentant des œuvres de Eugène Delacroix, Edgar Degas ou Max Ernst.

### Autres appréciations
Le tableau fait partie du musée imaginaire de l'historien français Paul Veyne, qui le décrit dans son ouvrage justement intitulé Mon musée imaginaire.